# Список водоспадів

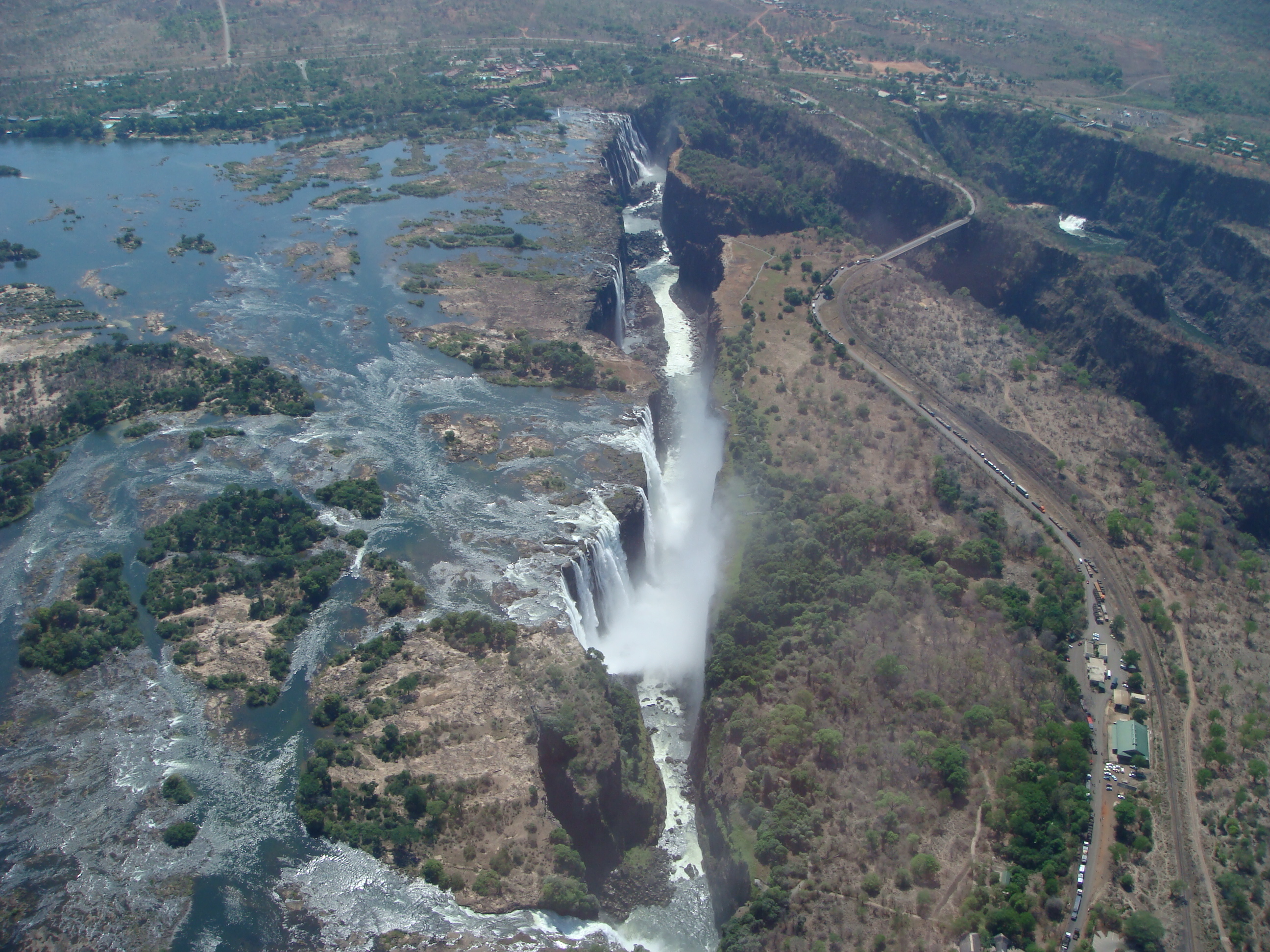
Водоспад Вікторія, розташований на кордоні Замбії та Зімбабве (Африка).

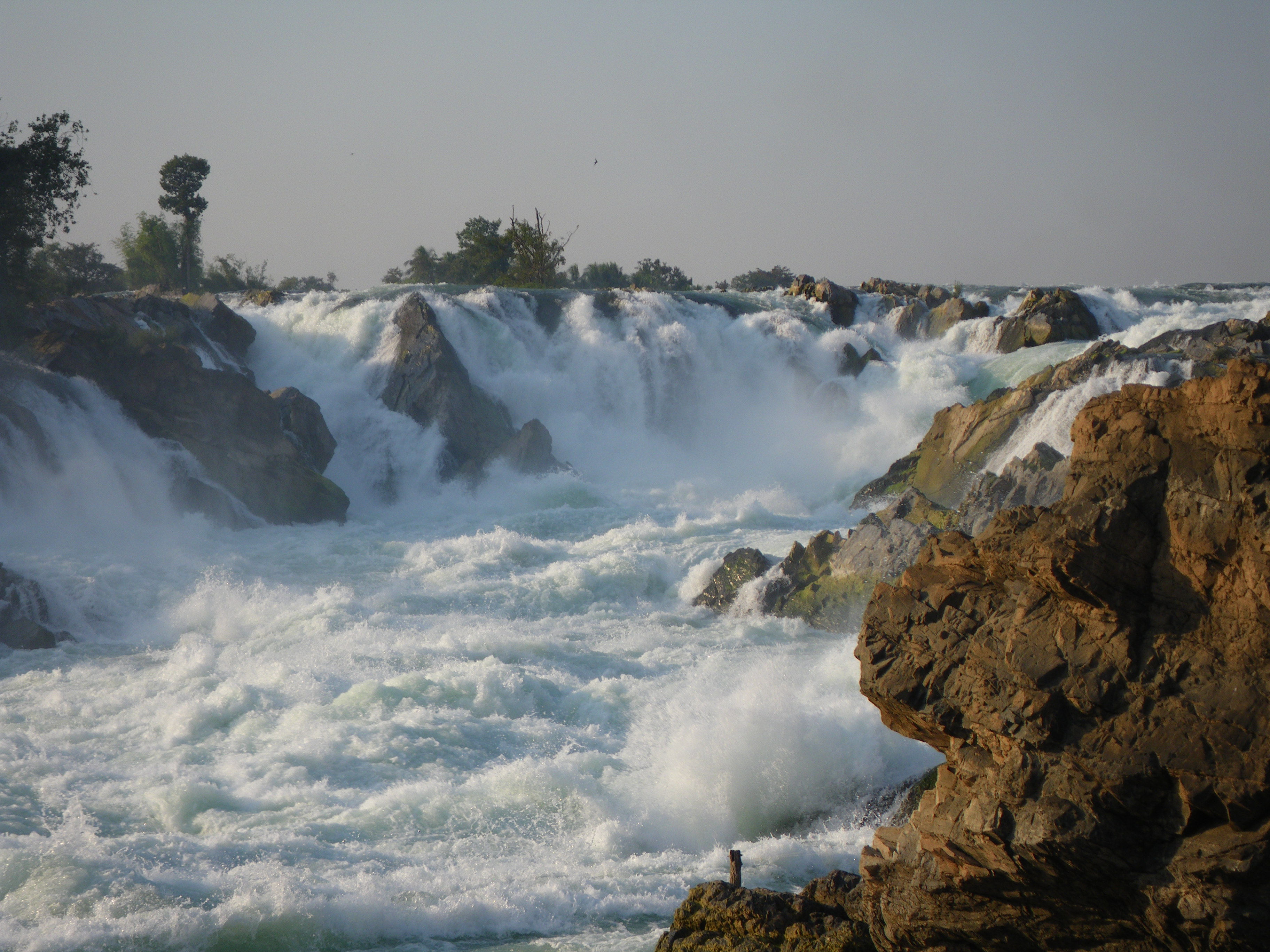
Водоспад Кхон у Лаосі, має найвищу швидкість потоку в Азії.

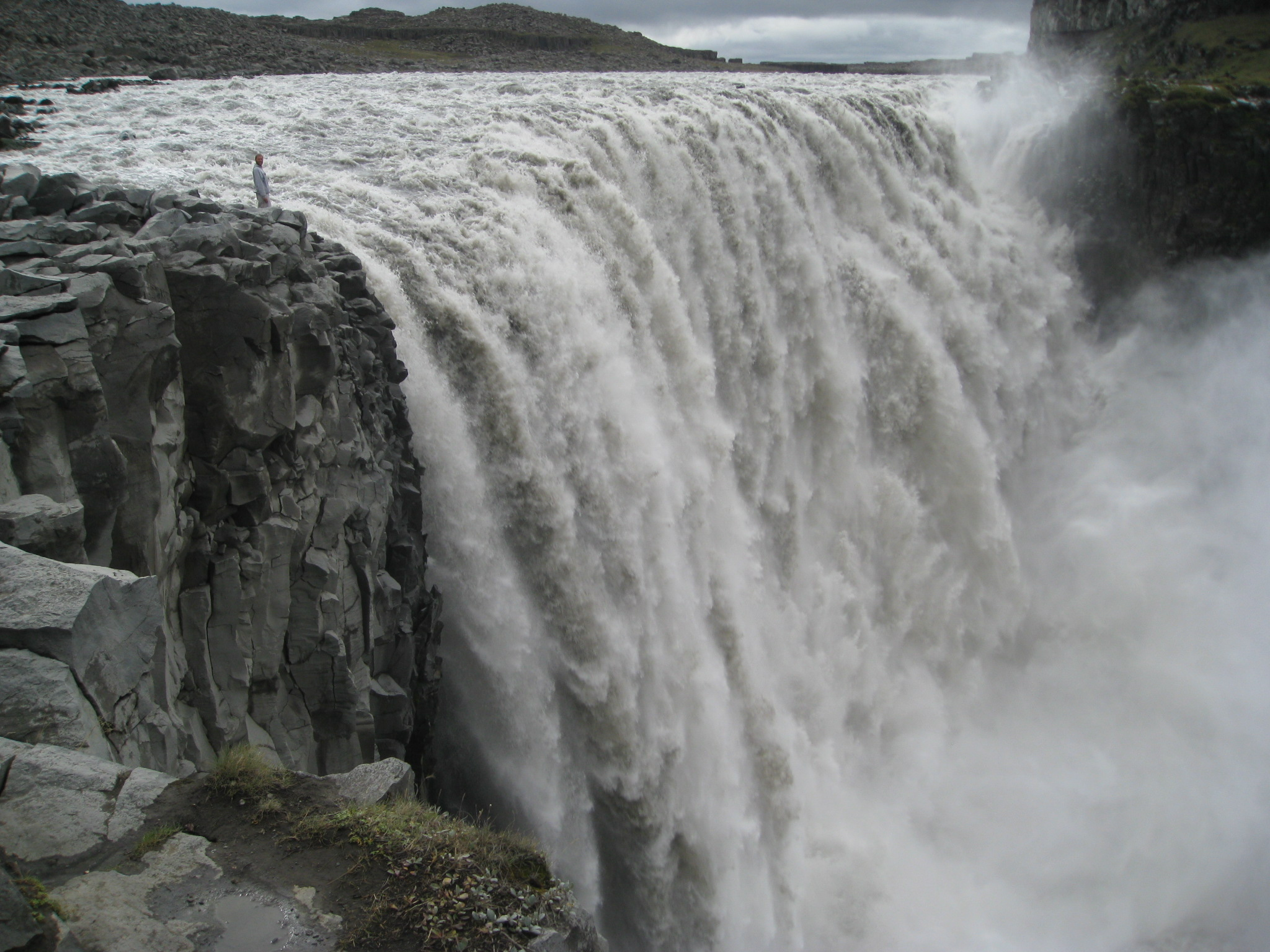
Водоспад Деттіфосс в Ісландії — найпотужніший водоспад Європи.

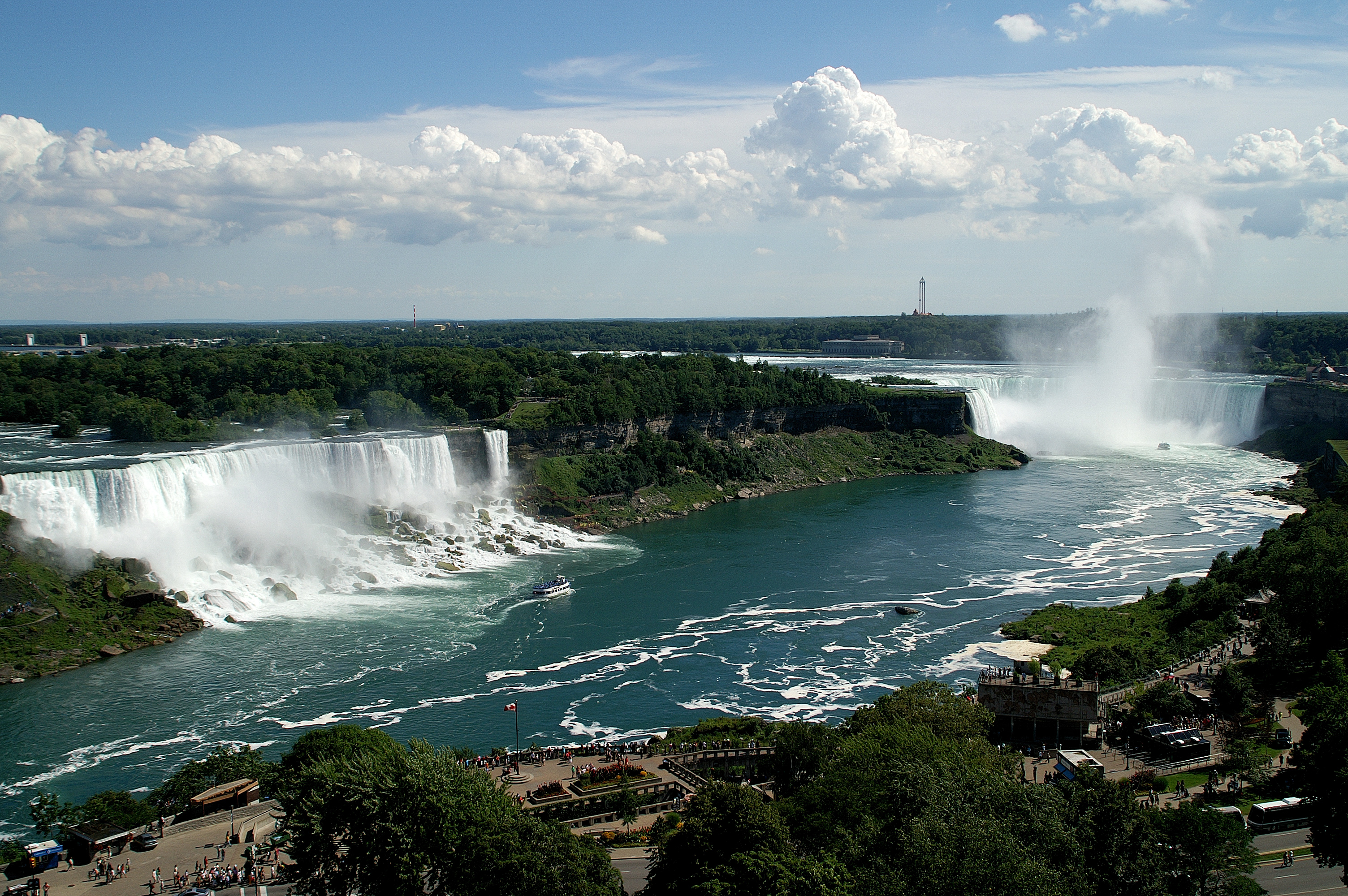
Водоспад Ніагара, розташований на кордоні Канади та США. Найвища швидкість потоку у Північній Америці.

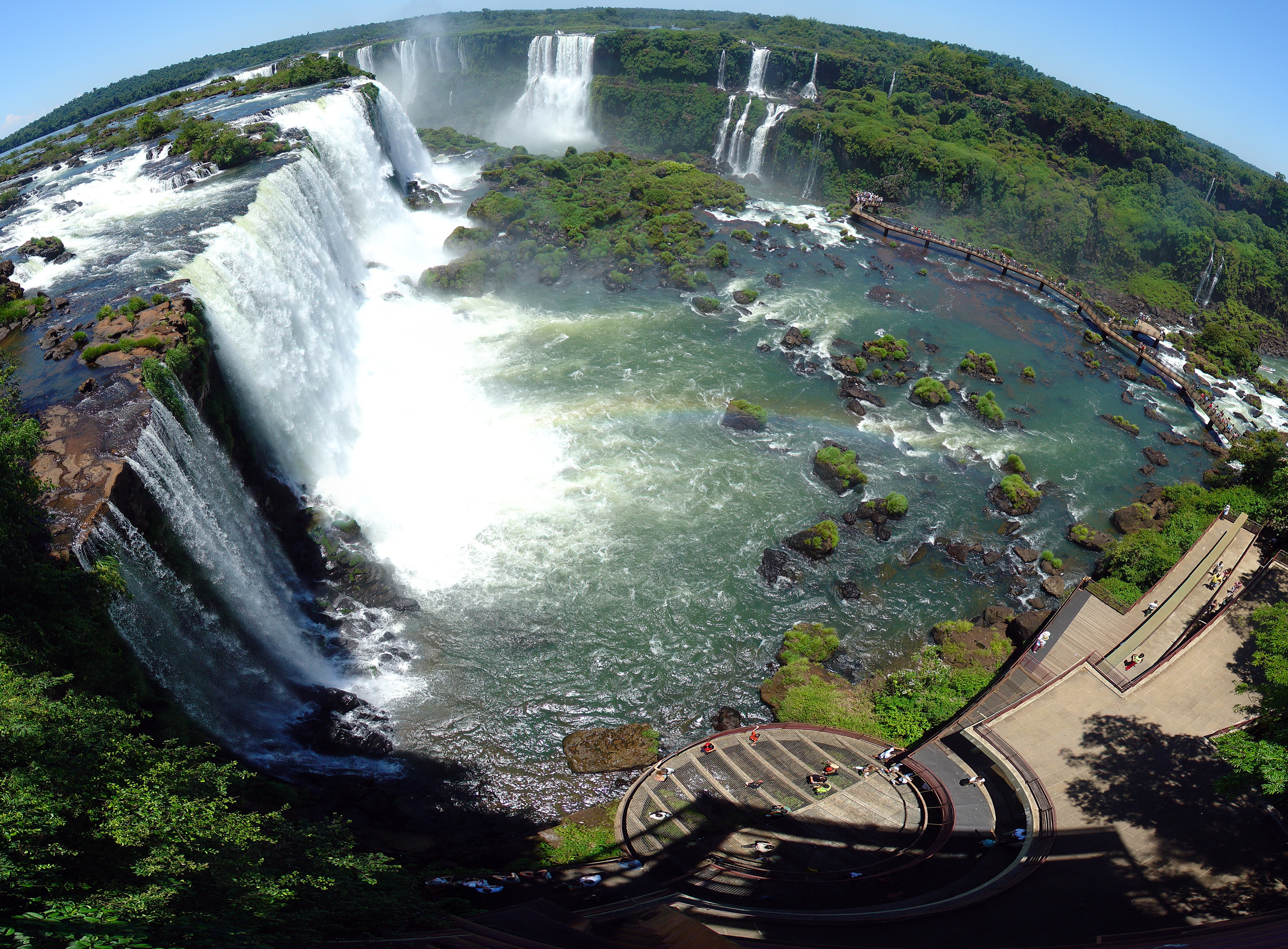
Водоспад Іґуасу на кордоні Аргентини та Бразилії. Найвища швидкість потоку у Південній Америці.

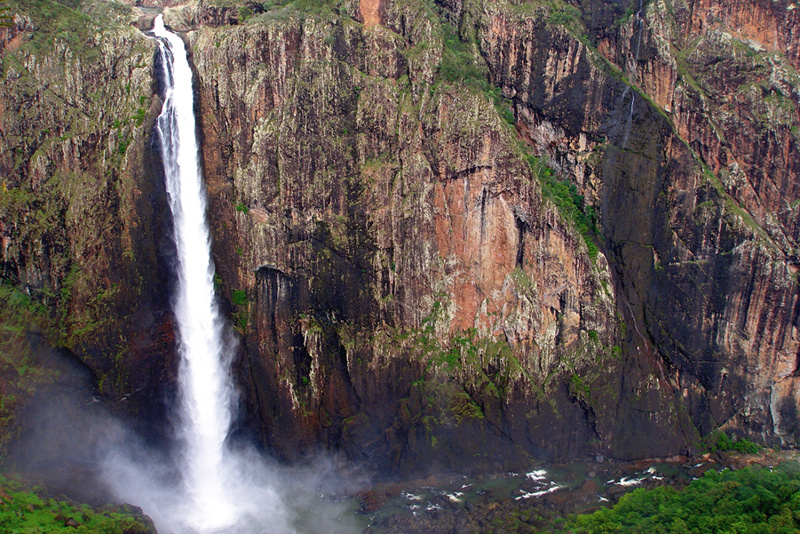
Водоспад Валламан у Квінсленді (Австралія).

Нижче наведено перелік значних водоспадів світу. Водоспад вважають відомим, якщо він сягає хоча б 15 метрів у ширину чи висоту та для нього існує відповідна сторінка у Вікіпедії, або він становить певну історичну значимість, підтверджену з кількох достовірних джерел.

## Африка

### Ангола

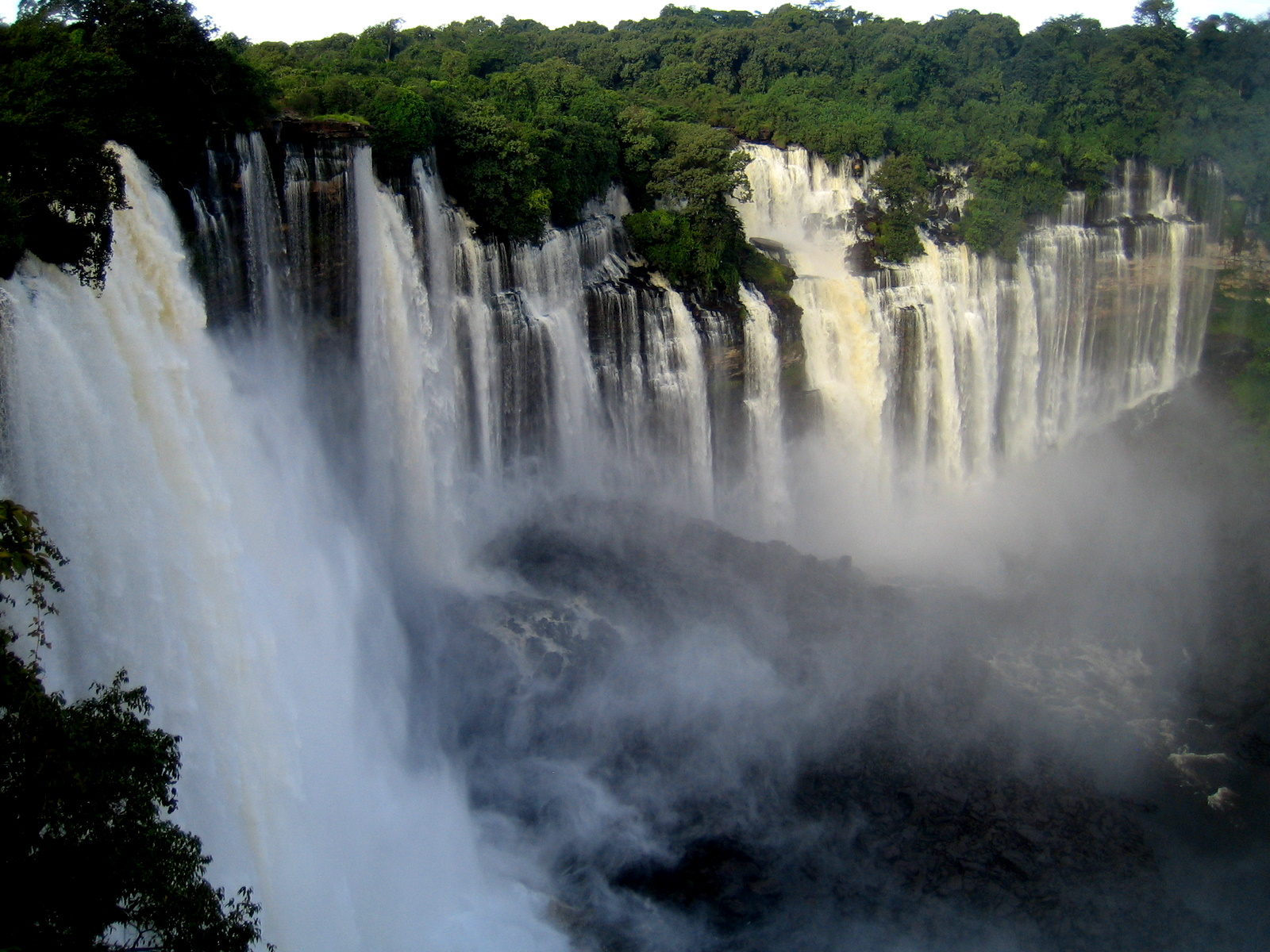
Водоспад Каландула в Анголі.

- Каландула — 105 м у висоту

### Бурунді
- Каґера
- Рузумо

### Чад
- Ґотьот

### Демократична республіка Конго

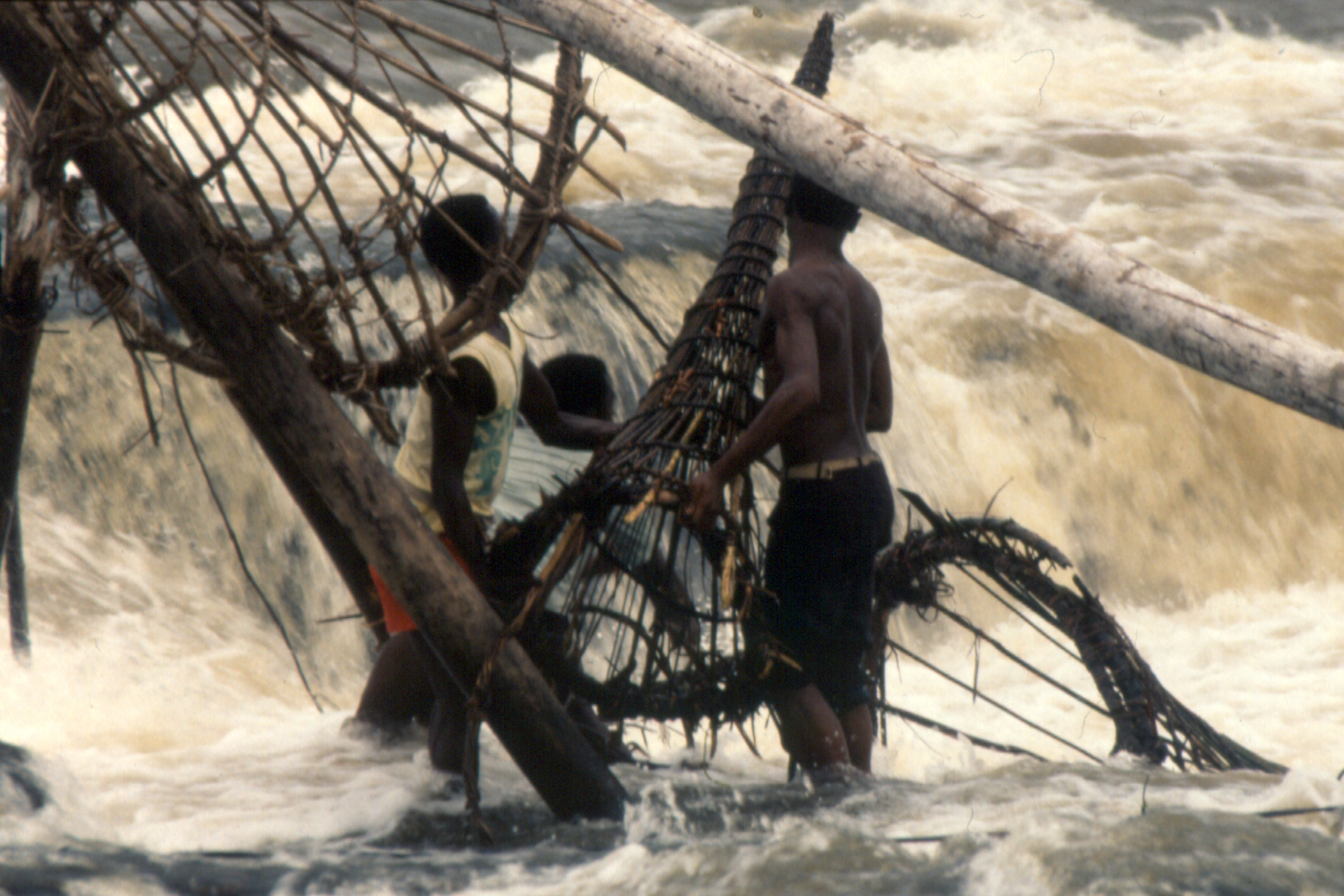
Водоспад Стенлі у республіці Конго.

- Стенлі, або Бойома — найвищий потік води у світі
- Інга
- Лівінгстон
- Лофої — 165 м у висоту

### Ефіопія
- Тис Ісат

### Гана

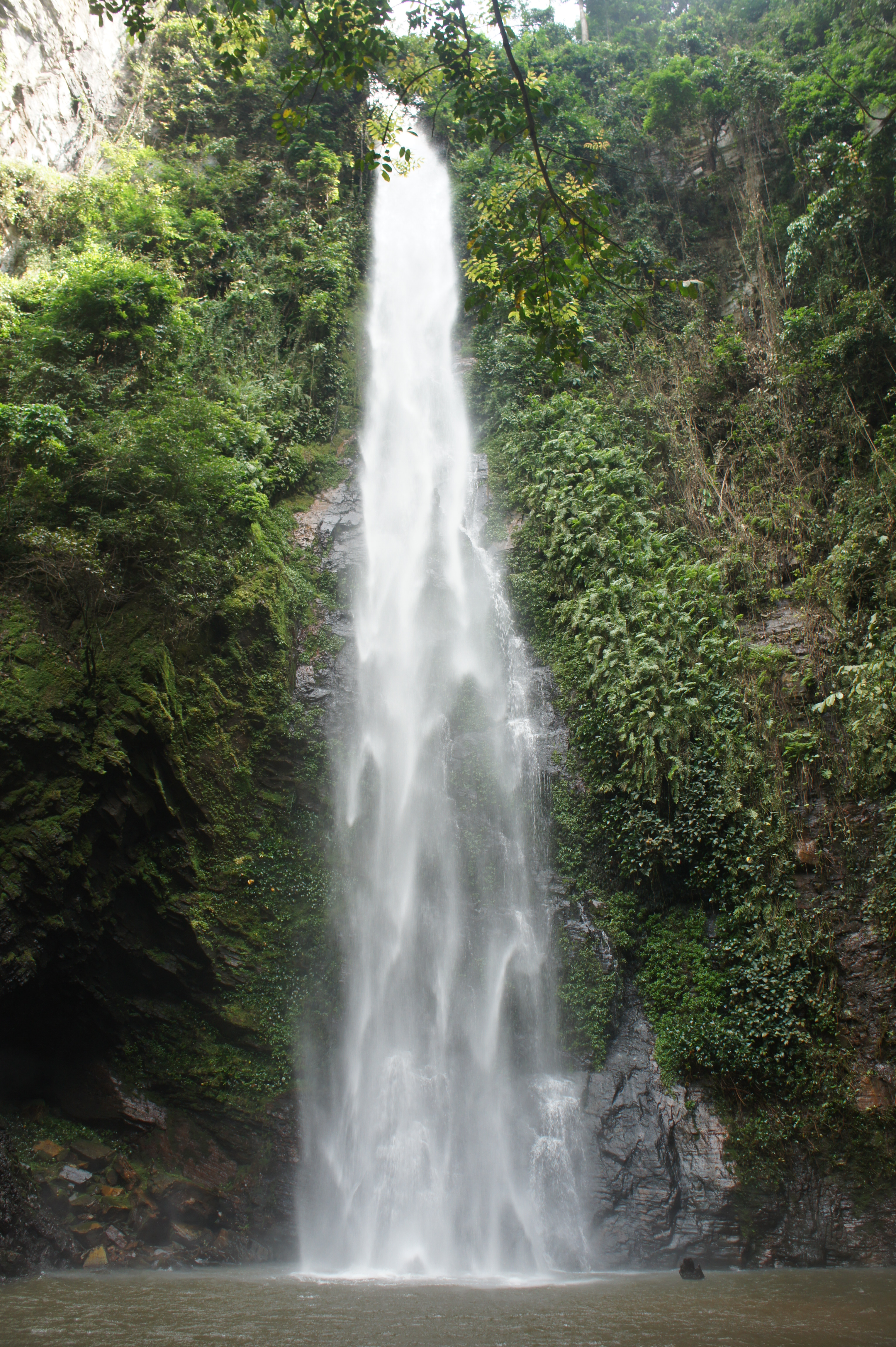
Водоспад Таґбо у Гані

- Боті
- Кінтампо
- Таґбо
- Влі

### Гвінея
- Тінкіссо

### Кенія
- Водоспад Томсона

### Лесото

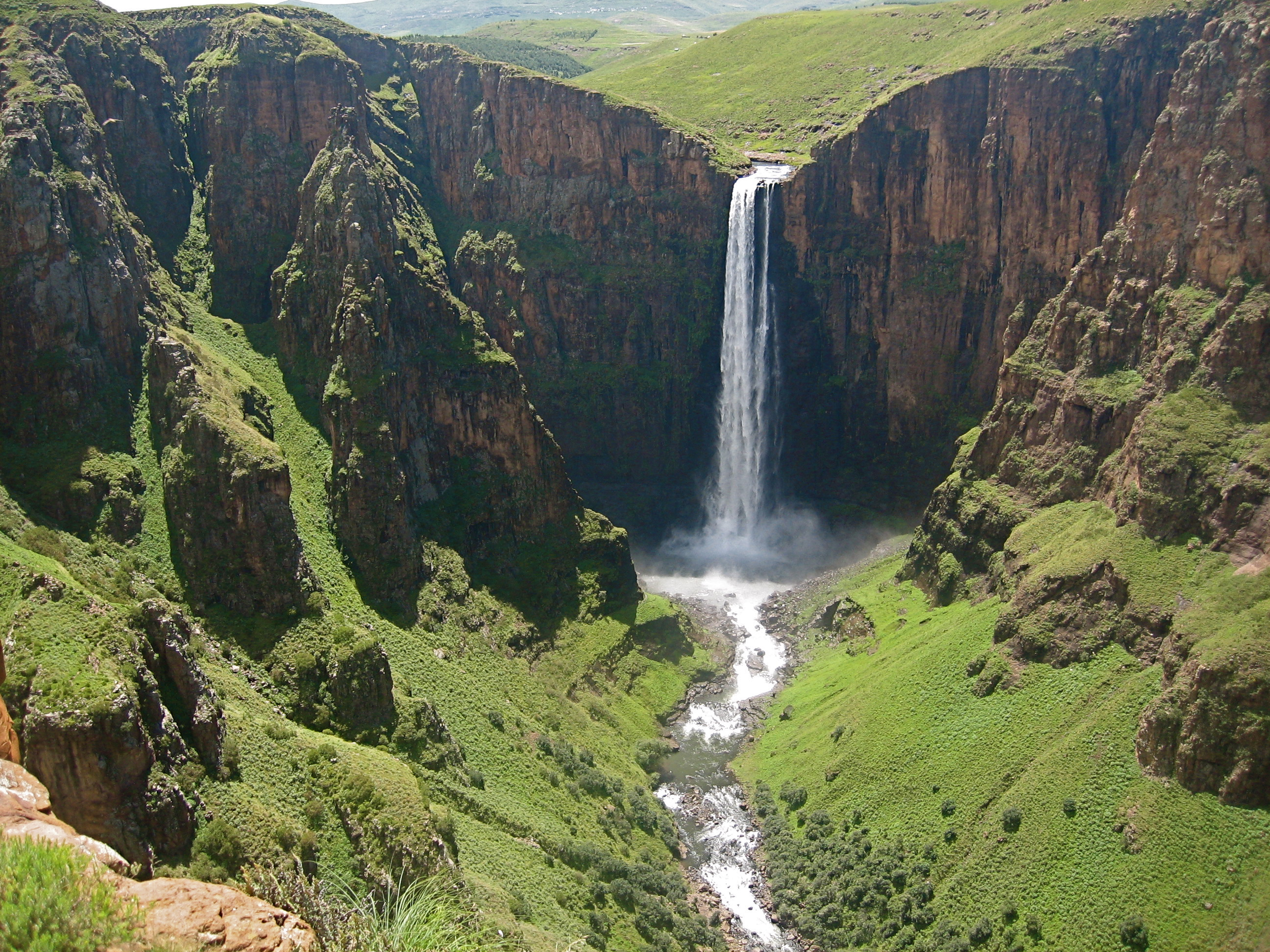
Водоспад Малецун'яне в Лесото

- Малецун'яне — 192 м у висоту

### Лівія
- Дерна

### Мадагаскар

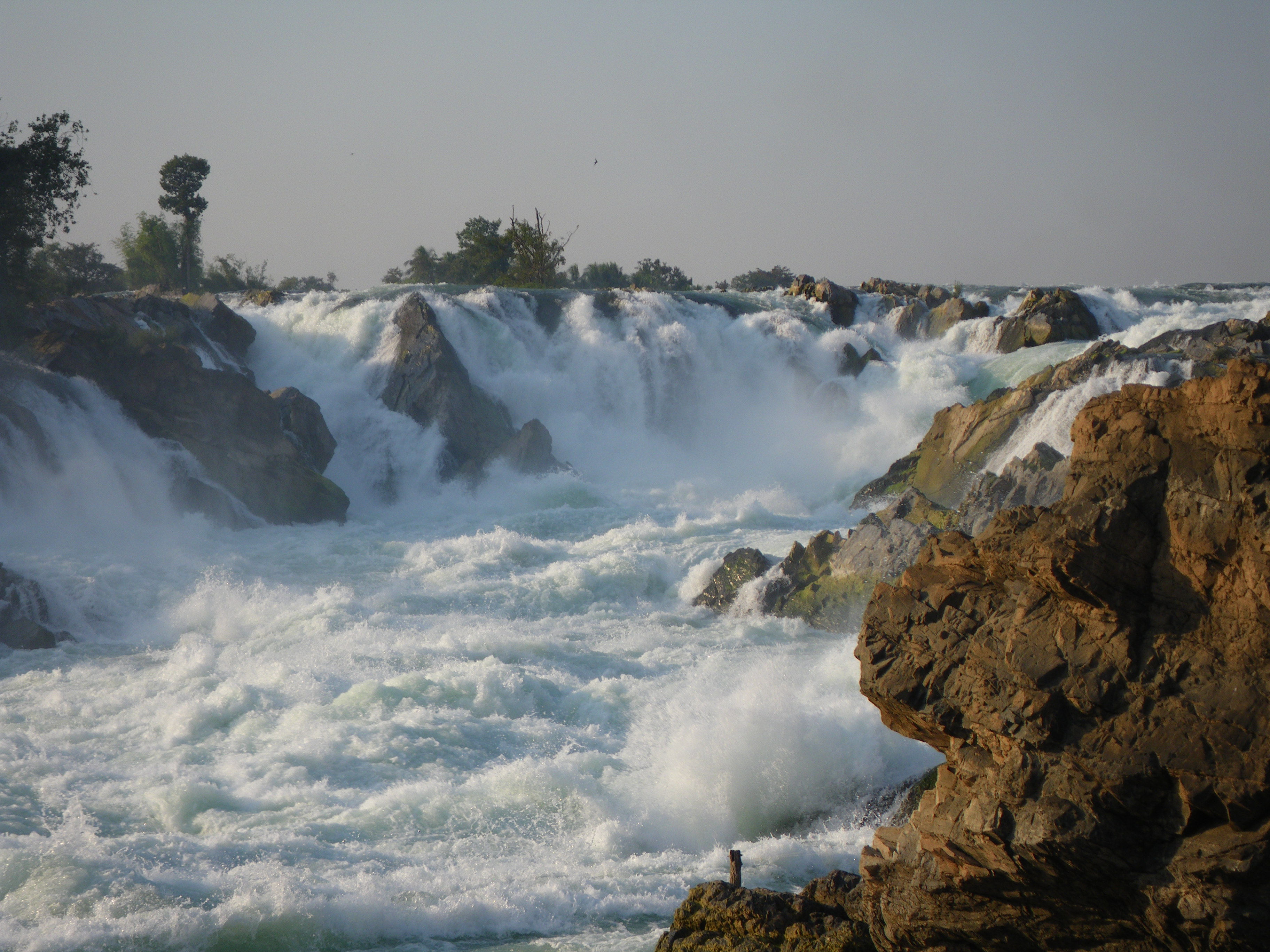
Водоспад Кхон у Лаосі, має найвищу швидкість потоку в Азії.

- Андріамамовока
- Магаманіна
- Мандрака
- Ріанбаві
- Ріандагі
- Сакалеона — 200 м у висоту

### Малі

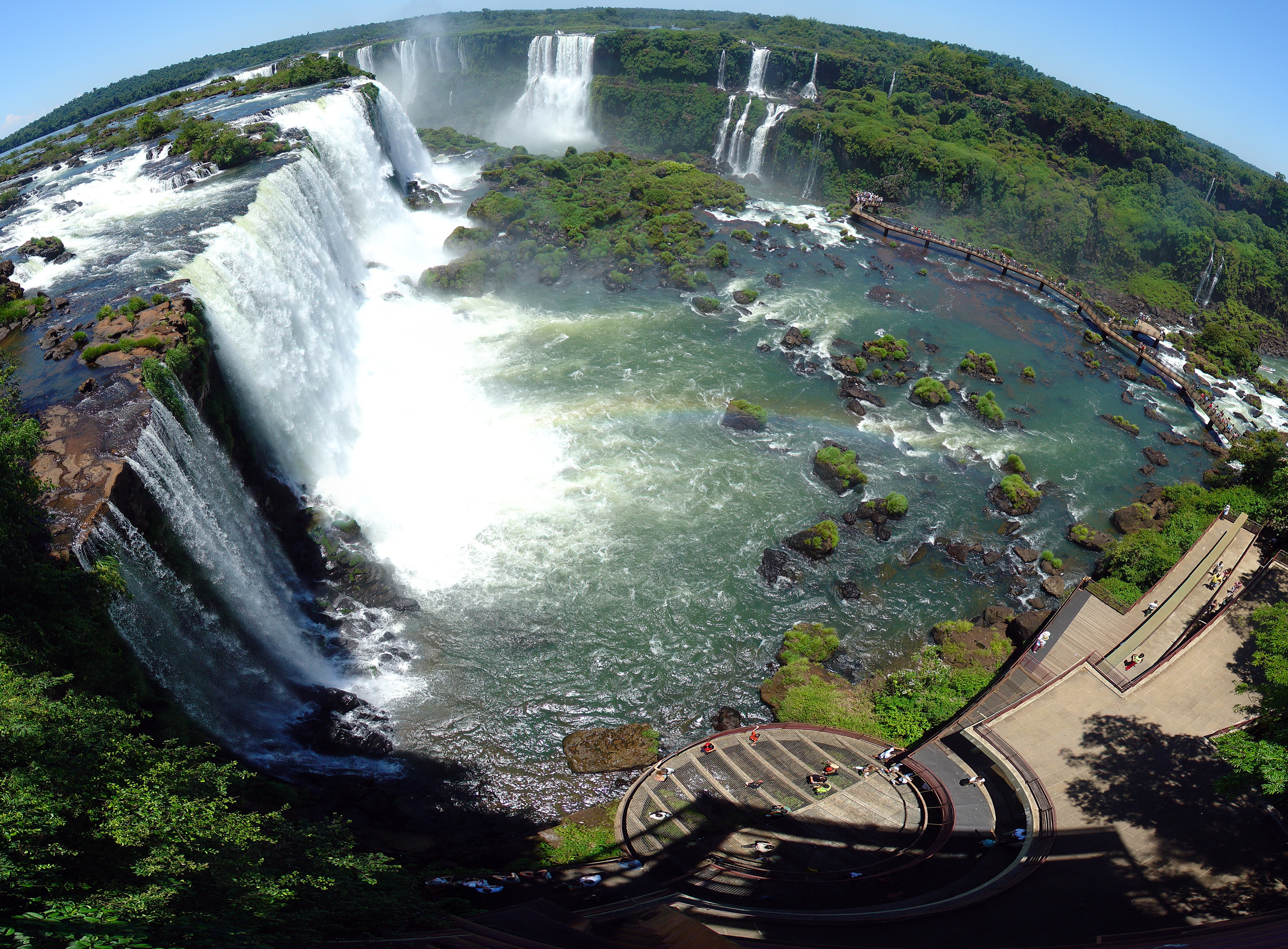
Водоспад Іґуасу на кордоні Аргентини та Бразилії. Найвища швидкість потоку у Південній Америці.

- Ґоуіна

### Марокко

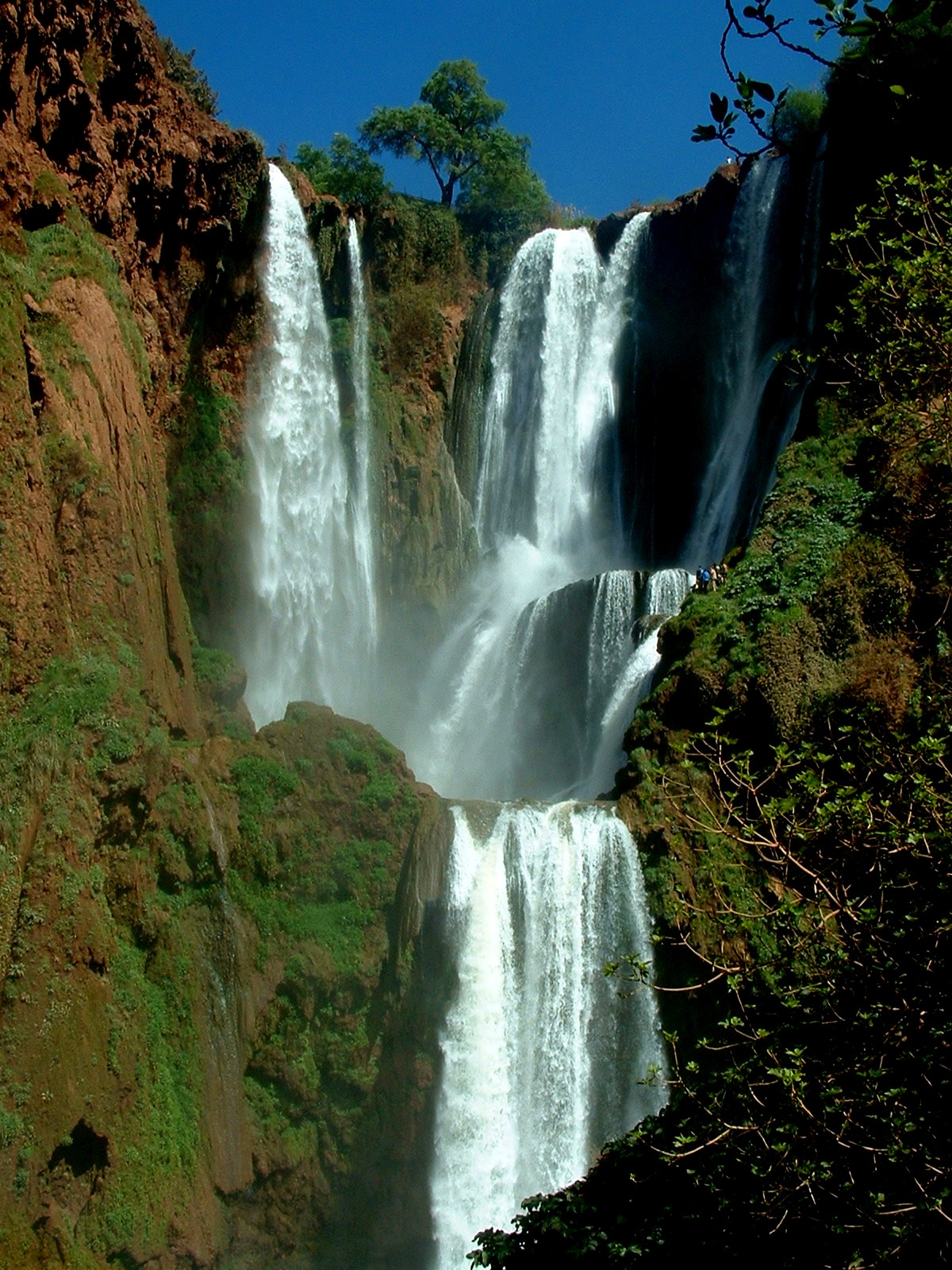
Водоспад Узуд в Марокко

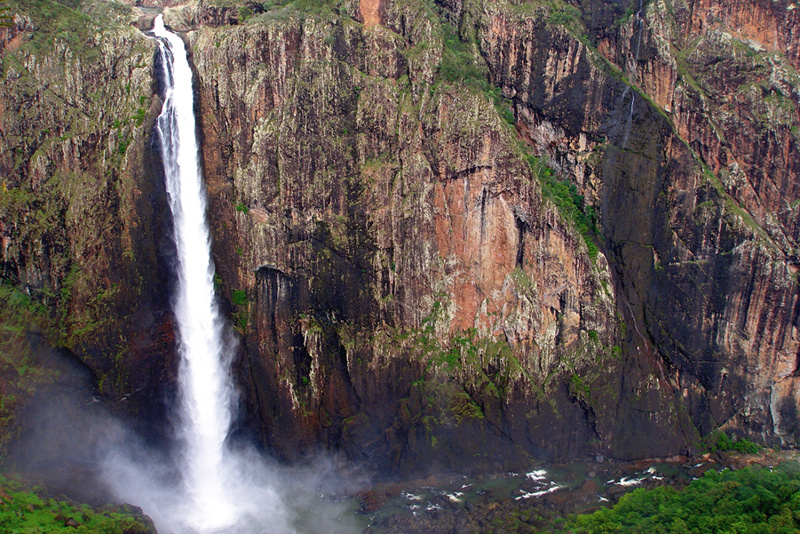
Водоспад Валламан у Квінсленді (Австралія).

- Узуд — 110 м у висоту

### Намібія
- Руакана — 120 м у висоту

### Нігерія
- Ерін-Іджеша
- Фарін-Рува — 150 м у висот
- Ґурара

### Руанда
- Рузумо

### Сомалі

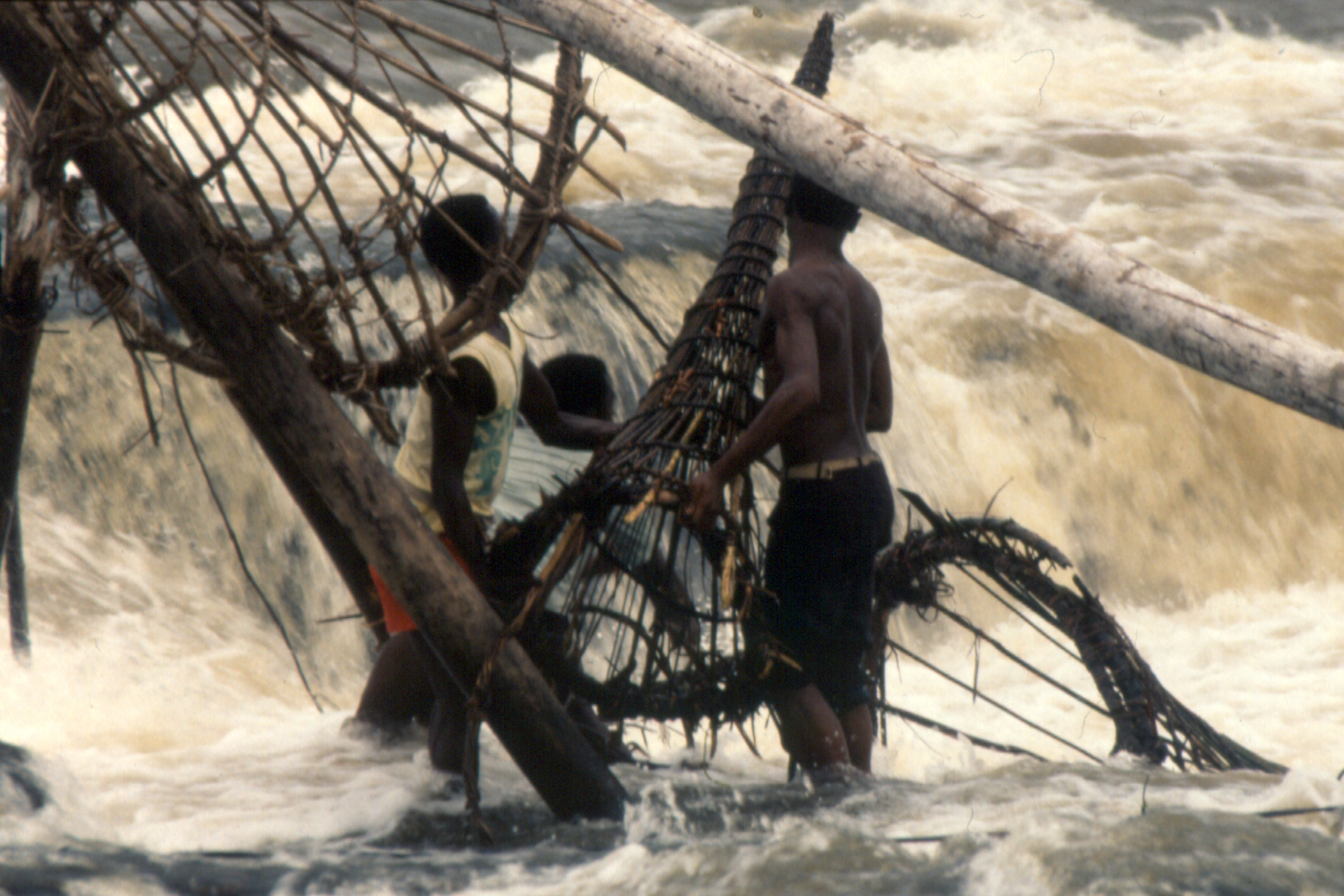

- Ламадая

### Південна Африка

#### Квазулу-Наталь

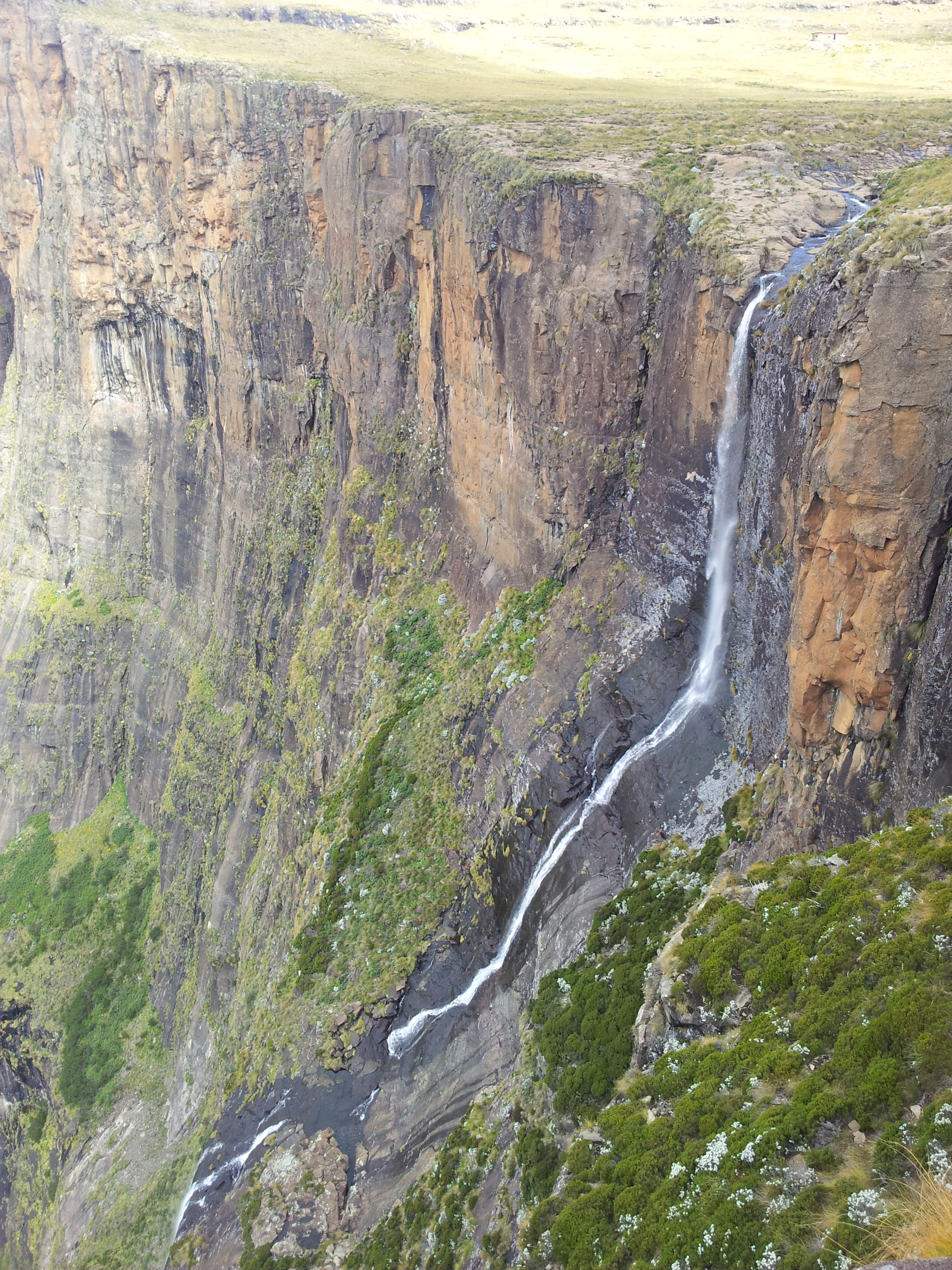
Водоспад Тугела в Південній Африці

- Говік
- Нканду
- Тугела — 948 м у висоту; найвищий в Африці

#### Мпумаланга
- Берлін
- Вельон нареченої — 146 м у висоту
- Лісабон
- Лоун-Крік
- Мак-Мак

#### Північна Капська Провінція
- Ауграбіс

### Танзанія
- Каламбо — 235 м у висоту
- Рузумо

### Уганда
- Мерчисон

### Замбія

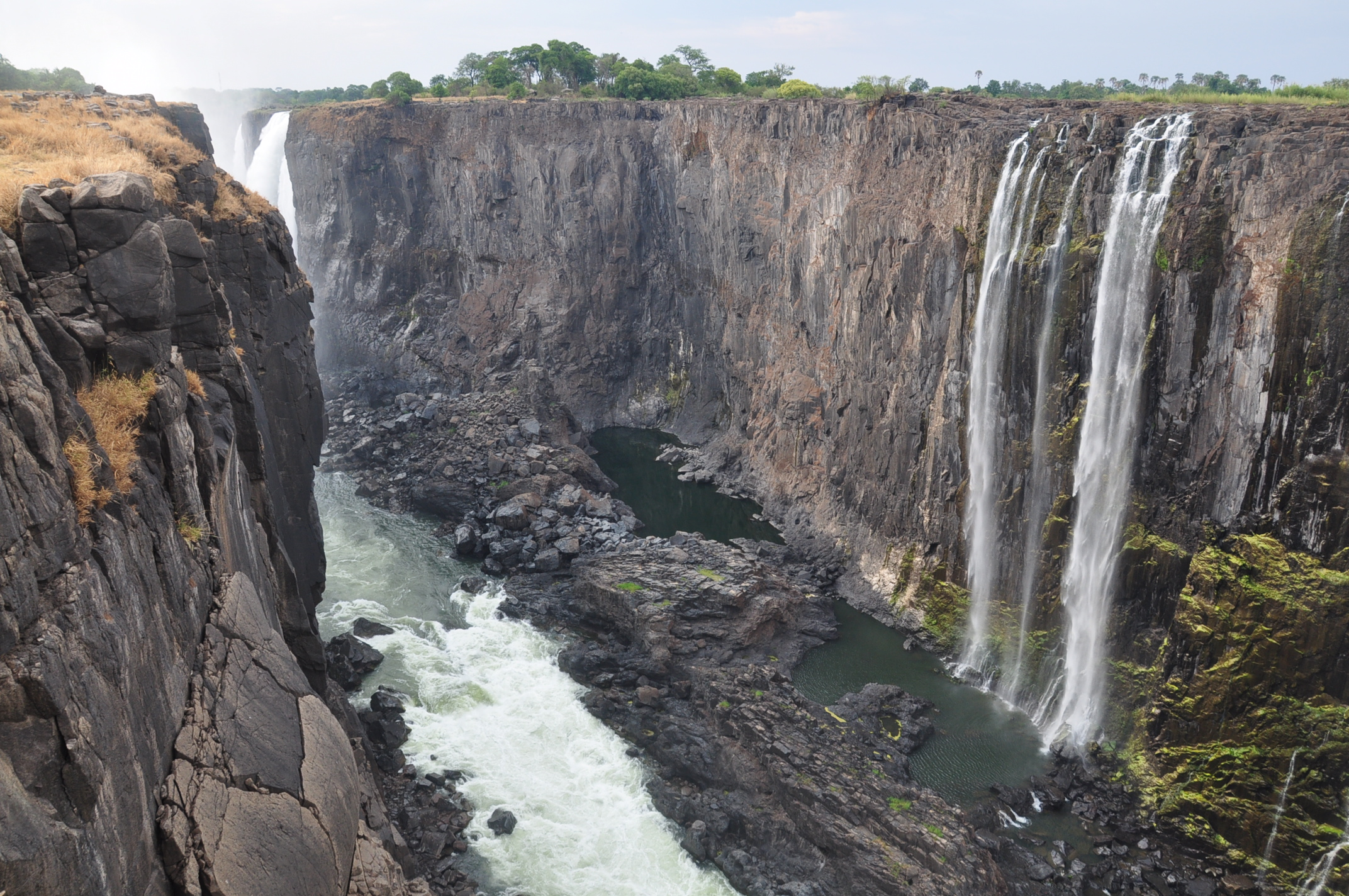
Водоспад Вікторія під час посухи

- Чісімба
- Кабвелуме
- Каламбо
- Кундаліла
- Мумбулума
- Мутумуна
- Нгоньє
- Вікторія — 108 м у висоту; найширший в Африці та один з найширших у світі

### Зімбабве
- Мутаразі — 762 м у висоту, найвищий у Зімбабве, другий за висотою в Африці та 17-й у світі
- Вікторія — див. вище, Замбія

## Азія

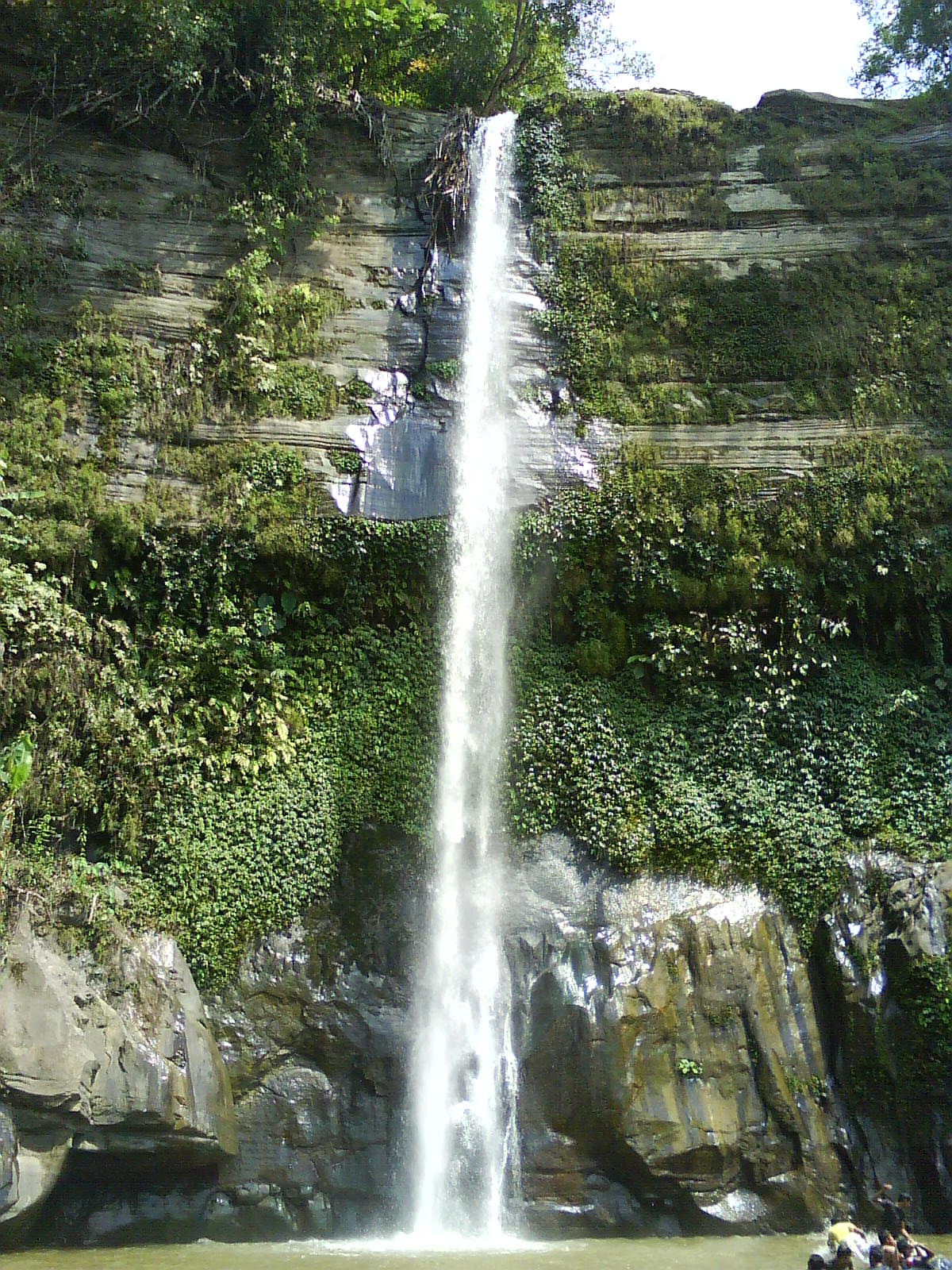
Водоспад Мадхабкунда в Банґладеші

### Бангладеш
- Гум-Гум
- Джапідай
- Мадхабкунда
- Нафа-кум

### Камбоджа
- Ка-Чун
- Кбал-Чхай

### Китай

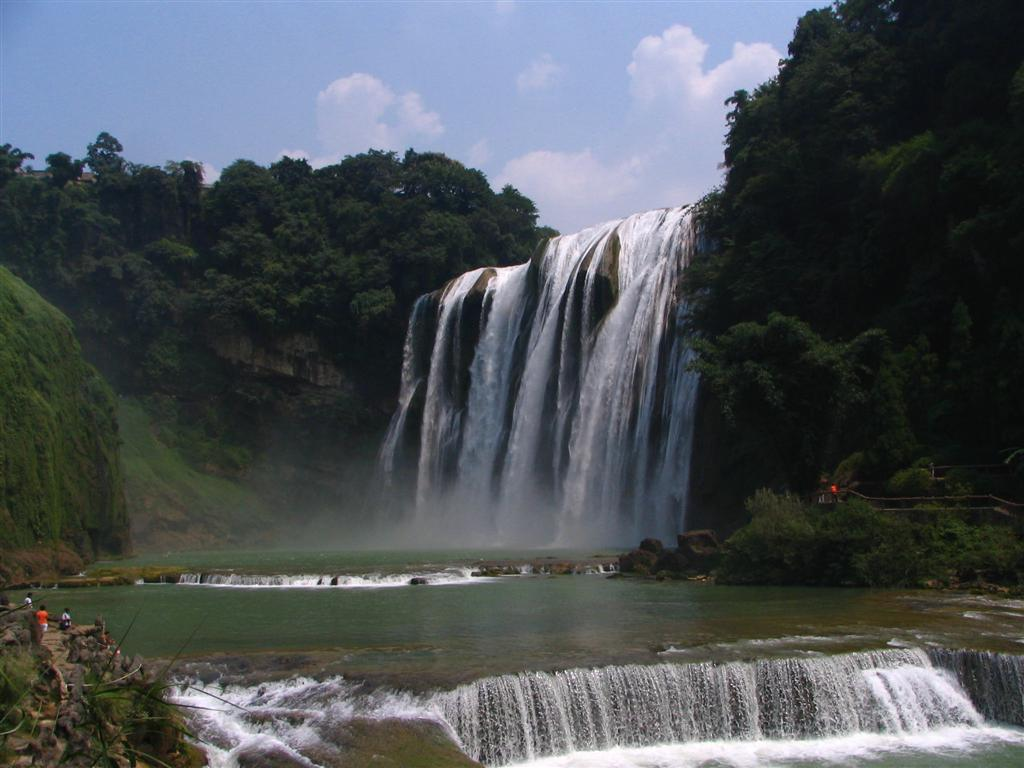
Водоспад Гуанґуошу в Китаї

- Детянь
- Гуанґуошу
- Хукоу
- Юнтай

### Східний Тимор

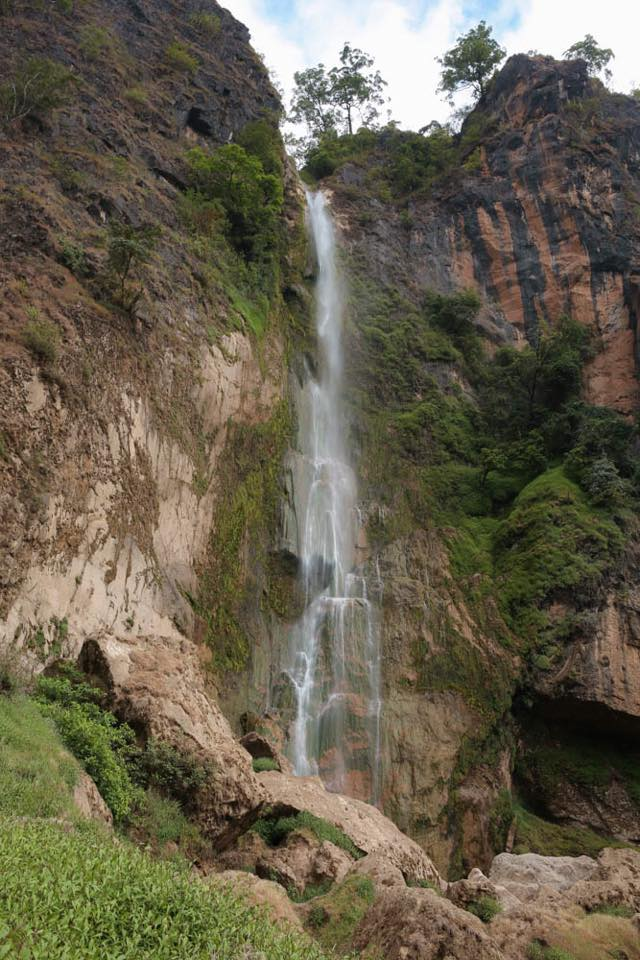
Водоспад Бандейра у Східному Тиморі

- Бандейра — поруч з Ацабе
- Берлой — Фатісі

### Гонконг
- Вотерфол Бей — поруч з Абердином, островом Гонконгу

### Індія

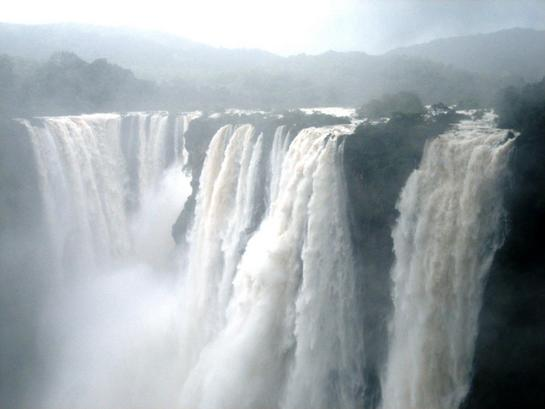
Водоспад Джоґ в Індії під час мусонів

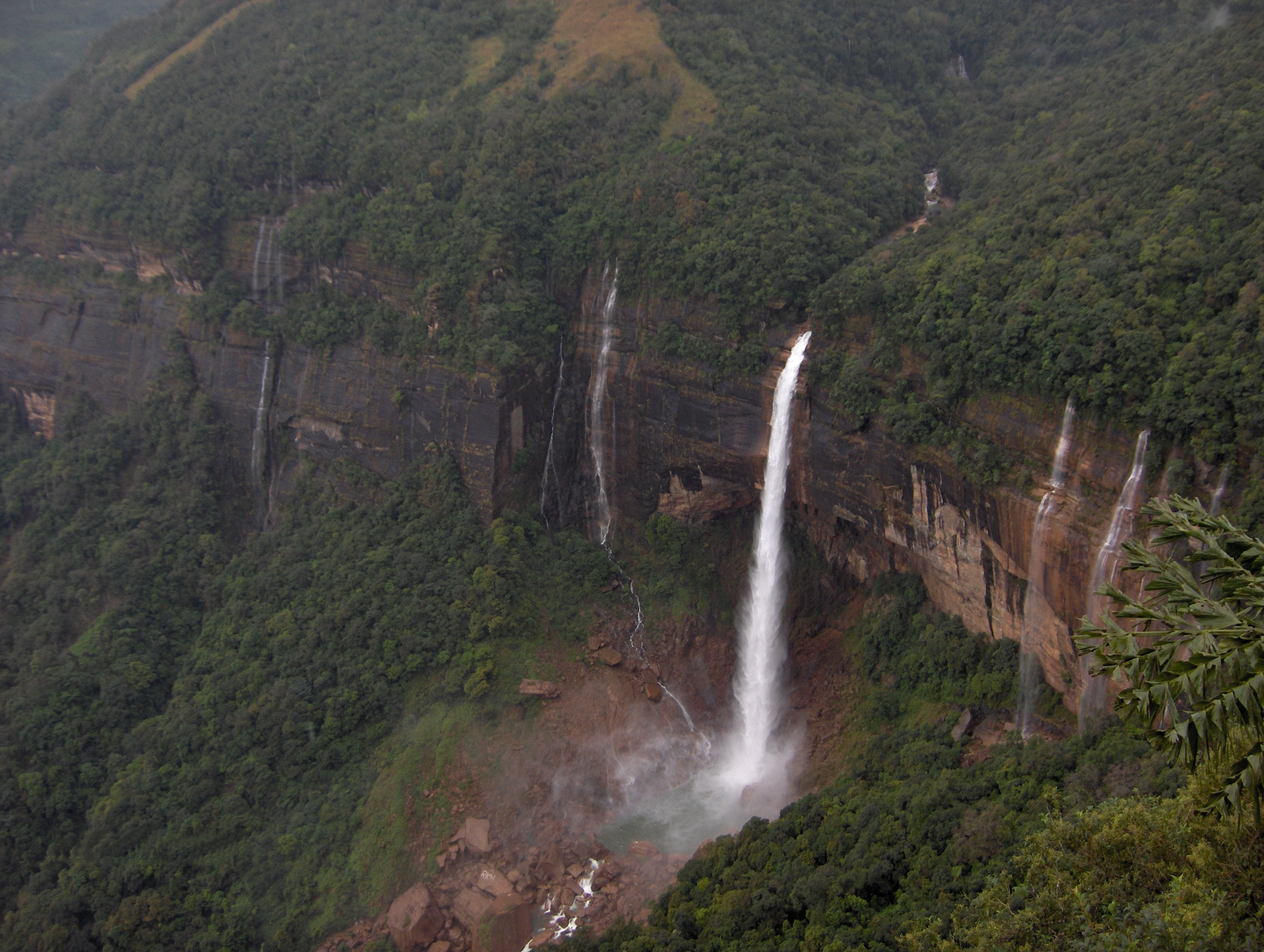
Водоспад Нокалікай в Індії

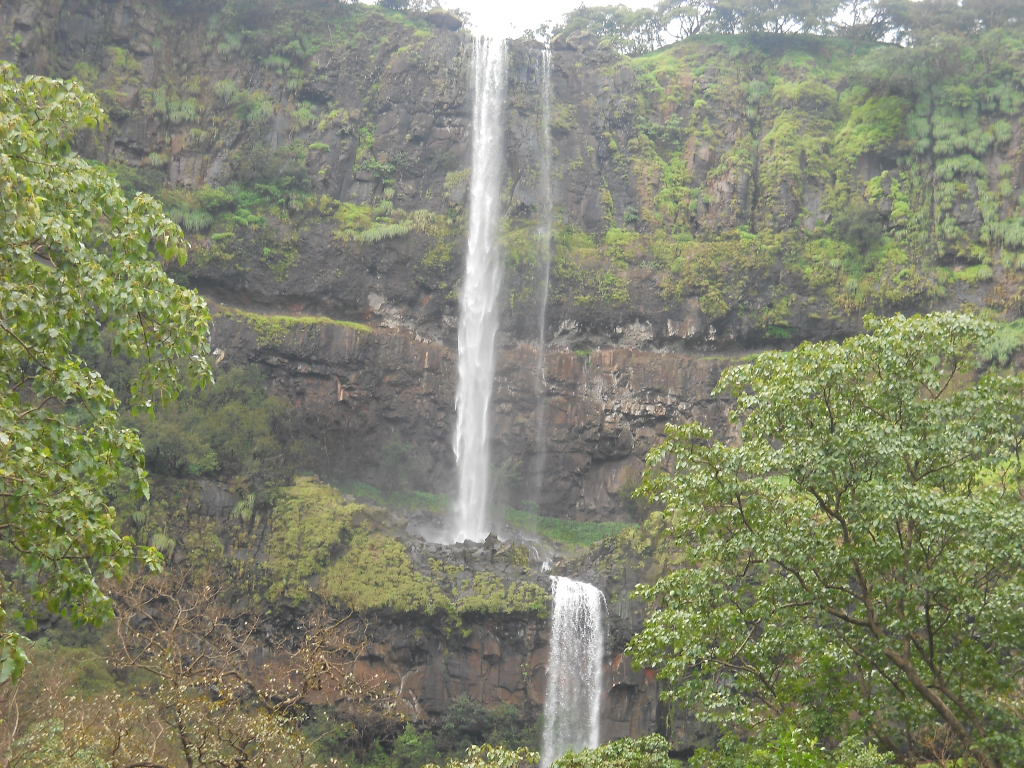
Водоспад Вайрай в Індії

- Аґая Ґанґай
- Арувіккужі
- Атіраппіллі
- Баркана
- Кетрін
- Чайчай
- Чітракоте
- Чунчанакатте
- Кутталам
- Дуандар
- Дудсаґар
- Дудума
- Ґодчінамалакі
- Ґокак
- Геббе
- Гоґенаккал
- Ірупу
- Джоґ
- Джона
- Хандадар — округ Кендуджгар
- Хандадар — округ Сундерґар
- Кіліюр
- Кутладампатті
- Лодх — інша назва Бургаґхат
- Маґод
- Меенмутті — округ Трівандрам
- Меенмутті — округ Ваянад
- Нокалікай
- Сатході
- Талайяр
- Тосеґхар
- Унчаллі
- Вайрай
- Вайрапога

### Індонезія
- Ґітґіт
- Седудо
- Сіпісопісо

### Іран
- Марґун
- Шалмаш

### Японія

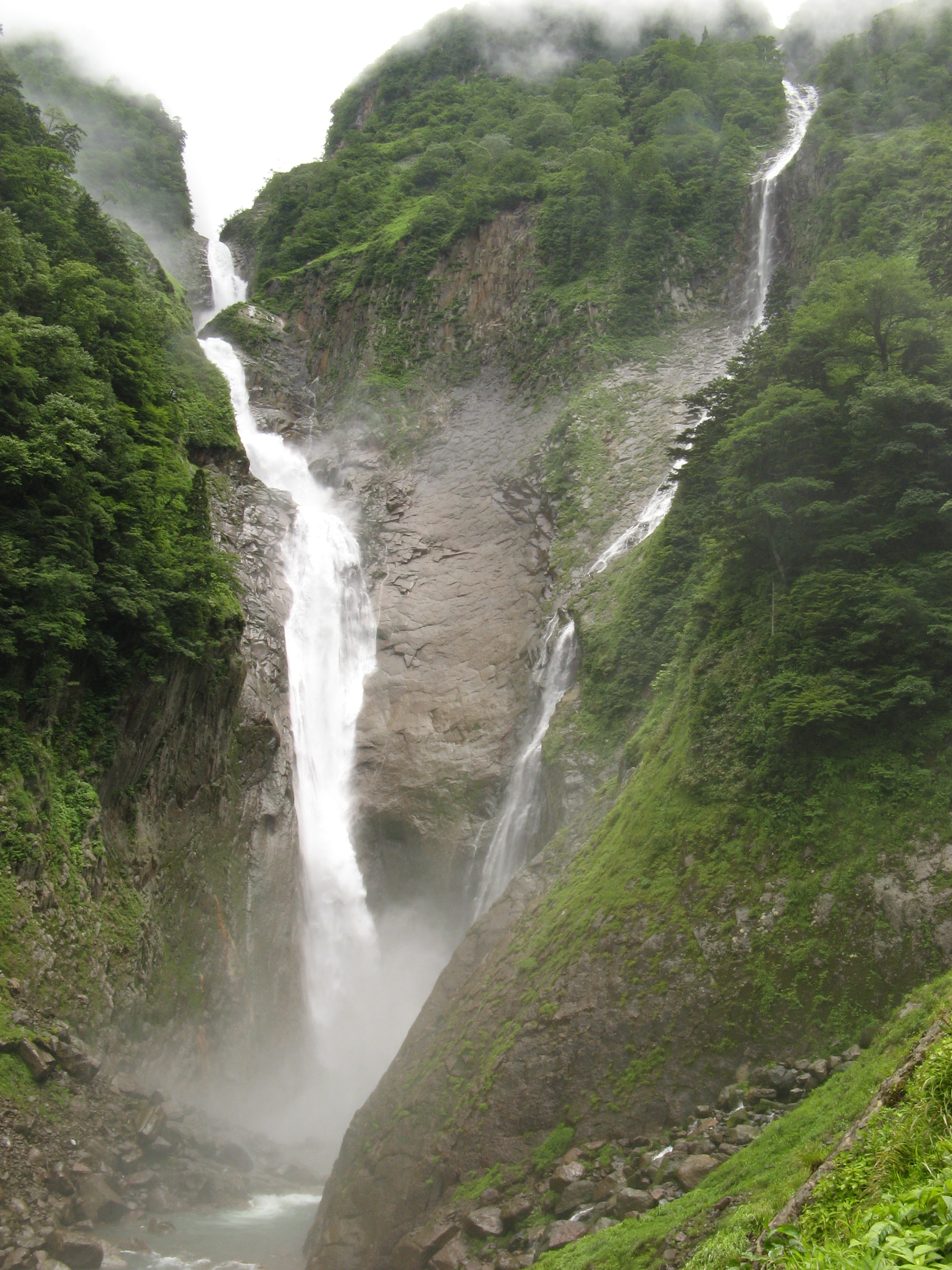
Водоспади Шомьо і Ганнокі в Японії

- Ейб Ґрейт — 80 м у висоту
- Фукурода — 120 м у висоту
- Ганнокі — 497 м у висоту; найвищий в Японії6 діє лише з квітня по липень
- Кеґон — 97 м у висоту; відомий також як місце частих самогубств
- Начі — 133 м у висоту
- Нунобікі — 120 м у висоту, чотири каскади; має високу культурну значимість
- Шомьо — 350 м у висоту

### Корея
- Чончжеон
- Чончжіон
- Джоньбань

### Киргизстан
- Абшір Ата
- Барскун

### Лаос
- Кхон — найбільший за об'ємом водоспад у південно-східній Азії

### Малайзія
- Беркела
- Кемерунь
- Чилінг
- Ґабаї
- Кадамайський водоспад — 700 м у висоту; найвищий у піденно-східній Азії
- Канчін
- Кота Тінґі
- Махуа
- Маліау
- Такоб Акоб

### Непал
- Дейвіс
- Хаятунґ

### Пакистан
- Мантоха
- Пір Ґхаїб

### Філіппіни
- Абаґа
- Камая
- Додіонґан
- Епол
- Гінулуґанґ Тактак
- Кайтітінґа
- Лімунсудан
- Марія-Крістіна
- Матанґ Тубіг
- Паґсанчан
- Пулакан
- Тінаґо
- Тінуй-ан
- Тудая

### Росія (Сибір)
- Ілля Муромець — 141 м.
- Кінзелюк — 328 м.
- Тальніковий водоспад — 482 м.

### Сінгапур
- Чуронг — 30 м у висоту; один з найвищих штучних водоспадів

### Шрі-Ланка

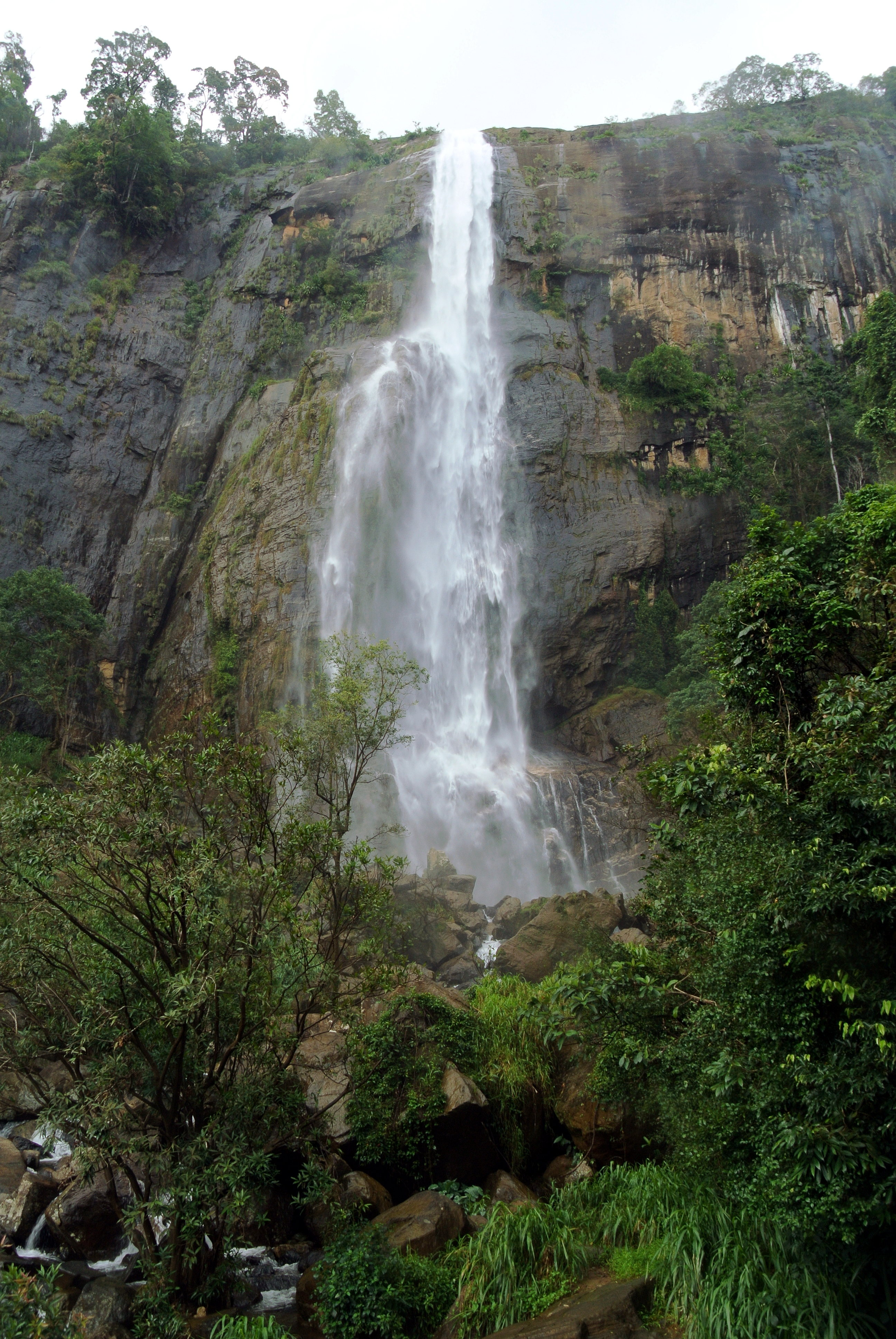
Водоспад Діялума в Шрі-Ланці

- Бамбараканда — 263 м у висоту; найвищий у Шрі-Ланці
- Діялума — 220 м у висоту; найвідоміший водоспад Шрі-Ланки
- Сент-Клейр — один з найширших у Шрі-Ланці

### Тайвань

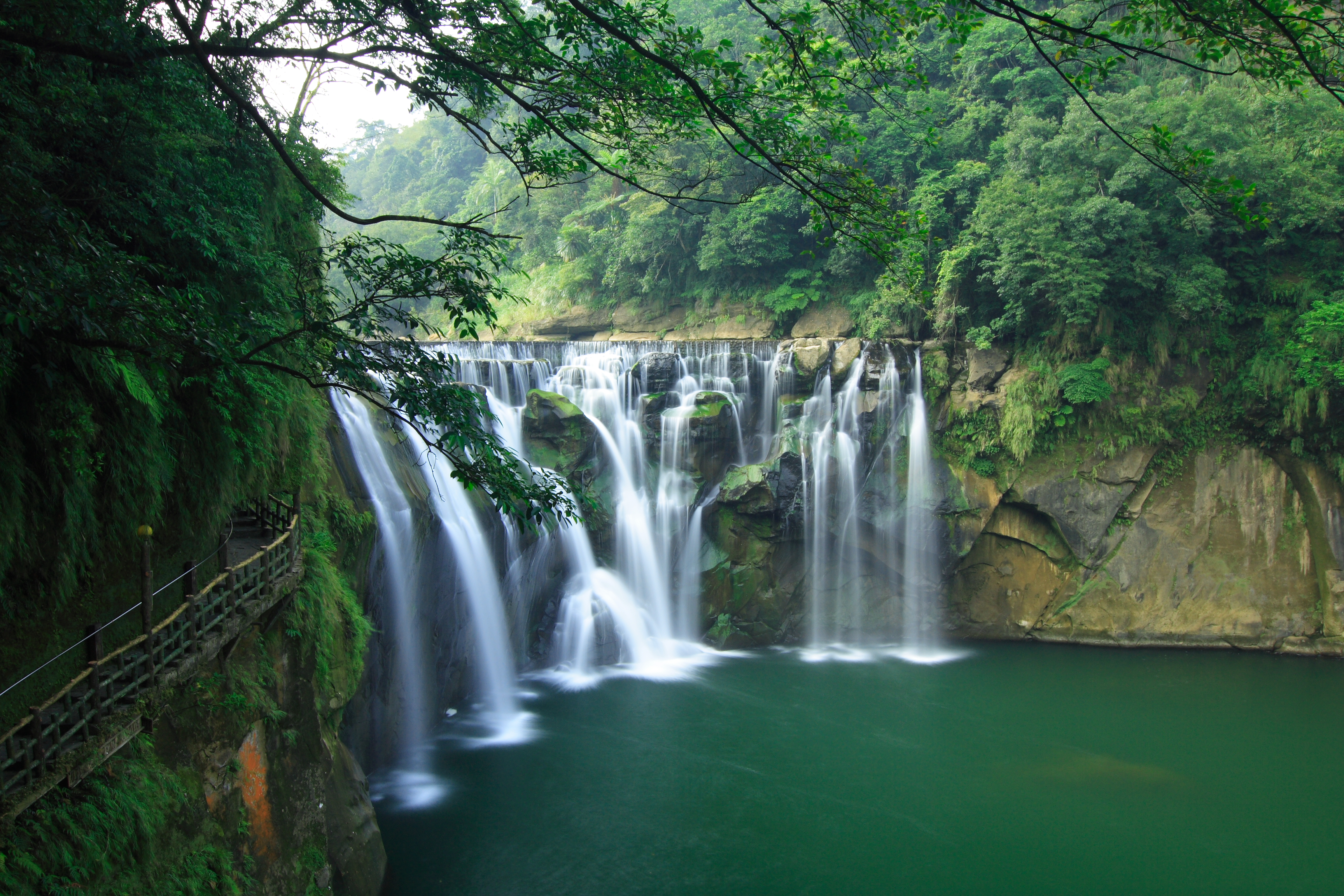
Водоспад Шіфен в Тайвані

- Цзяолунь — 600 м у висоту; найвищий в Тайвані
- Пенлай
- Шіфен — 40 м у ширину; найширший в Тайвані
- Вулай

### Таїланд
- Ме Сурін
- Фу Фа
- Зі Ло Сю
- Вачіратхан

### В'єтнам
- Детянь — 30 м у висоту; розташований вздовж кордону з Китаєм

## Європа

### Австрія

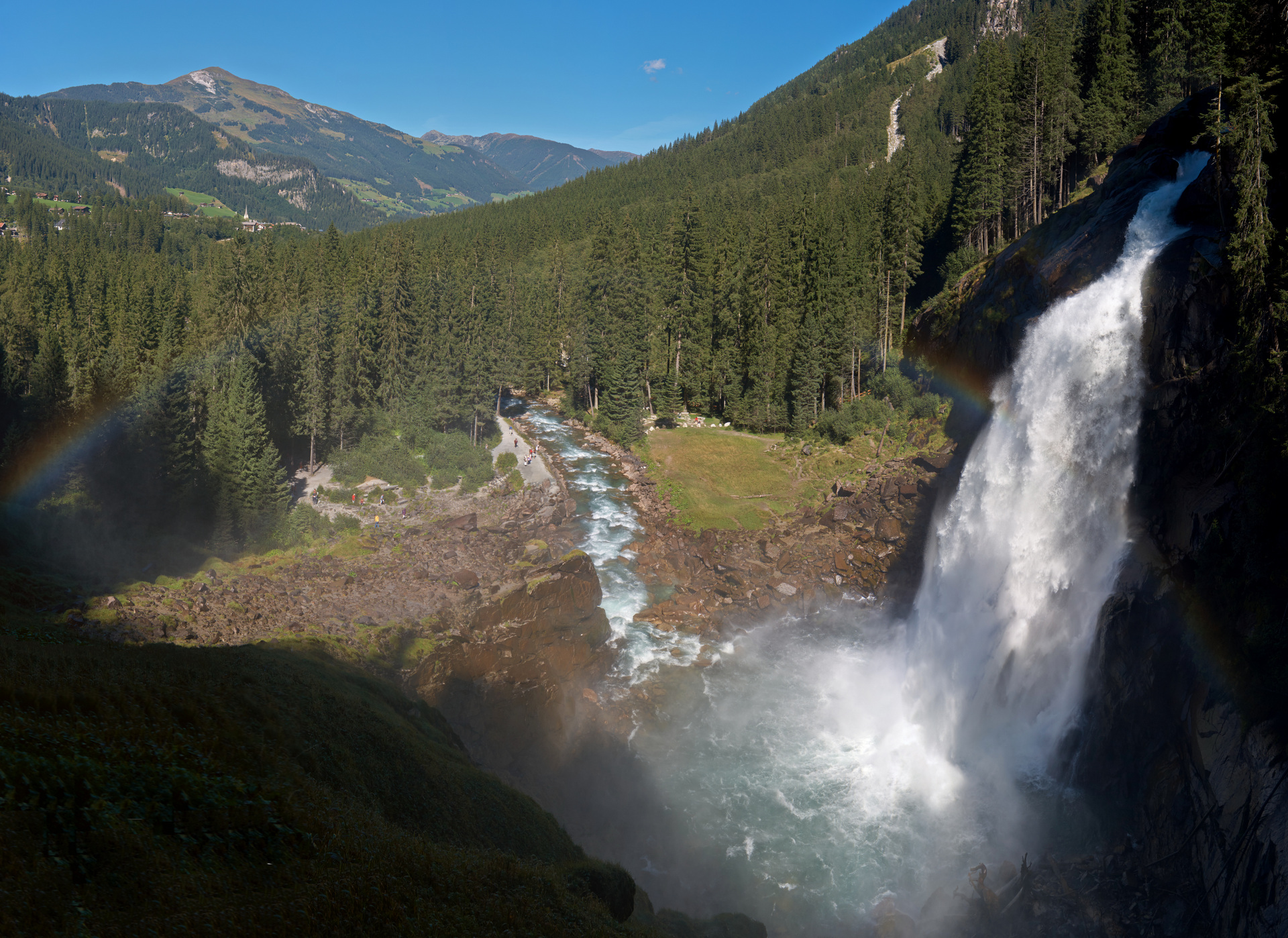
Водоспад Крімль, Австрія

- Кріммль — 380 м, найвищий в Австрії

### Боснія і Герцеговина

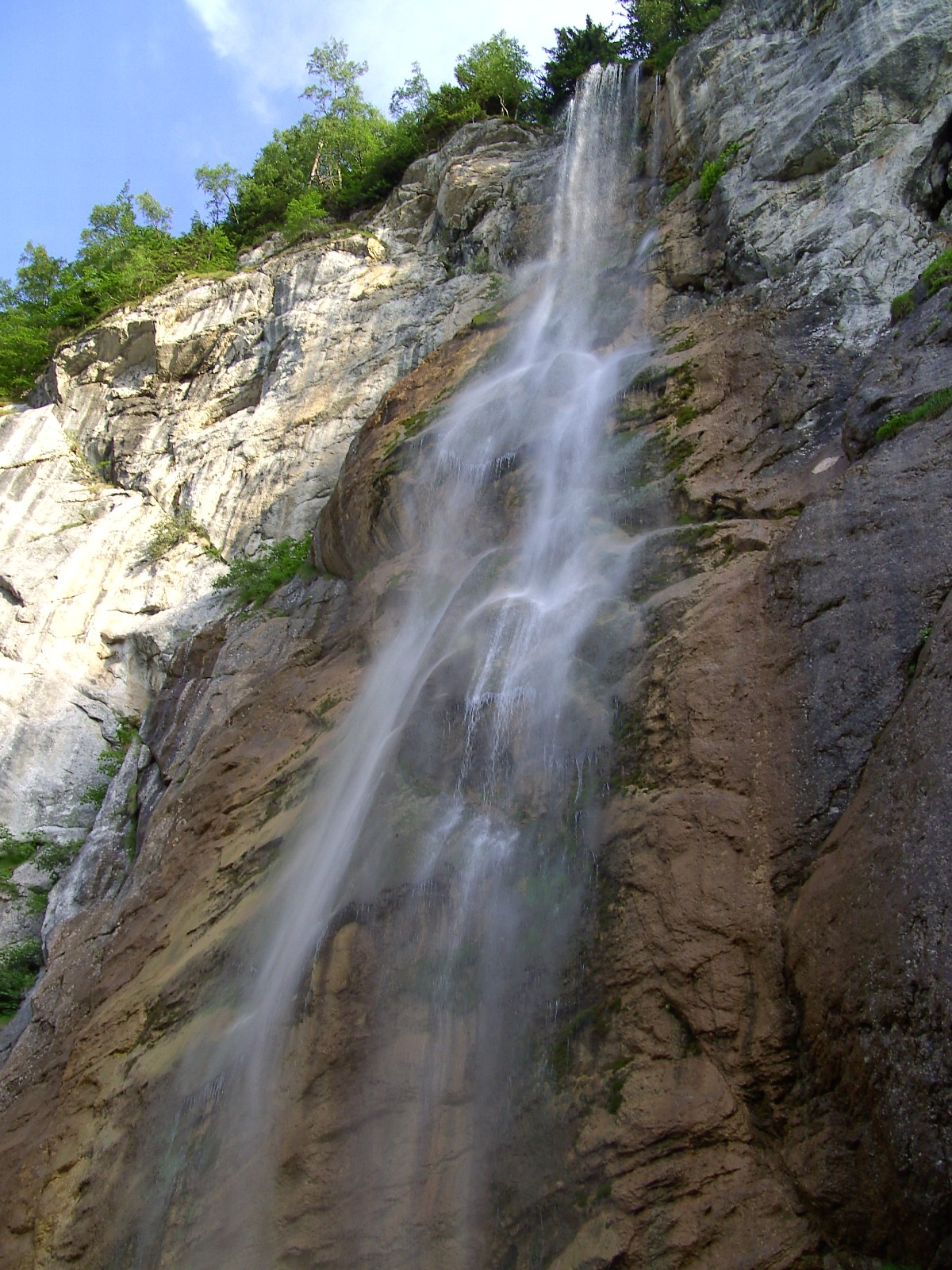
Водоспад Скакавац, Сараєво

- Бліха — 56 м.
- Кравіце — 25 м.
- Пліва — 22 м.
- Скакавац — Перучиця, 75 м.

- Скакавац — Сараєво, 98 м.
- Штрбачкі Бук — 24 м.

### Болгарія
- Бабско Пляскало — 54 м.
- Боров Камак — 63 м.
- Райско Пляскало — 124.5 м, найвищий на Балканах

### Хорватія
- Плітвіцькі озера — 78 м, найвищий в Хорватії
- Скрадинський бук — р. Крка

### Естонія
- Ягала
- Кейла
- Валасте

### Фарерські острови
- Бюсделефосур — 30 м.
- Фосс — 140 м, найвищий на Фарських островах

### Фінляндія

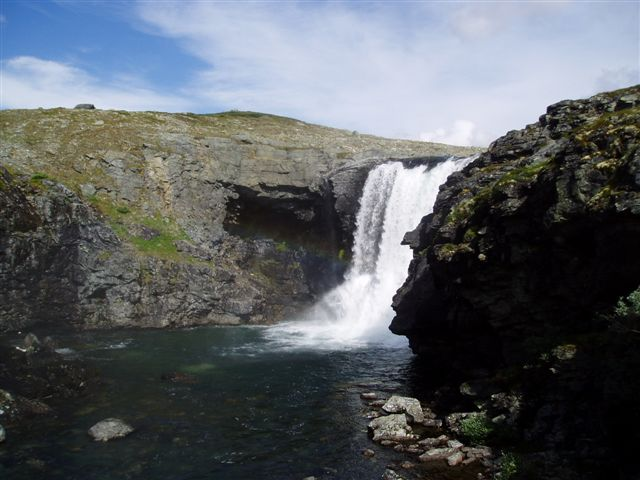
Водоспад Фінська Ніагара, один з найпотужніших у Фінляндії

- Поуланка — 24 м, найвищий у Фінляндії
- Кіціпутоус
- Фінська Ніагара

### Франція

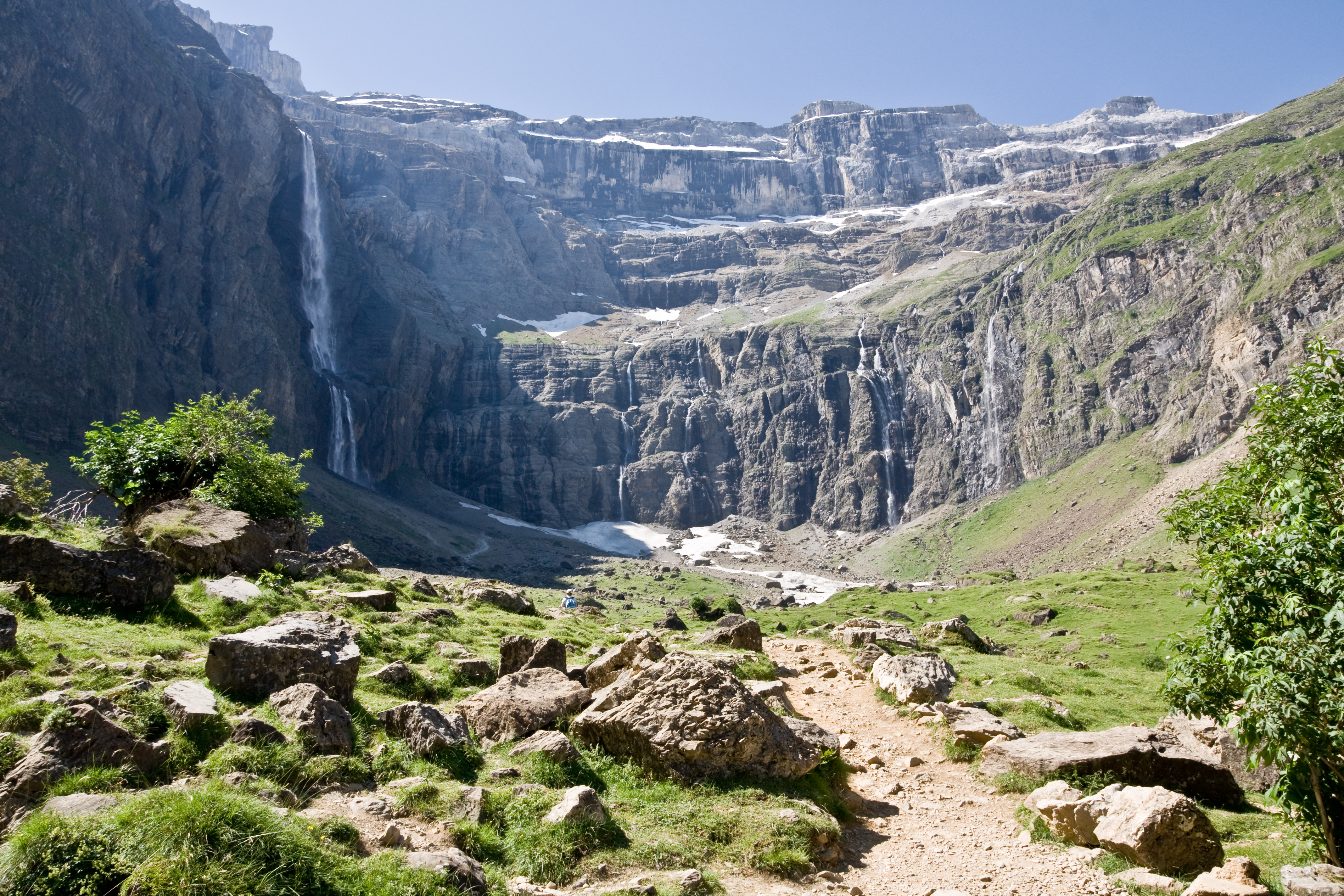
Водоспад Гаварні у Франції

- Гаварні — 422 м, найвищий на материковій Франції
- Тру-де-Фер — о. Реюньйон

### Німеччина
- Водоспад Всіх святих — 83 м, Оппенау, Баден-Вюртемберг
- Рютбах — 470 м, Берхтесгаден, найвищий в Німеччині
- Занкенбах — 40 м, Баїрсбронн
- Тріберг — 163 м, р. Ґутах, Тріберг-ім-Шварцвальд

### Греція
- Едеса — 70 м, Македонія

### Угорщина
- Ліллафюред — 20 м, штучний

### Ісландія

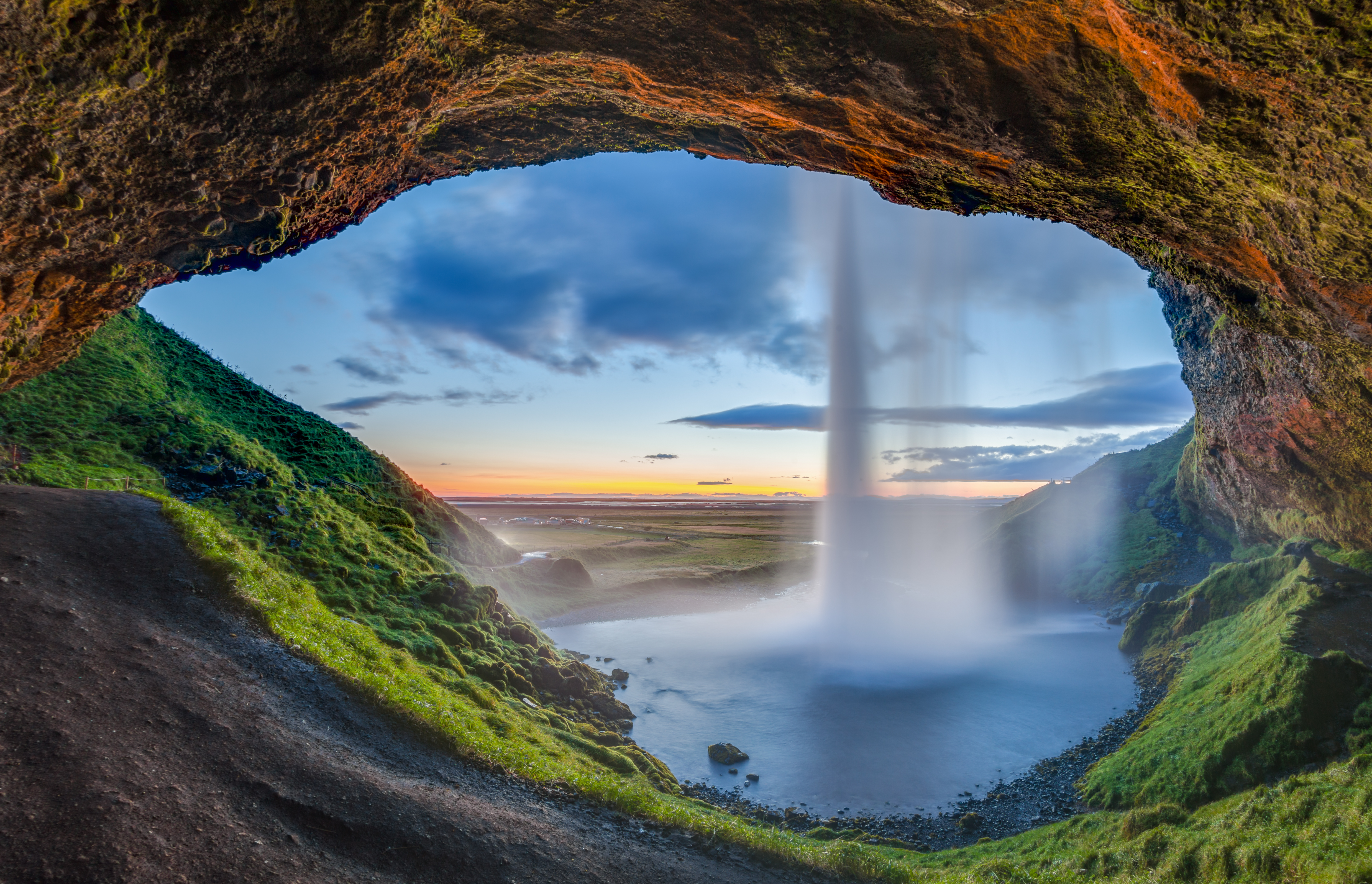
Водоспад Сельяландсфосс в Ісландії

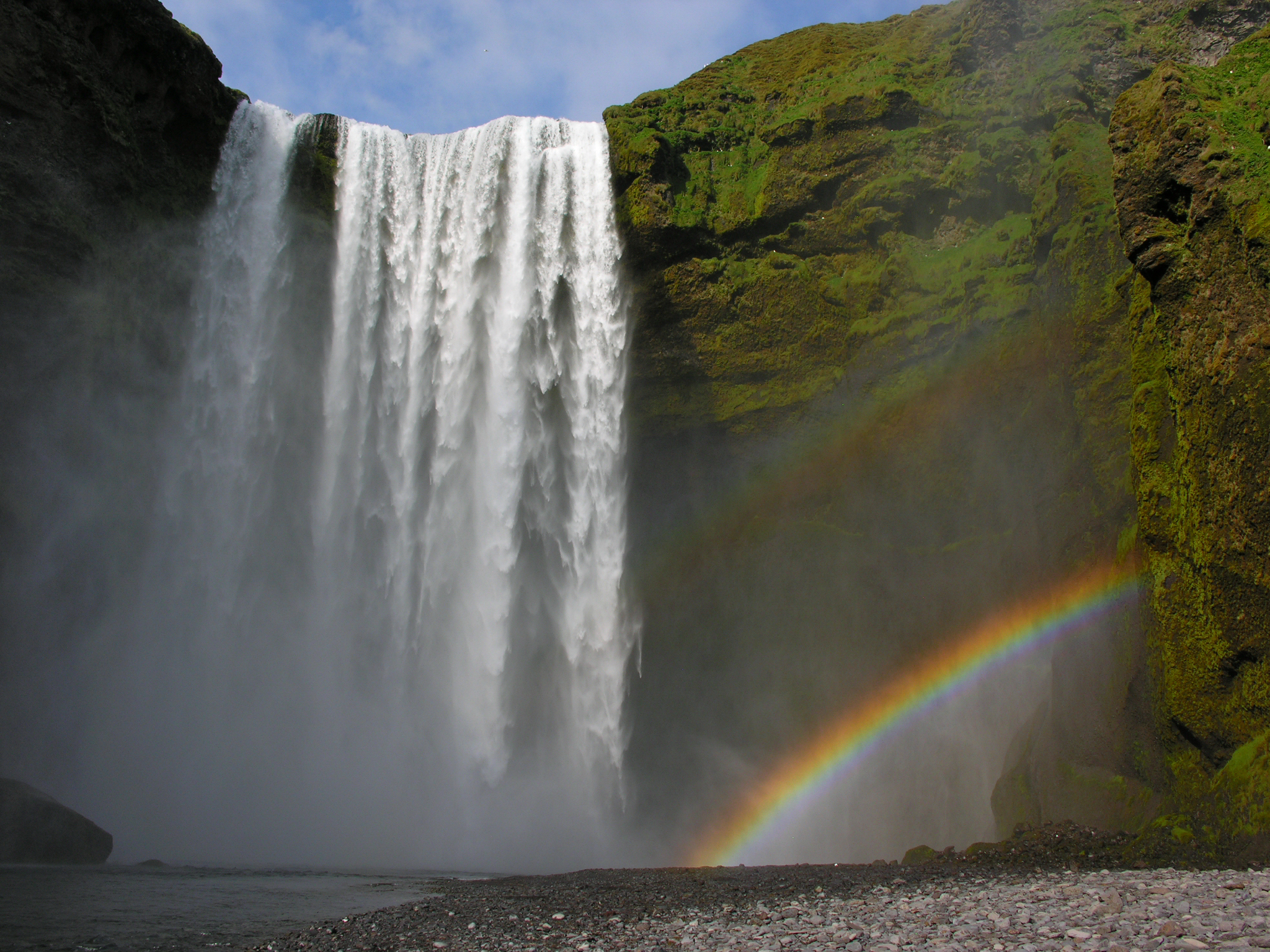
Водоспад Скоуґафосс в Ісландії

- Алдейярфосс
- Барнафосс
- Деттіфосс — найпотужніший в Європі
- Ф'яльфосс
- Джоуін
- Ґлюфрафосс
- Ґлімур
- Ґодафосс
- Ґульфосс
- Гафраґілсфосс
- Гаїфосс
- Генґіфосс
- Граунфоссар
- Офайрюфосс
- Селфосс
- Сельяландсфосс
- Скоуґафосс
- Свартіфосс

### Ірландія
- Езероі
- Паверскаут — 121 м, найвищий в Ірландії
- Торк

### Італія

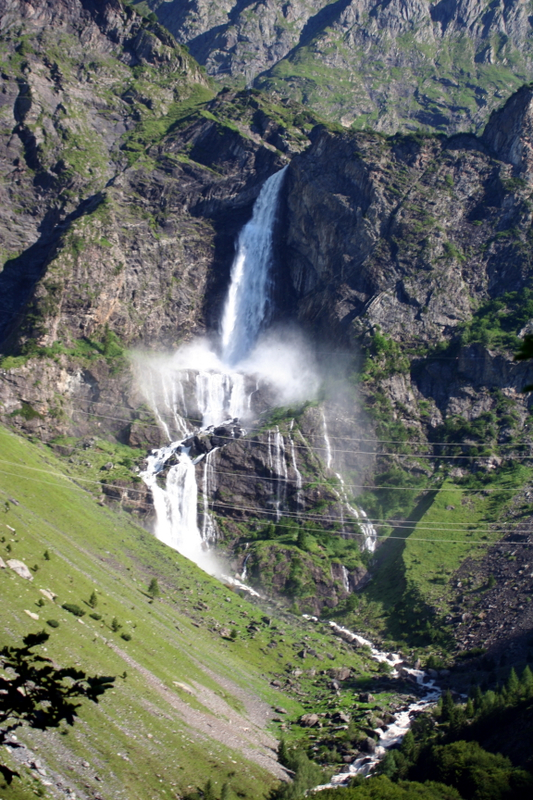
Водоспад Серіо в Італії

- Марморе — 165 м, найвищий штучний водоспад у світі
- Ріо-Верде
- Серіо — 315 м, найвищий в Італії
- Точе
- Вароне
- Нардіс

### Латвія
- Абава
- Вентський водоспад

### Македонія

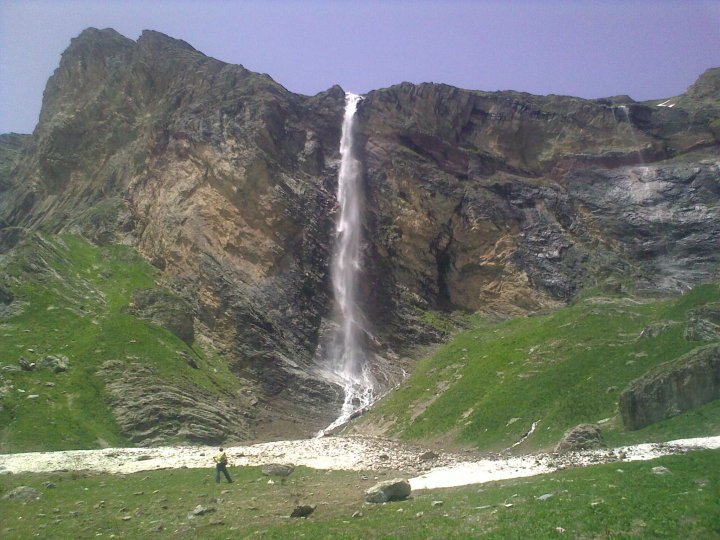
Водоспад Кораб, Македонія

- Боґоміла
- Дуфський водоспад
- Колешинський водоспад
- Кораб
- Копрішніца
- Смоларський водоспад — 39.5 м, найвищий в республіці Македонія

### Норвегія

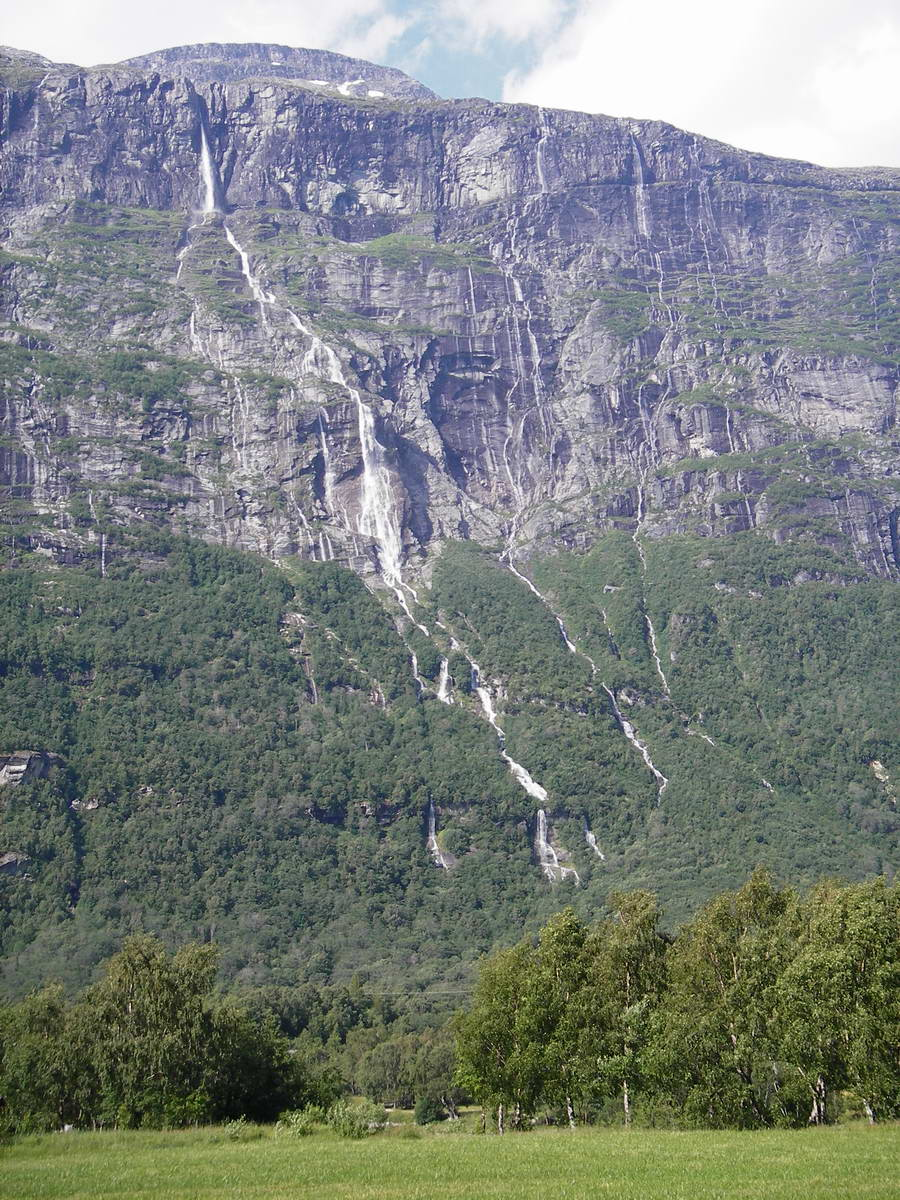
Водоспад Віннуфоссен в Норвегії

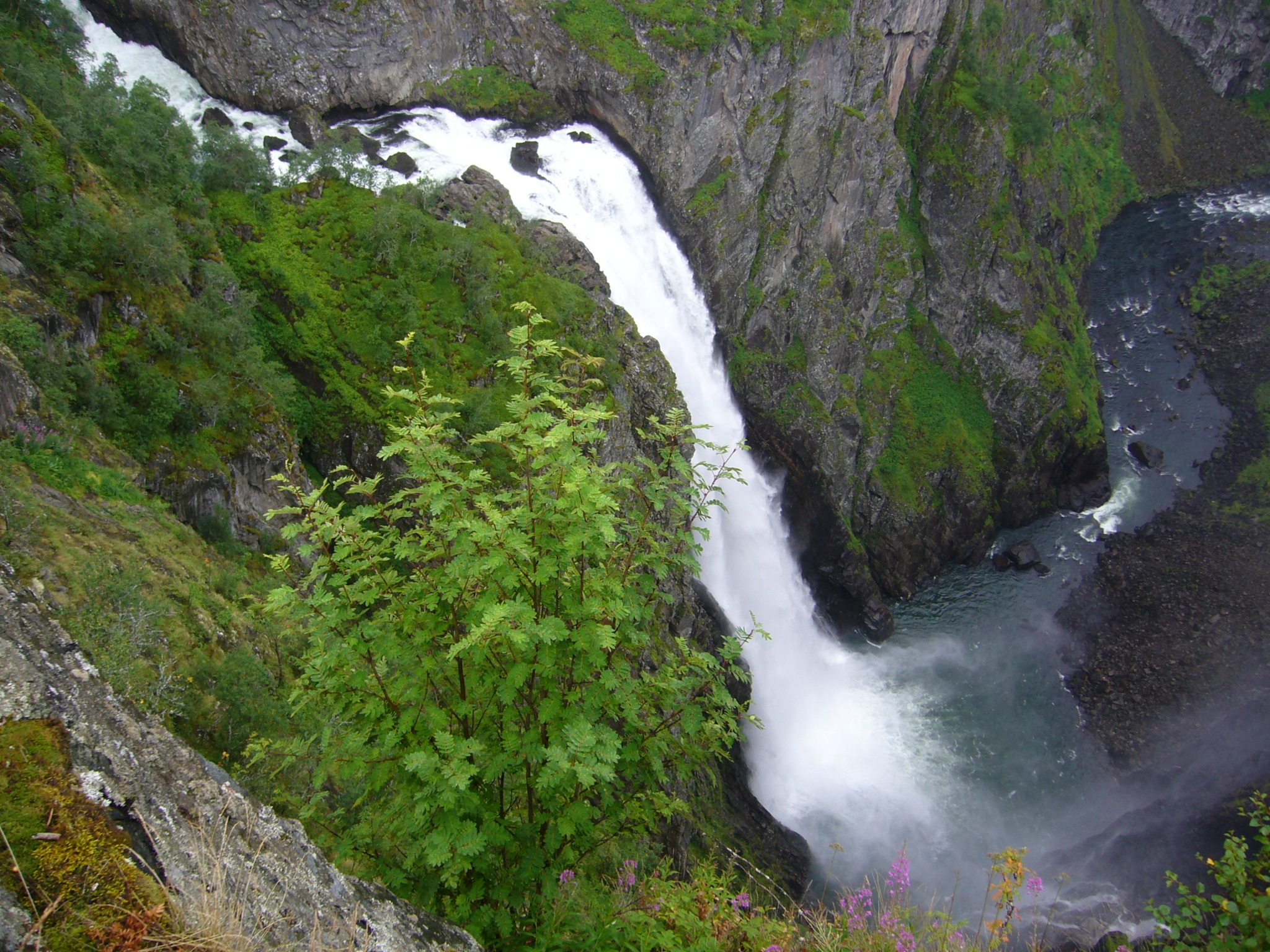
Водоспад Ворінгфоссен в Норвегії

- Еспеландсфоссен
- К'єлфоссен — 755 м.
- К'єраґфоссен — 715 м.
- Лангфосс
- Летефоссен
- Менафоссен
- Мардалсфоссен
- Монґефоссен — 773 м.
- Утігард — 818 м.
- Рюканфоссен
- Сарпсфоссен
- Скрікйофоссен
- Мардалсфоссен
- Стальгаймсфоссен
- Стейдальсфоссен
- Тіссестреньєн
- Ветіссфоссен
- Віннуфоссен — 860 м, найвищий в Європі
- Ворінгфоссен

### Польща

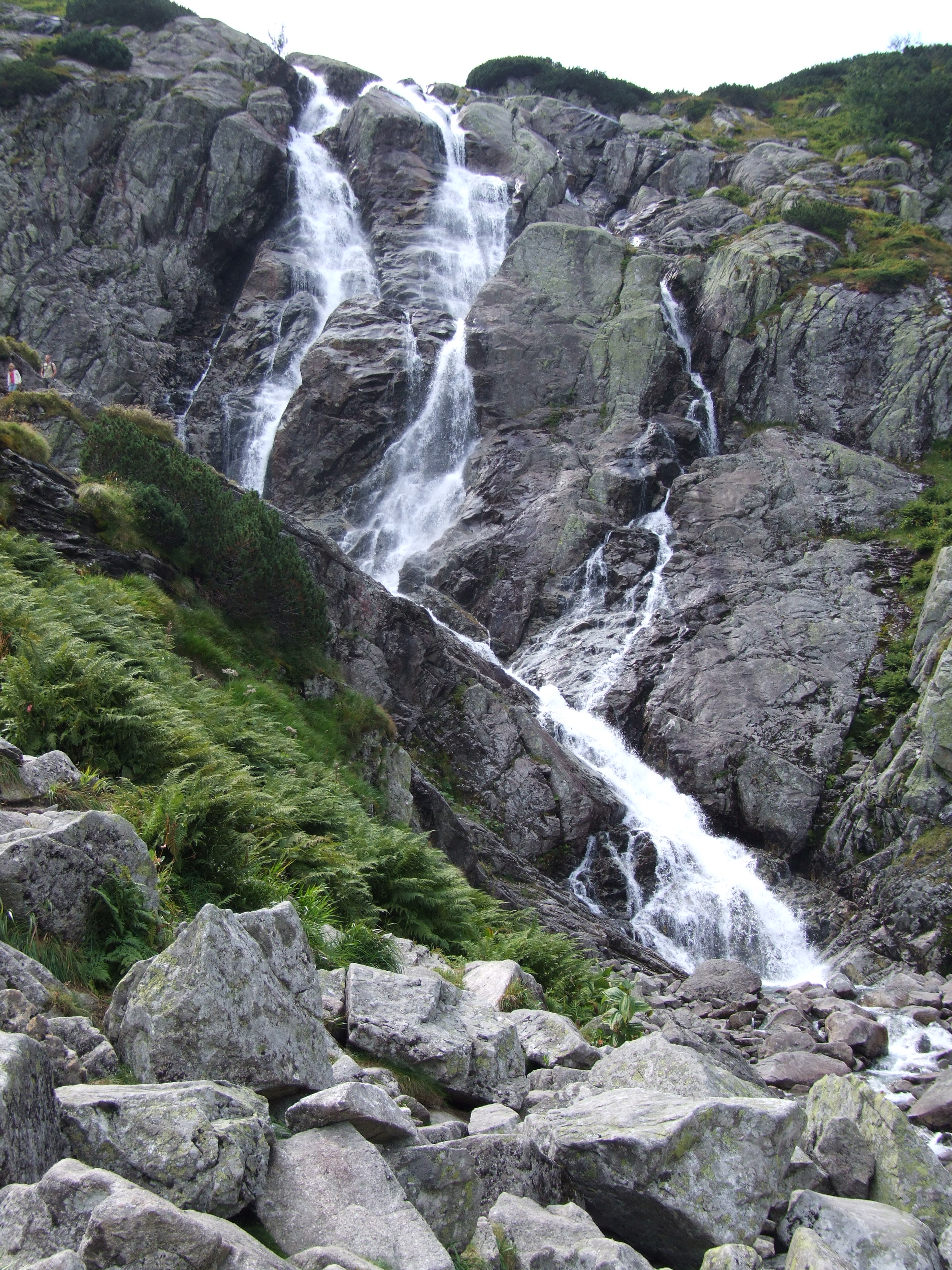
Водоспад Сіклава в Польщі

- Сіклава — Високі Татри, 65 м, найвищий в Польщі
- Водоспад Міцкевича — Високі Татри

### Португалія
- Пеґо-ду-Інферно
- Пенедо Фурадо, округ Каштелу-Бранку
- Пуло-ду-Лобо — 20 м.

#### Британська Колумбія

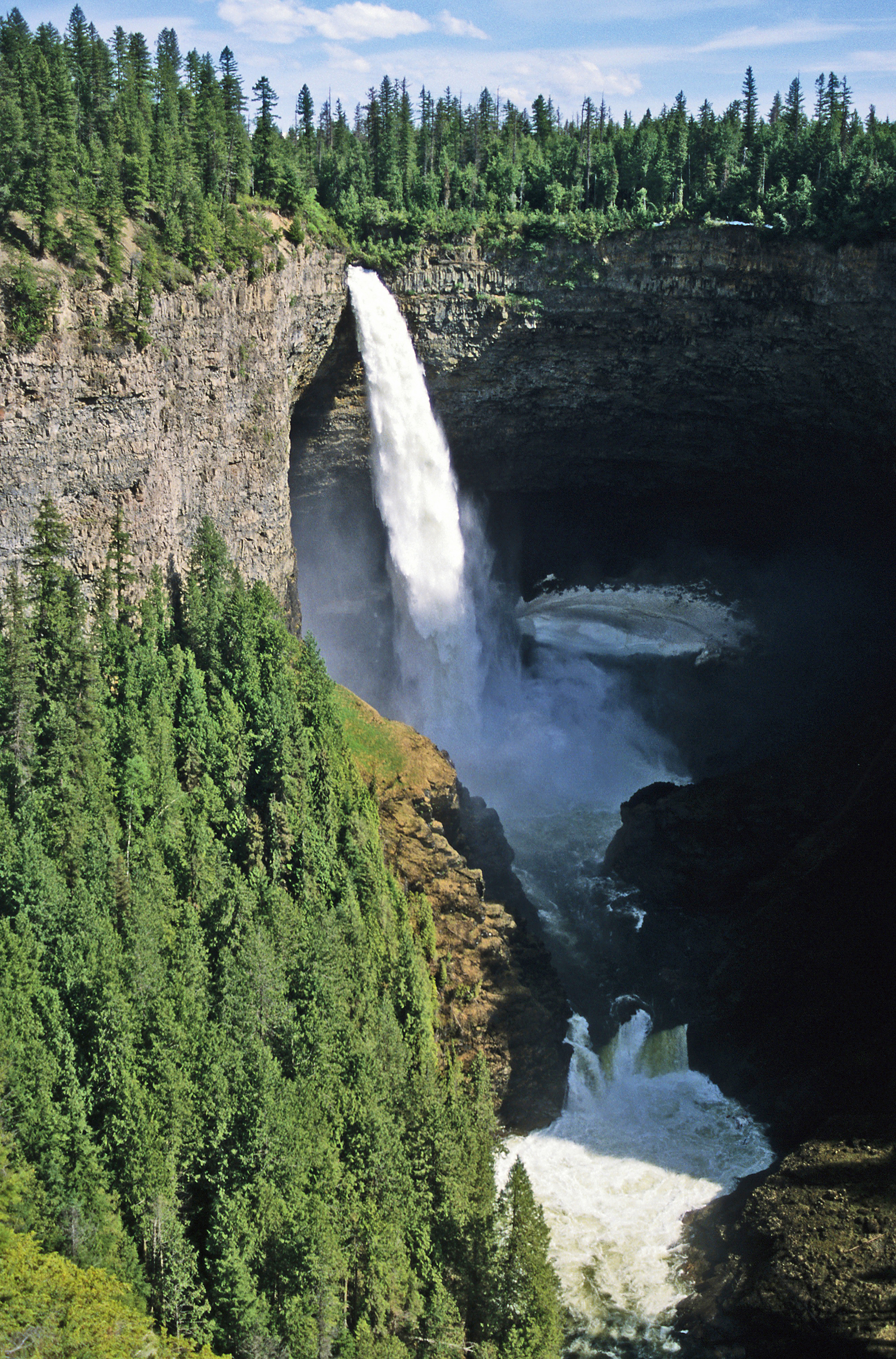

#### Джорджія

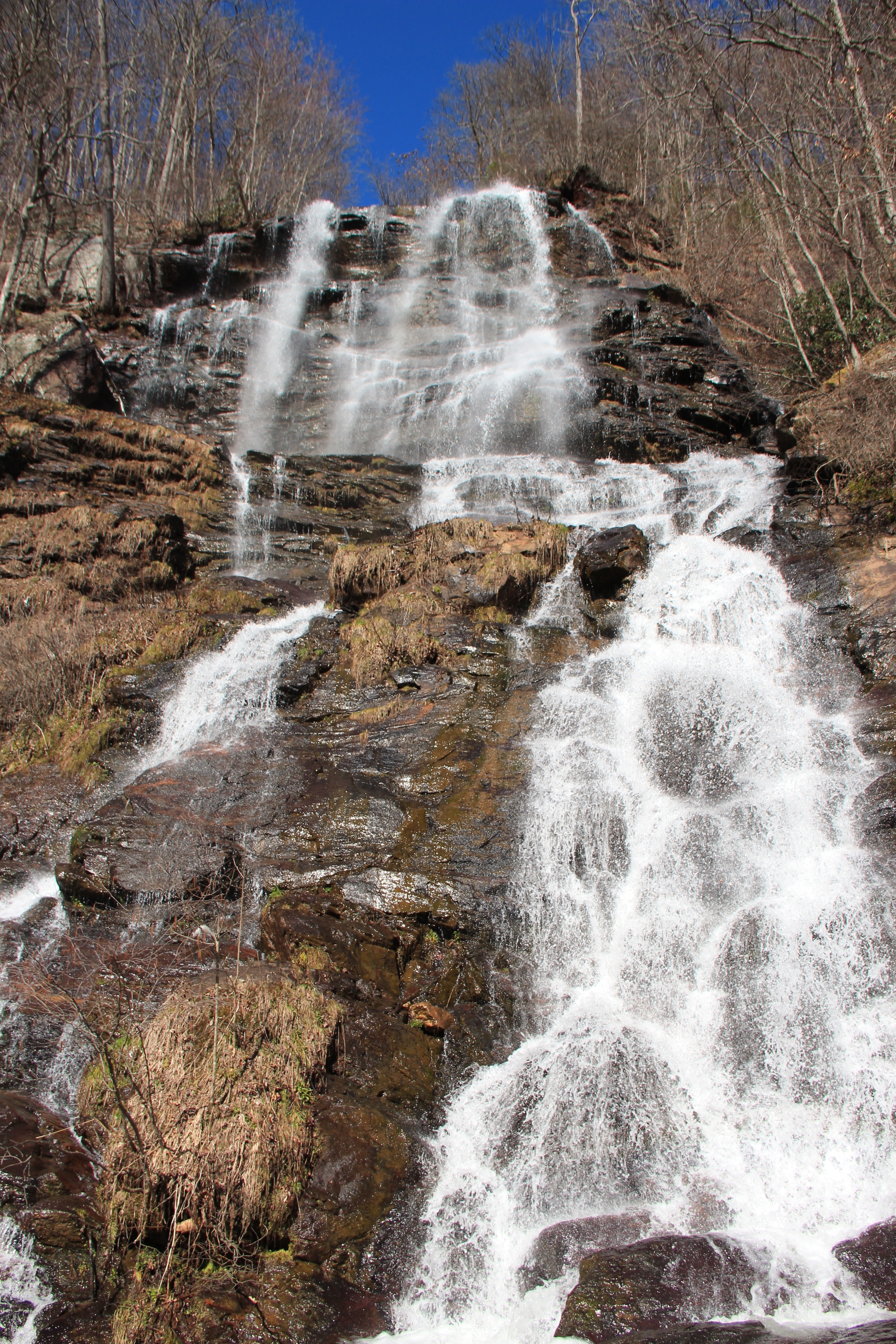

#### Азорські острови
- Рібейра Ґранде — 300 м у висоту
- Посо-ду-Балькаляу — 90 м.

#### Мадейра

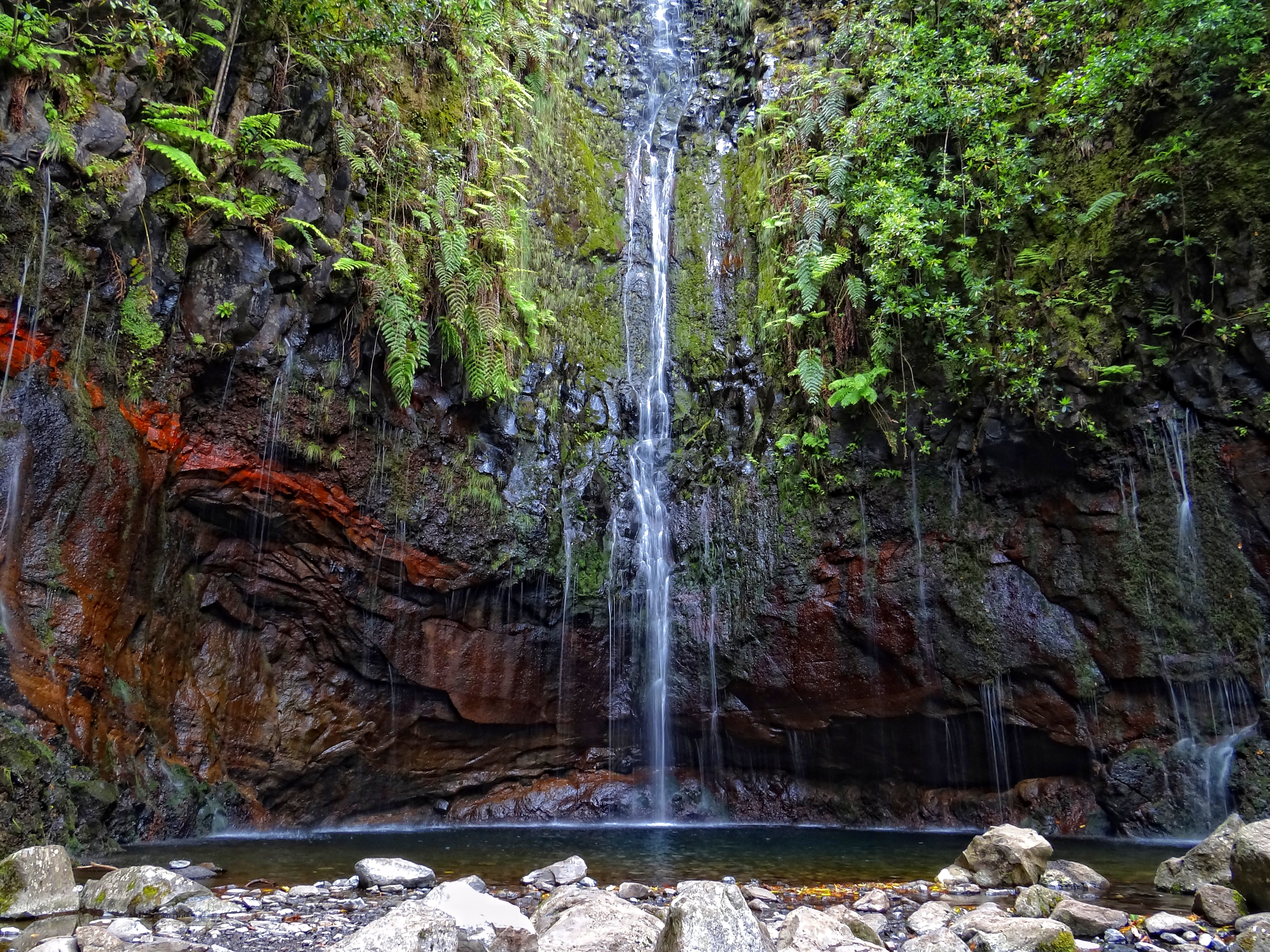
Водоспад 25 джерел, Мадейра

- Ріско — 100 м.
- Водоспад 25 джерел — 30 м.

### Румунія
- Біґар
- Вельон нареченої

### Росія
- Ківач — 10.7 м, Карелія
- Полікарія — 70 м, Сочинський національний парк

### Сербія
- Копрен — 103.5 м, Балканські гори

### Словаччина

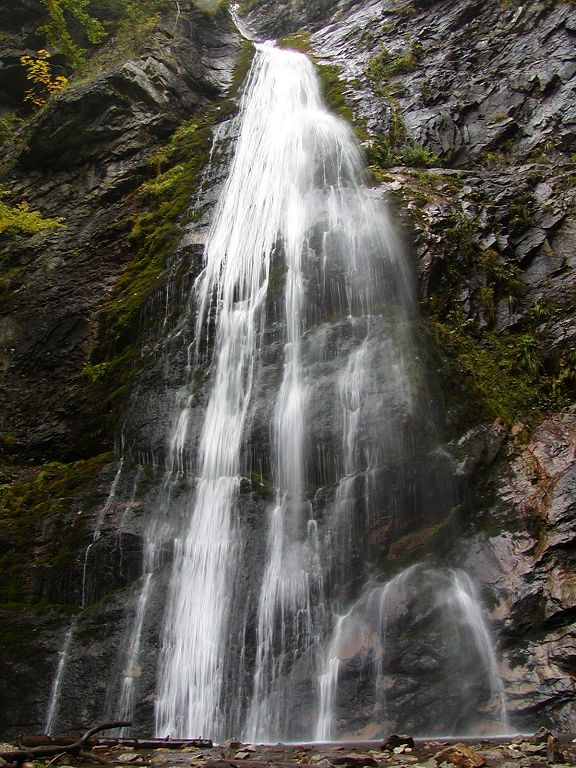
Шутовський водоспад в Словаччині

- Кметьовський водоспад
- Шутовський водоспад

### Словенія
- Яворнік
- Перічнік
- Рінка

### Швеція
- Фетьєофалет — 60 м.
- Геллінґзофалет — 43 м.
- Галламйолла — 23 м.
- Ньюпешер — 125 м.
- Стура-Шефаллет — 40 м.
- Стиґфошен — 36 м.
- Теннфошен — 38 м у висоту, 60 м в ширину; найбільший у Швеції
- Вестанофалет — 90 м.

### Швейцарія

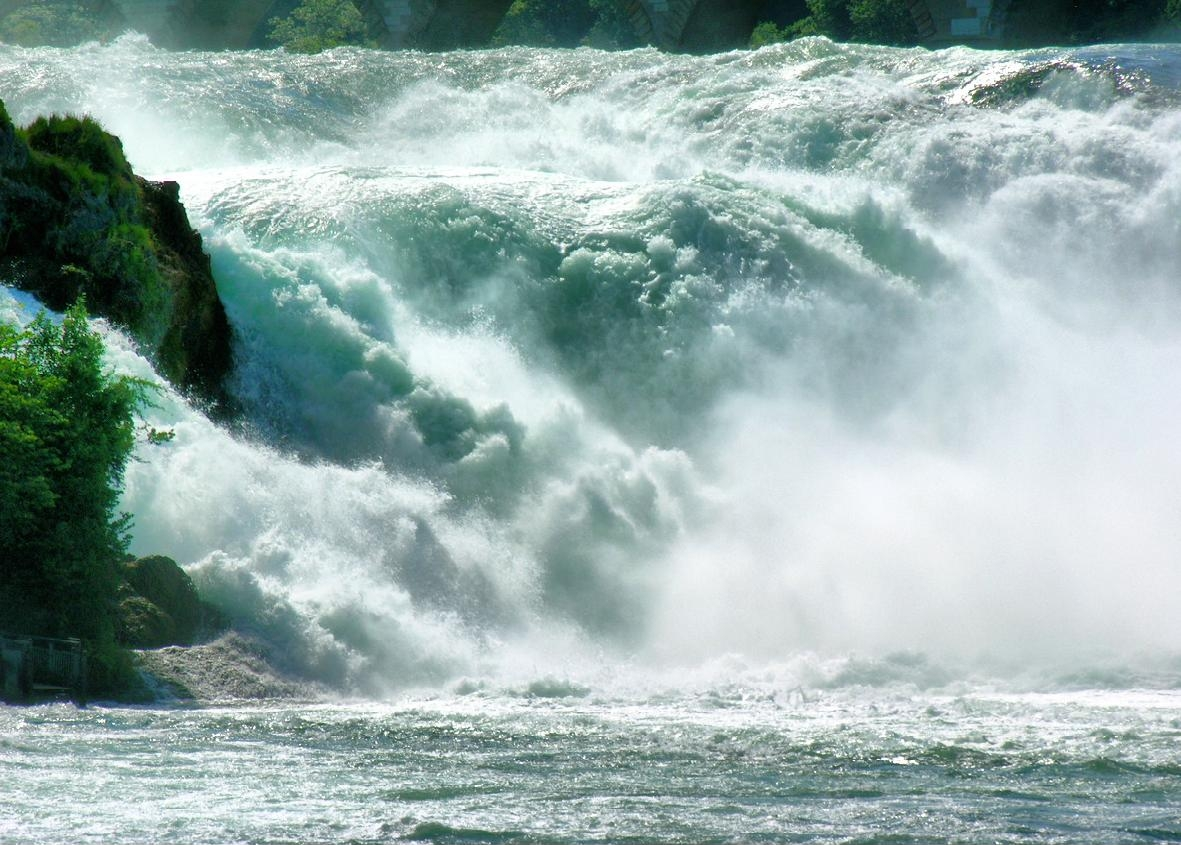
Рейнський водоспад у Швейцарії

- Енґстліґен — Адельбоден
- Рейхенбахський водоспад — Майрінґен
- Рейнський водоспад — Шаффгаузен
- Штауббах — Лаутербруннен
- Трюммельбах — Лаутербруннен

### Туреччина
- Дюден — Анталья
- Ґьоксу — Сівас
- Ґюрлевік — Ерзінджан
- Курсюнлу — Анталья
- Манавгат — Анталья
- Тортум — Ерзурум

### Україна

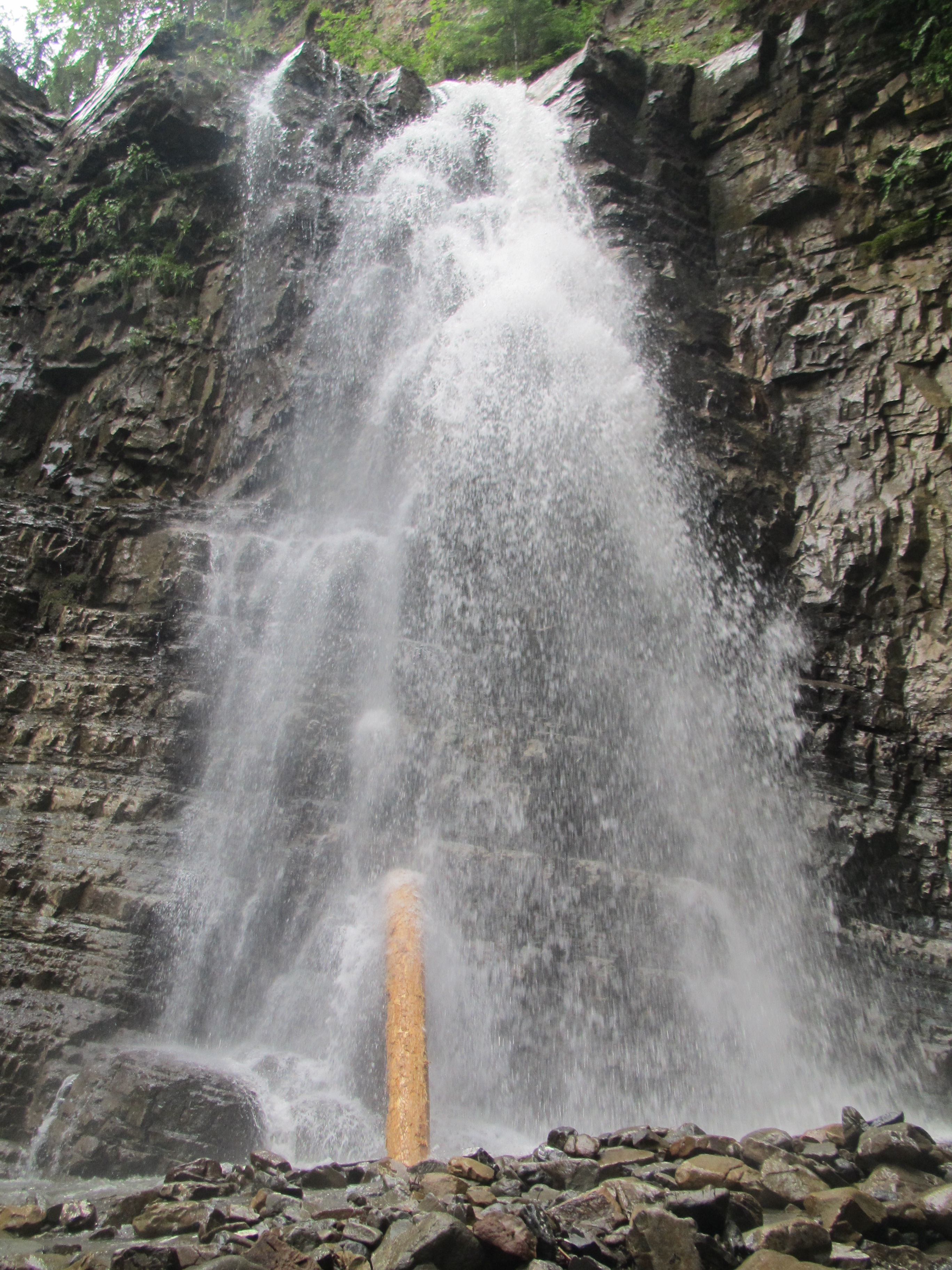
Манявський водоспад

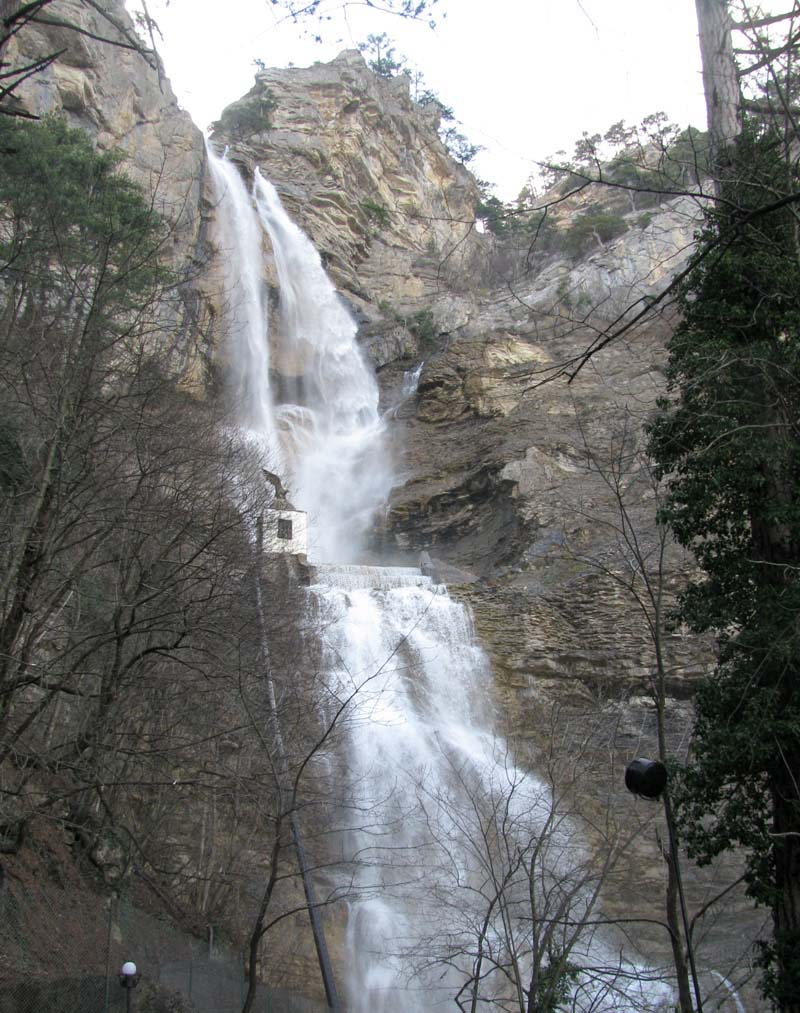
Водоспад Учан-Су

- Джур-Джур — 16 м.
- Джуринський водоспад — 16 м.
- Манявський водоспад — 20 м.
- Учан-Су — 98 м, найвищий в Україні
- Женецький — 15 м.
- Лужківський — 14 м.
- Сукільські водоспади — від 2,5 м до 8 м.
- Лазний — 10,5 м.
- Прутський водоспад — 80 м. (загальна довжина каскадів).
- Мар'янчині водоспади — 16 м.
- Крапельковий водоспад — 10 м.
- Буковинські водоспади — від 3,5 м до 19 м.
- Кізя — 12 м.
- Ялинський водоспад — 26 м, найвищий в українських Карпатах
- Лихий — 20 м.
- Бухтівецький водоспад — 8 м.
- Вишоватські водоспади — від 2 м до 14 м.
- Дівочі Сльози — 4 м.
- Ілемнянський водоспад — 8 м.
- Нарінецький — 8 м.
- Скрунтар — 10 м
- Сопіт — 8 м.
- Сучавський Гук — 6 м.
- Пробій — 8 м.
- Черник — 8 м.
- Труфанець — 36 м. (загальна довжина каскадів).

### Велика Британія

#### Англія

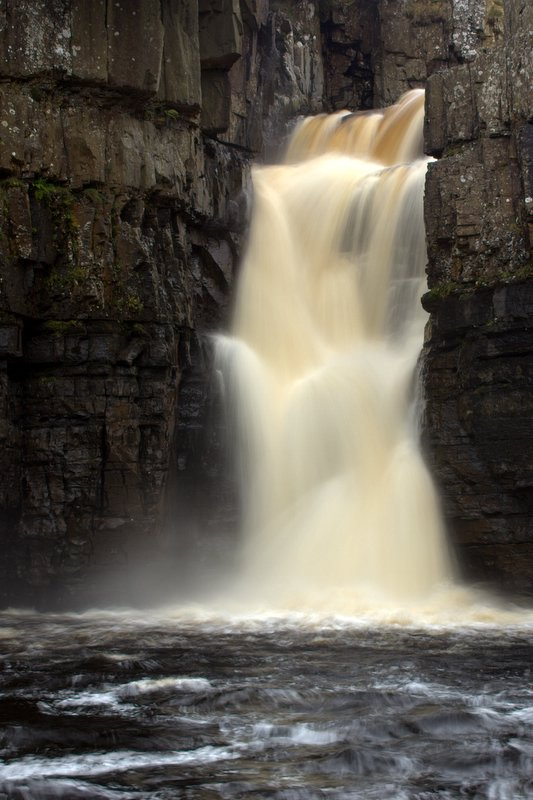
Водоспад Хай Форс, Англія

- Айра Форс — 20 м.
- Айсґарт
- Кенонтейн — 67 м, штучний водоспад у Девоні
- Колдрон Снаут — 61 м, один з найвищих в Англії
- Котлі Спаут — 200 м, найвищий в Англії
- Іст Ґілл Форс
- Фоллін Фосс — 20 м.
- Ґейпін Ґілл — 110 м.
- Хардроу Форс — 30 м.
- Хай Форс — 22 м.
- Кіздон Форс
- Лоу Форс
- Мальян Спаут
- Мосс Форс
- Вейн Вес Форс
- Вайт Лейді — 30 м.

#### Північна Ірландія
- Ґленаріфф Форест Парк

#### Шотландія

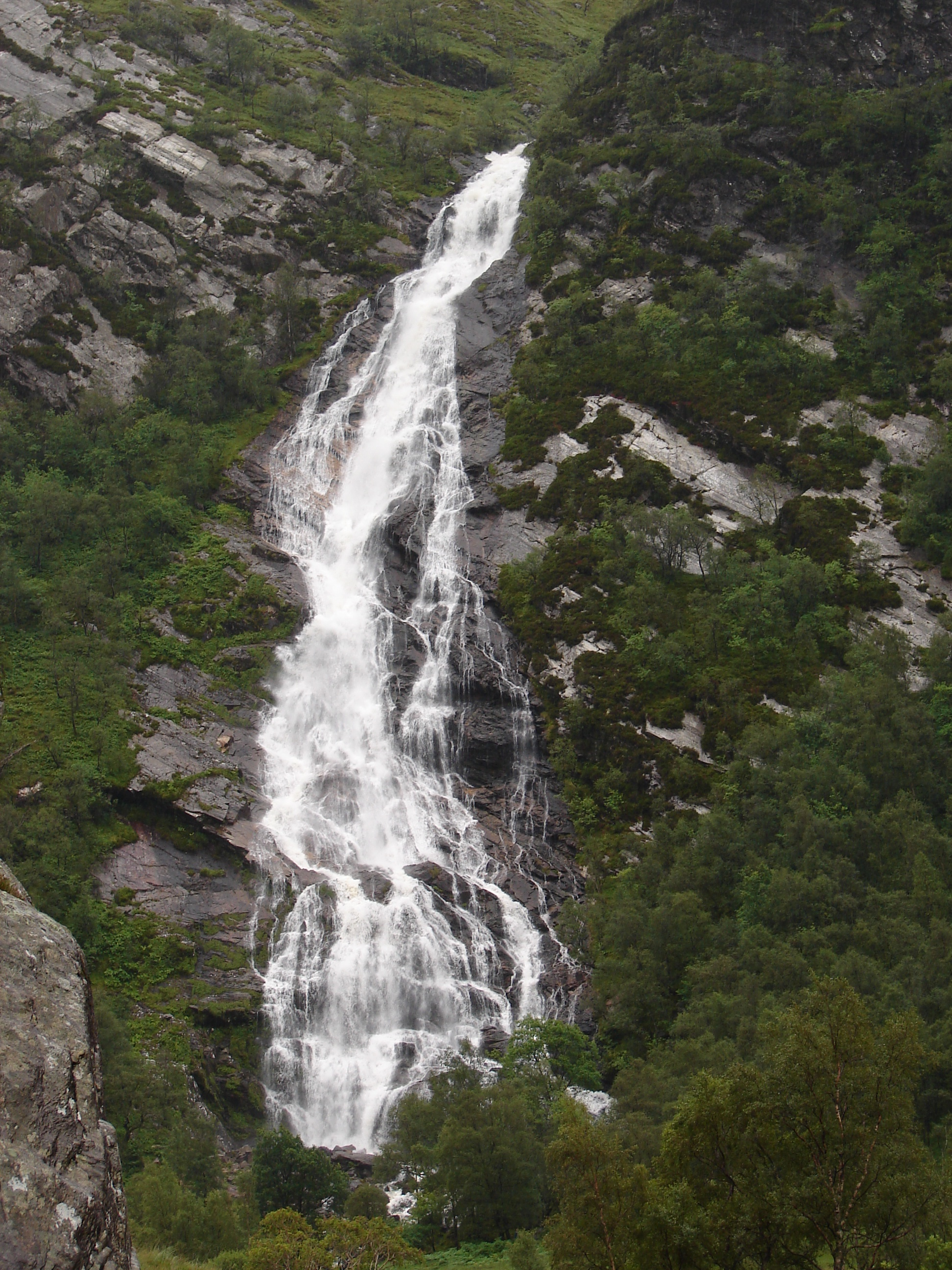
Водоспад Стілл, Шотландія

- Еас Чуан Алуїн — 201 м, найвищий у Великій Британії
- Стілл — 120 м, другий за висотою у Великій Британії

#### Уельс
- Абер
- Аберлюлайс — живить найбільше в Європі гідро-електричне водяне колесо
- Апендикс Диявола — 93 м, найвищий в Уельсі
- Скуд Генрид
- Пістилл
- Сваллов

## Північна Америка

### Беліз

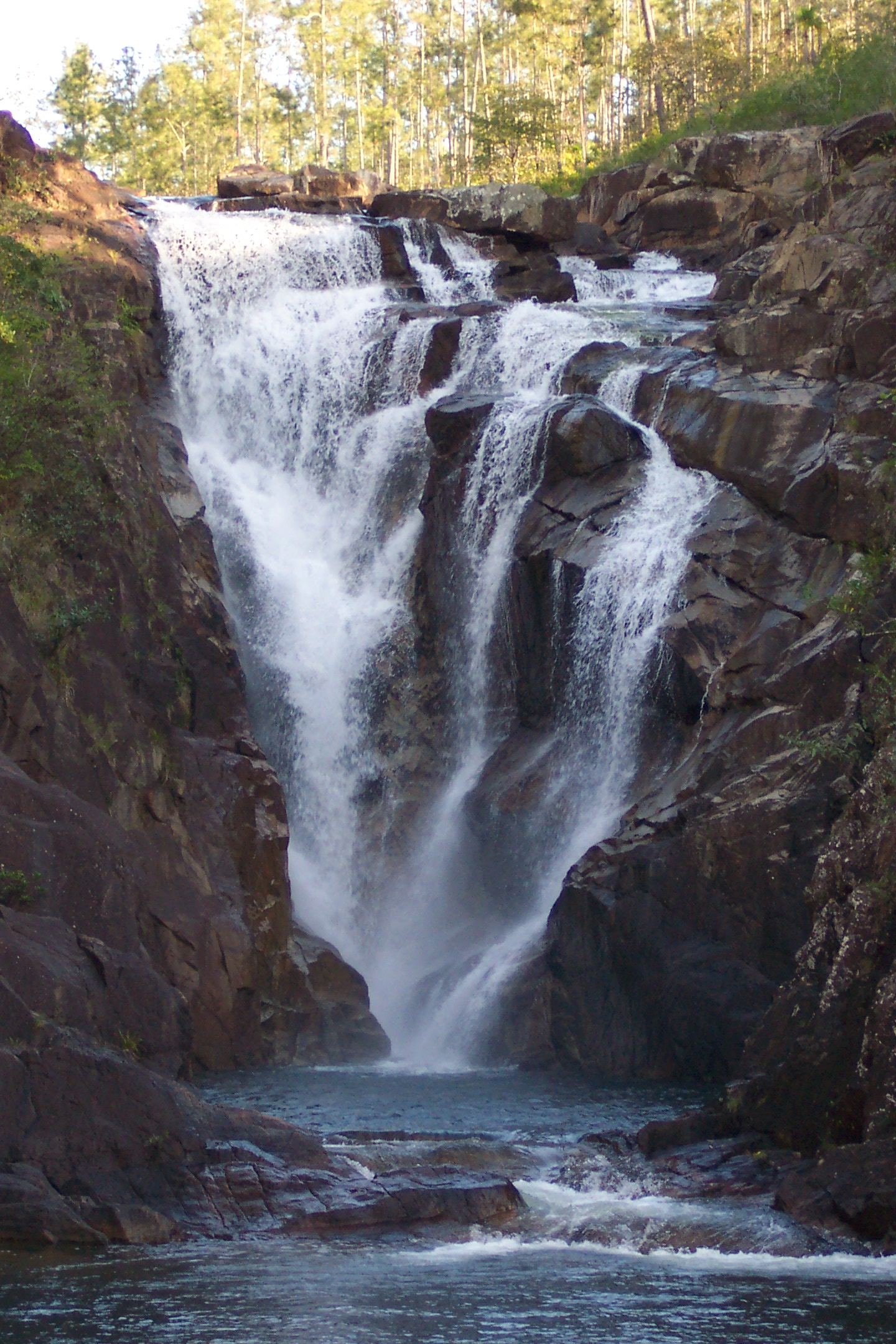

- Біґ-Рок — округ Кайо
- Водоспад Тисяча Футів — округ Кайо

### Канада

#### Альберта

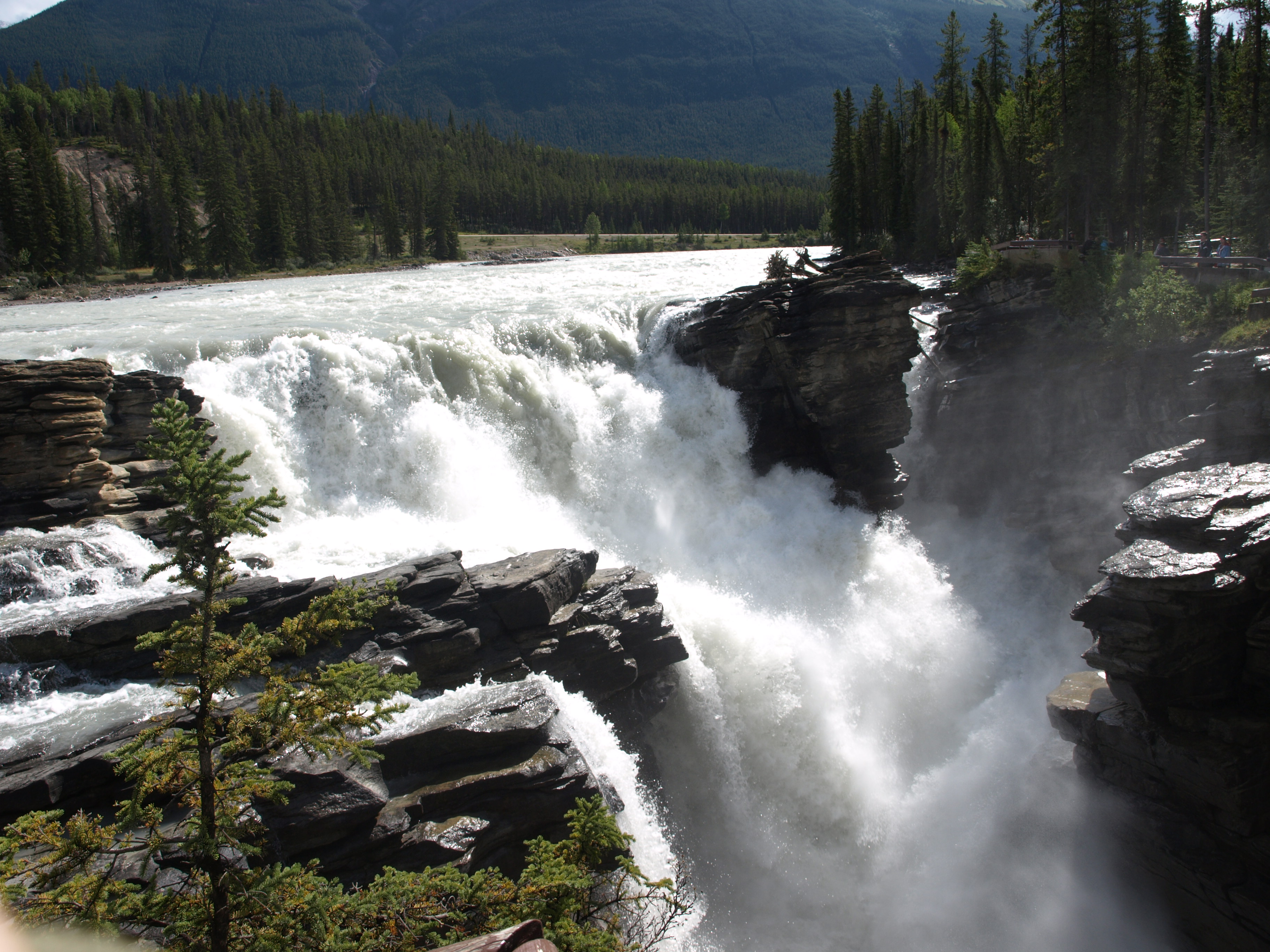
Атабаска, Альберта

- Атабаска

#### Ньюфаундленд і Лабрадор
- Черчилл — на р. Черчилл, Лабрадор
- Піссінґ-Маре — Національний парк Ґрос-Морн

#### Північно-західні території

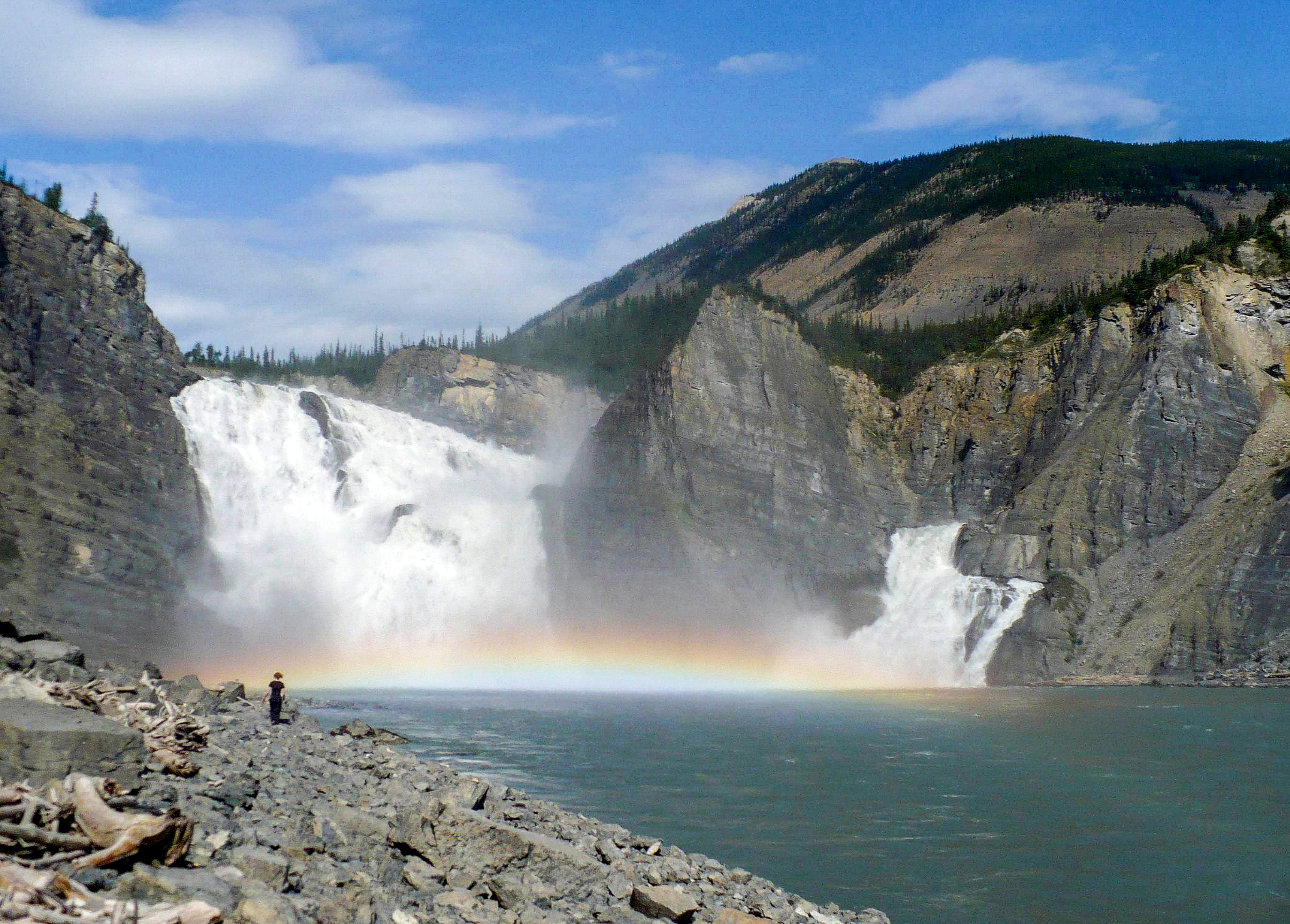
Водоспад Вірджинія у Північно-захілних ториторіях

- Александра
- Вірджинія — Національний парк Наганні

#### Нунавут
- Вілберфорс

#### Онтаріо

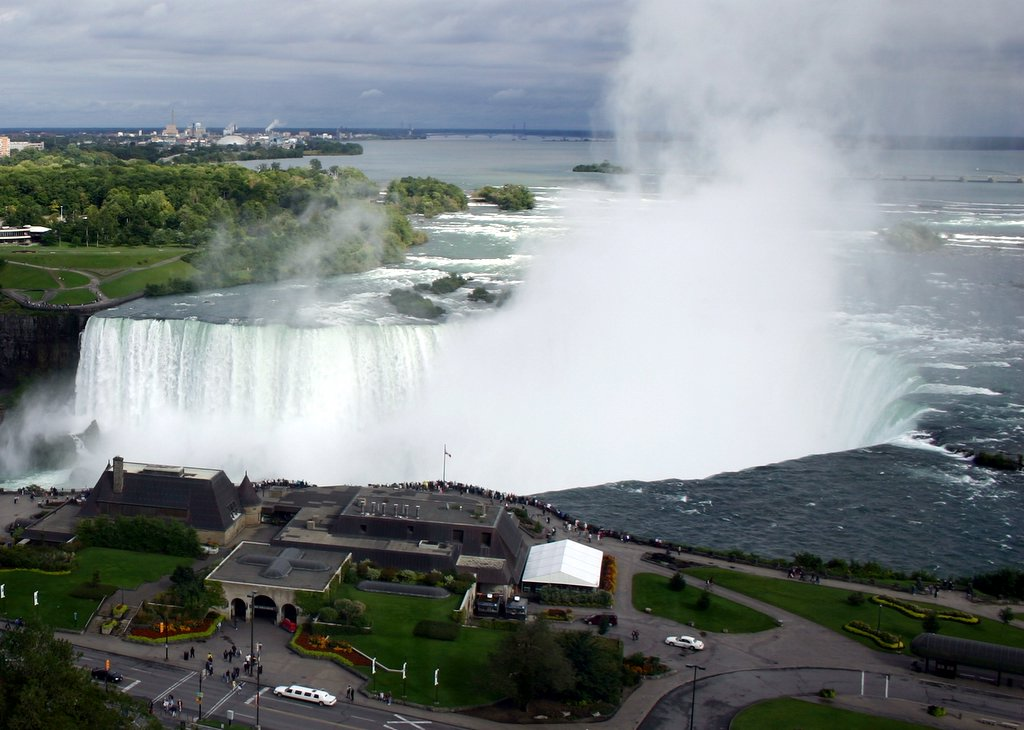

- Підкова

#### Квебек
- Каньйон Св. Анни — біля м. Квебек
- Монморенсі — біля м. Квебек

### Коста-Рика

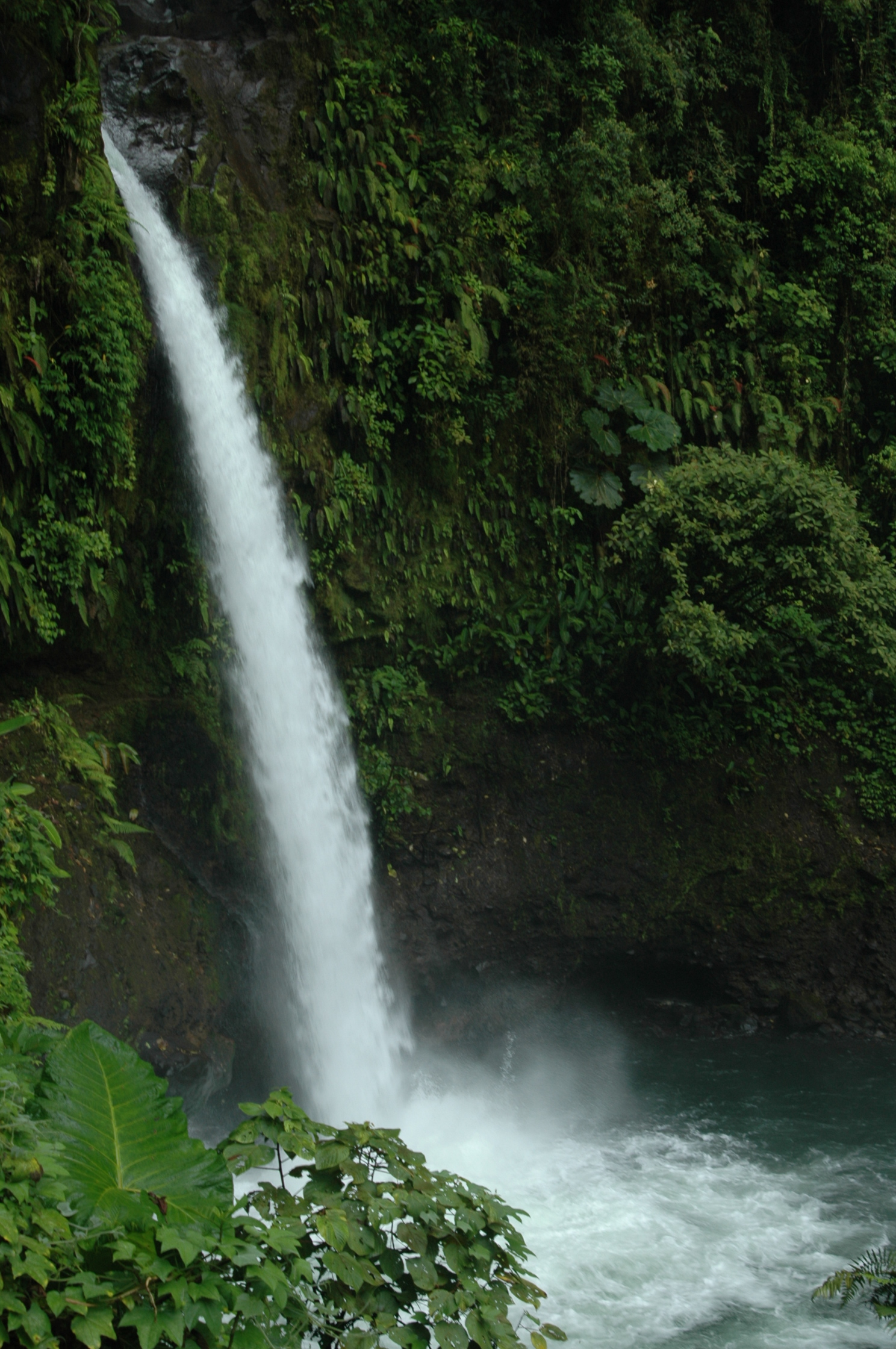
Водоспад Ла-Паз, Коста-Рика

- Ла-Фортуна
- Ла-Паз

### Ґренландія
- Корлоторсвак

### Гваделупа
- Корбет

### Гаїті
- Со-Метюрін

### Ямайка
- Данс Рівер
- Мейфілд

### Мексика

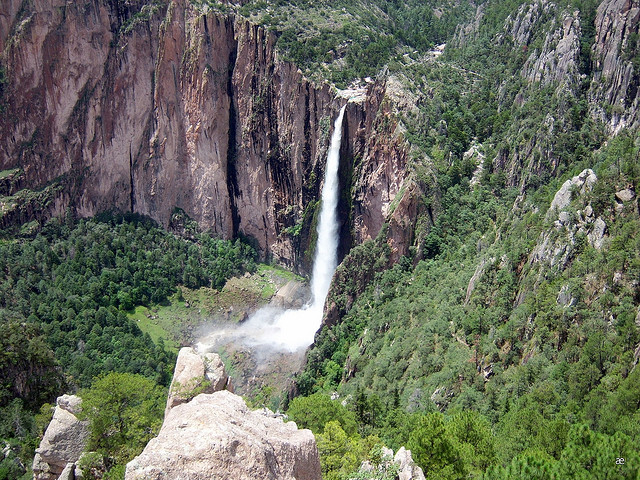

- Агва-Асуль
- Басасеачі
- Тексоло
- Кола де Кабалло
- П'єдра Волада

### Сент-Люсія
- Деннері

### Сполучені Штати

#### Алабама

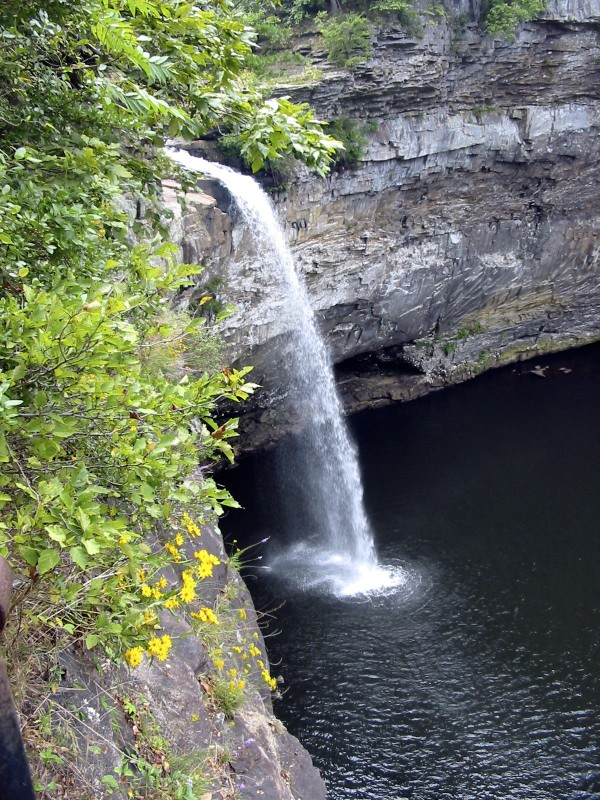

- Де-Сото — 31.7 м.
- Ґрейс Хай — 40.5 м, найвищий в Алабамі
- Літтл Рівер — 14 м.
- Ноккалула — 27 м, Ґадсден

#### Аляска
- Брукз — Національний заповідний парк Катмаї
- Наґґет — поблизу Джуно

#### Аризона

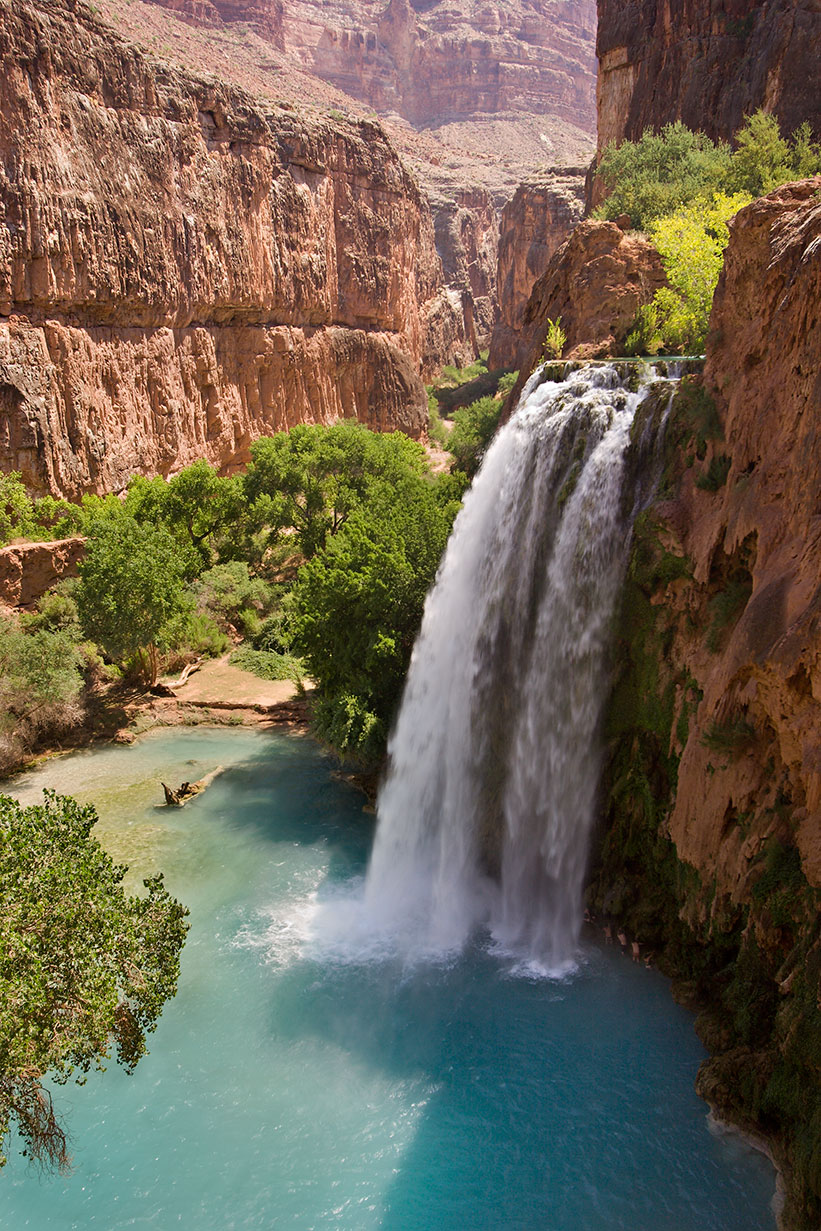
Водоспад Гавасу в Аризоні

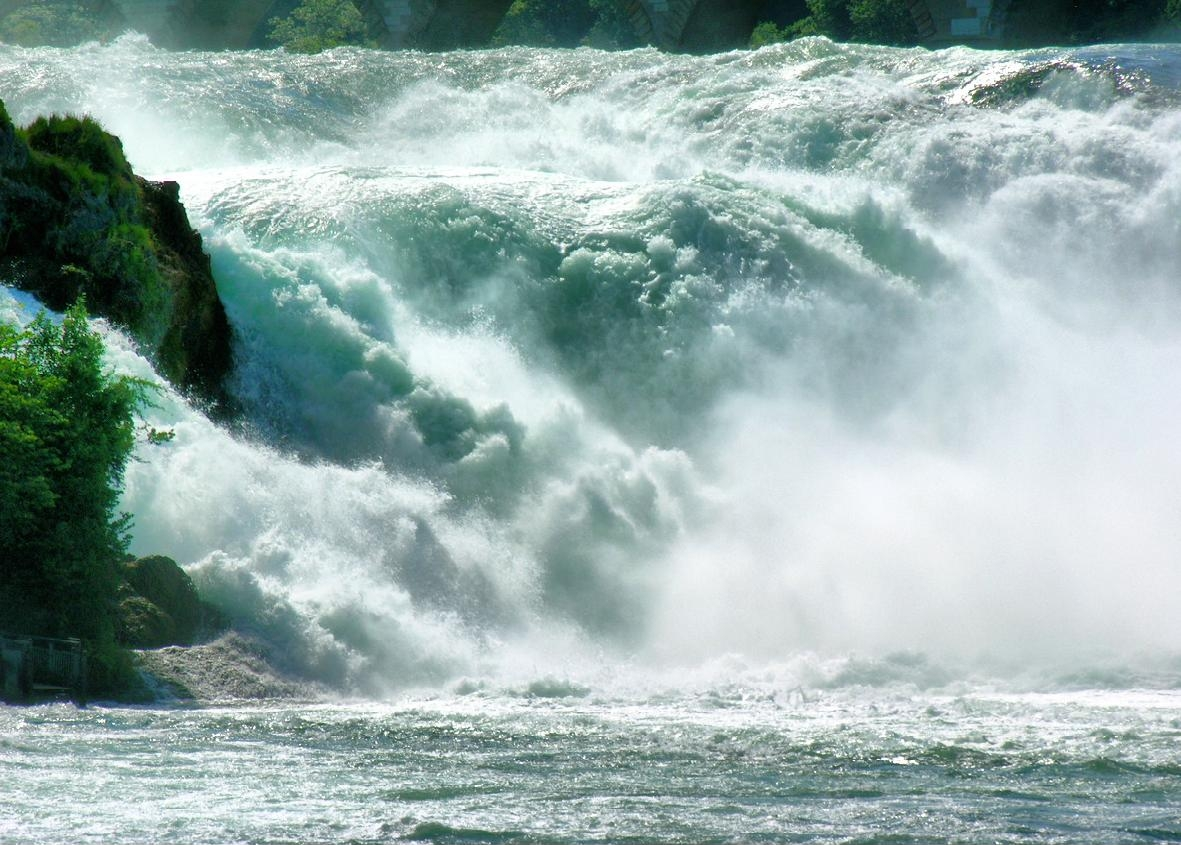
Рейнський водоспад у Швейцарії

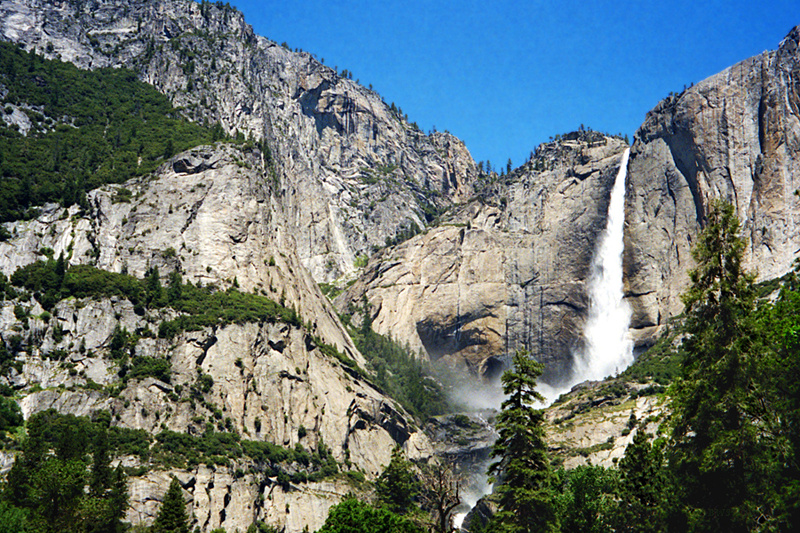
Водоспади Йосеміті в Каліфорнії

- Ґранд Фолз — 56 м.
- Гавасу — 37 м.
- Муні — 60 м.

#### Арканзас
- Геммед-ін-Голлоу — 64 м.

#### Каліфорнія
- Боніта — 152 м.
- Брайдалвейл — 189 м.
- Берні — 39 м.
- Дарвін
- Фезер — 125 м.
- Іллілует — 100 м.
- МакВей — 24 м.
- Невада — 181 м.
- Ріббон — 491 м.
- Сілвер Стренд — 175 м.
- Вернал — 97 м.
- Йосеміті — 436 м.

#### Колорадо
- Брайдал Вейл — 111 м.
- Фіш Крік — 85 м.
- Сім водоспадів — 55 м.

#### Коннектикут
- Ґрейт Фолз — р. Гузатонік
- Роарін Брук

#### Гаваї
(перераховані після Австралії у секції Океанія)

#### Айдахо

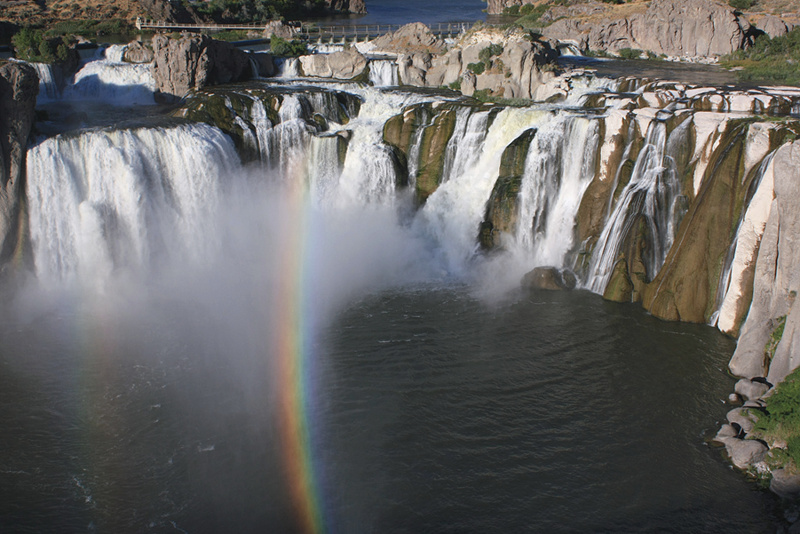

#### Кентуккі

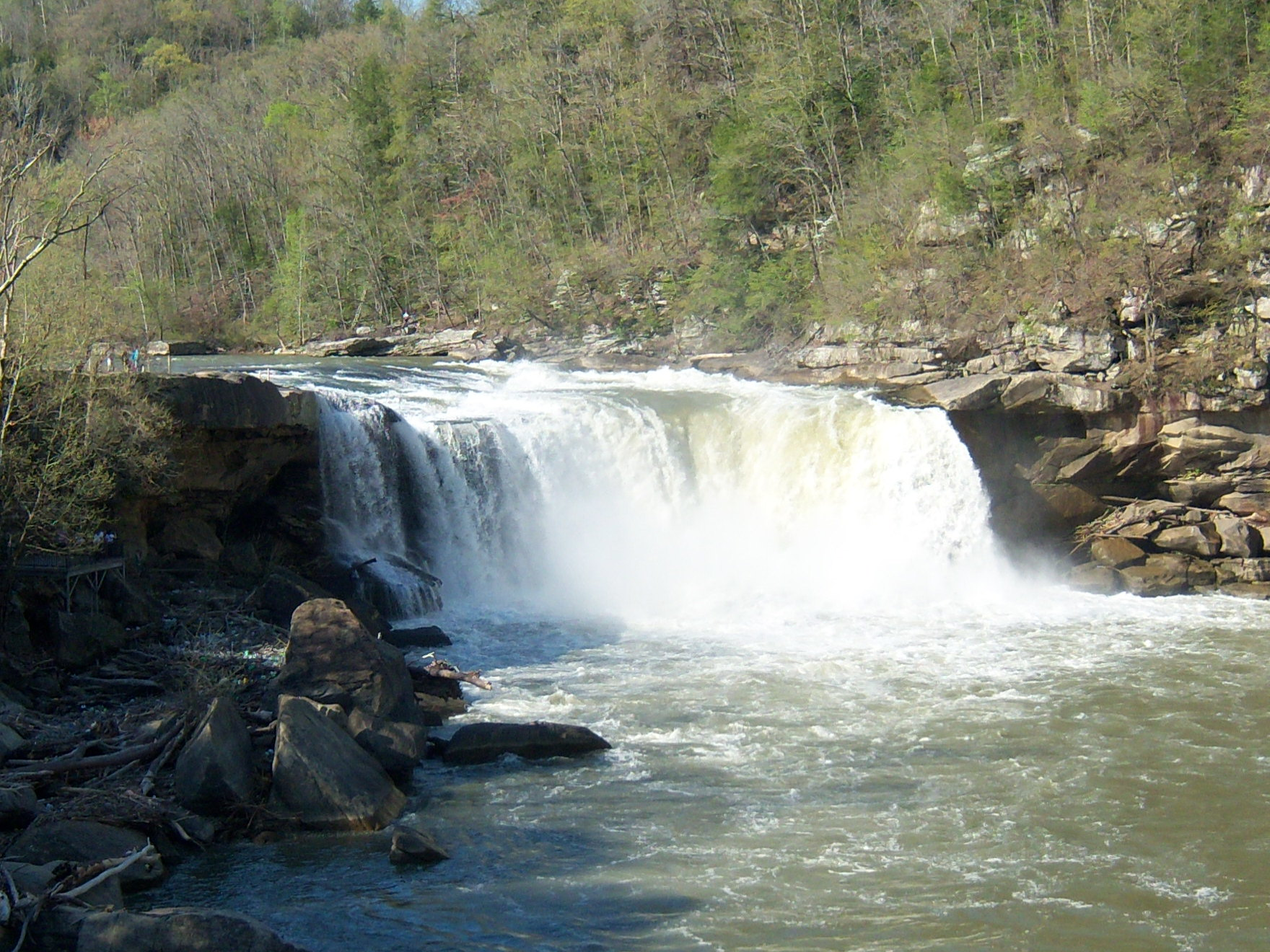

#### Мейн

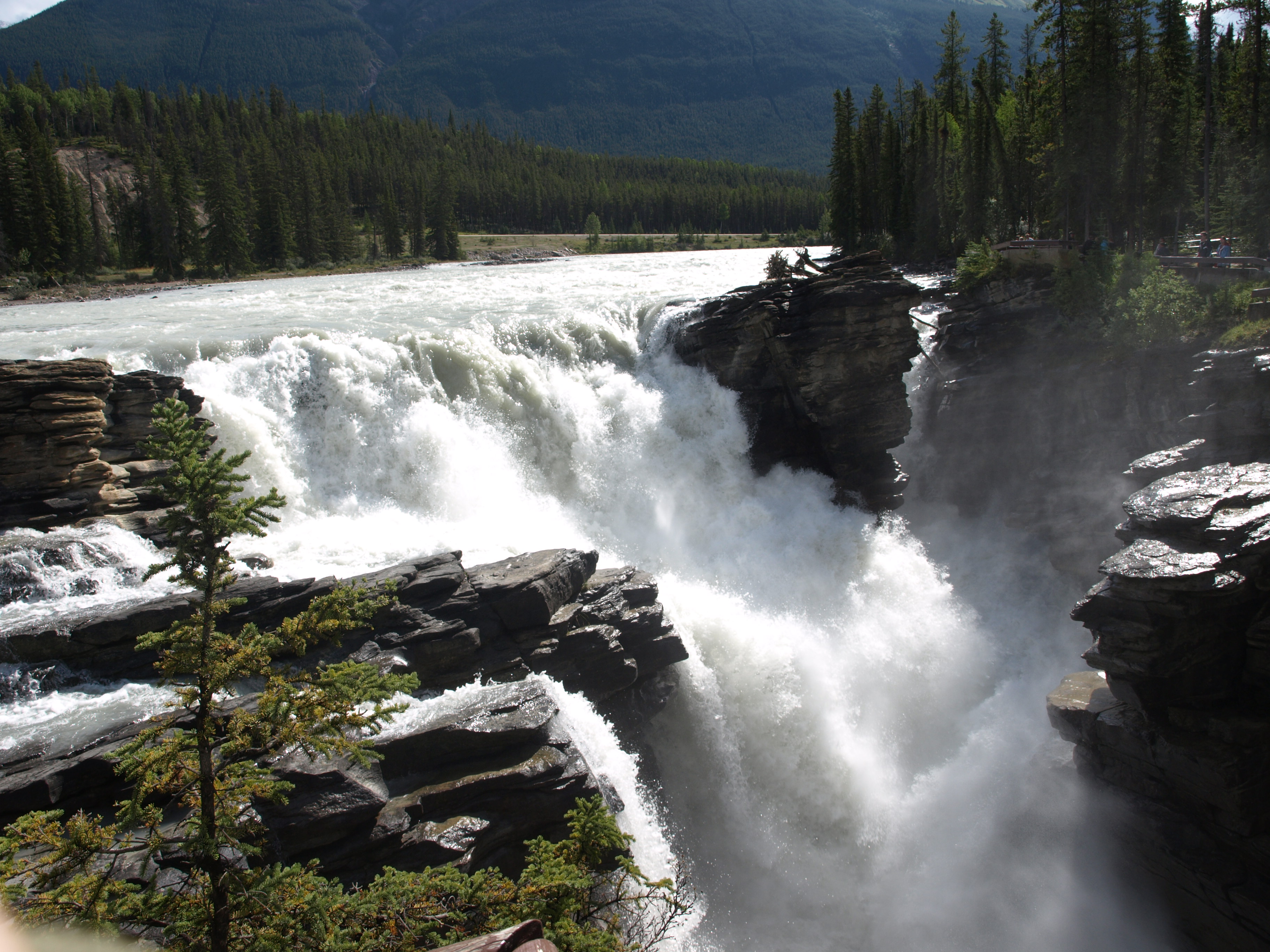

#### Меріленд

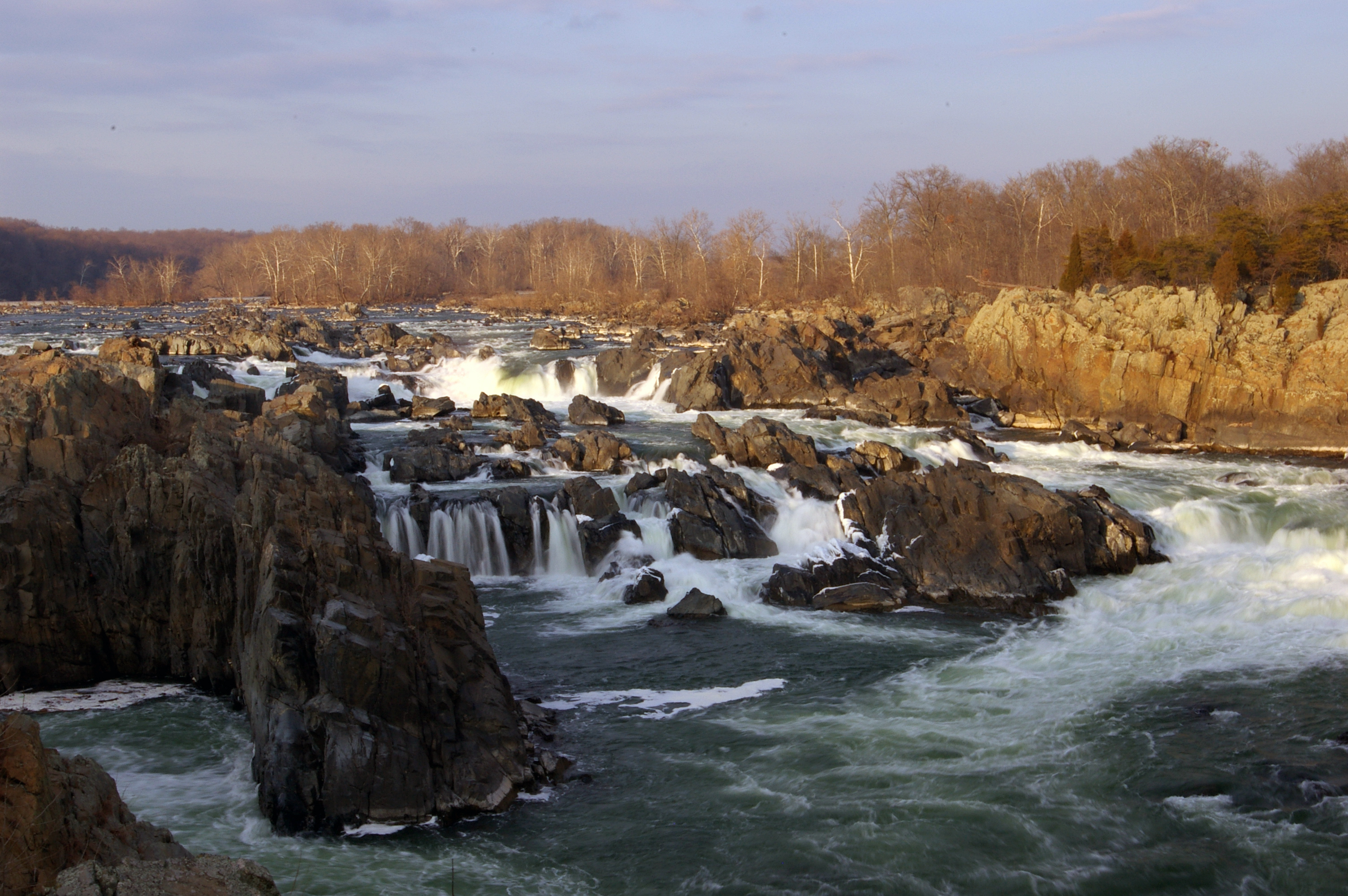

#### Мічиган

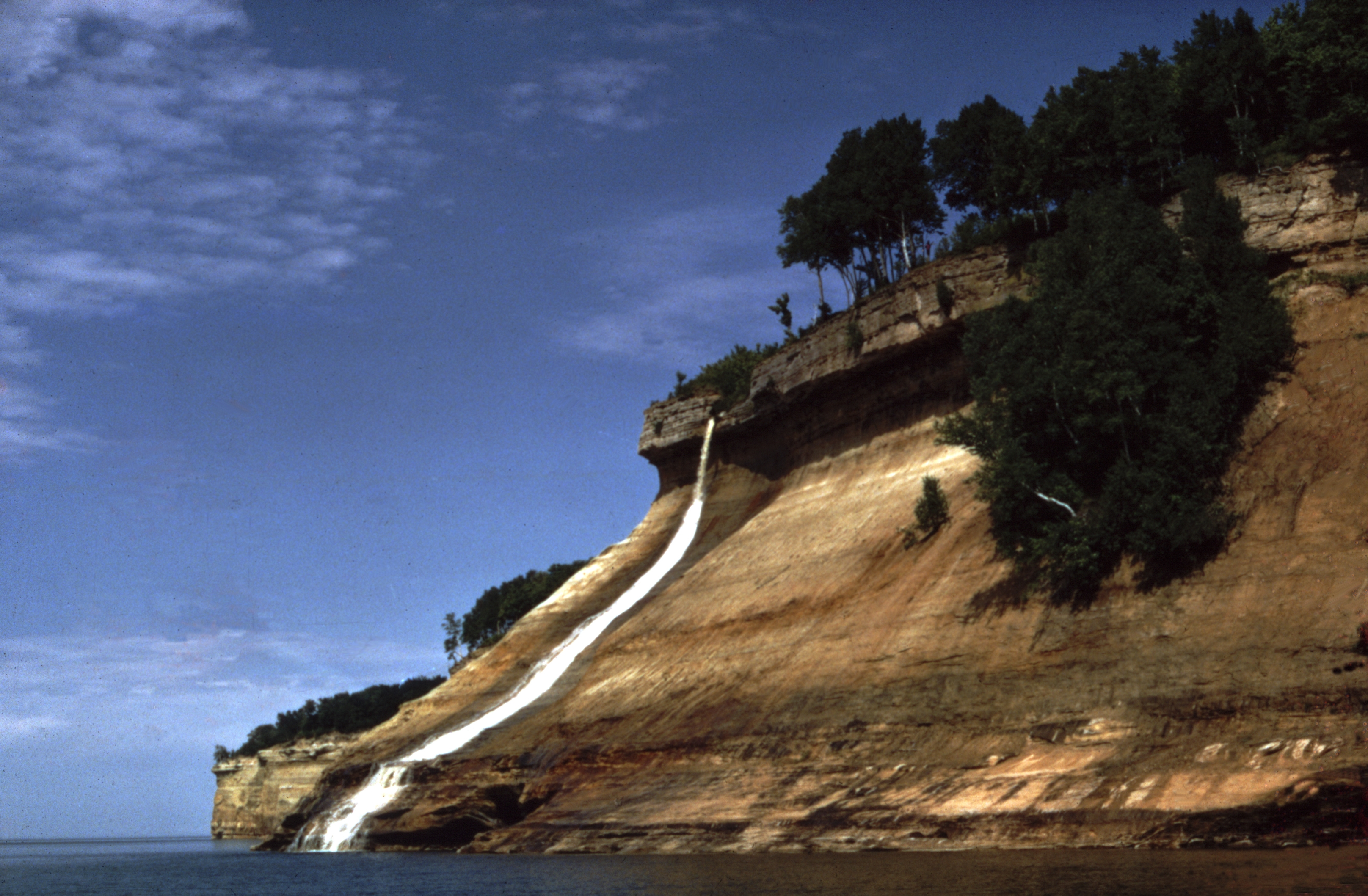

#### Міннесота

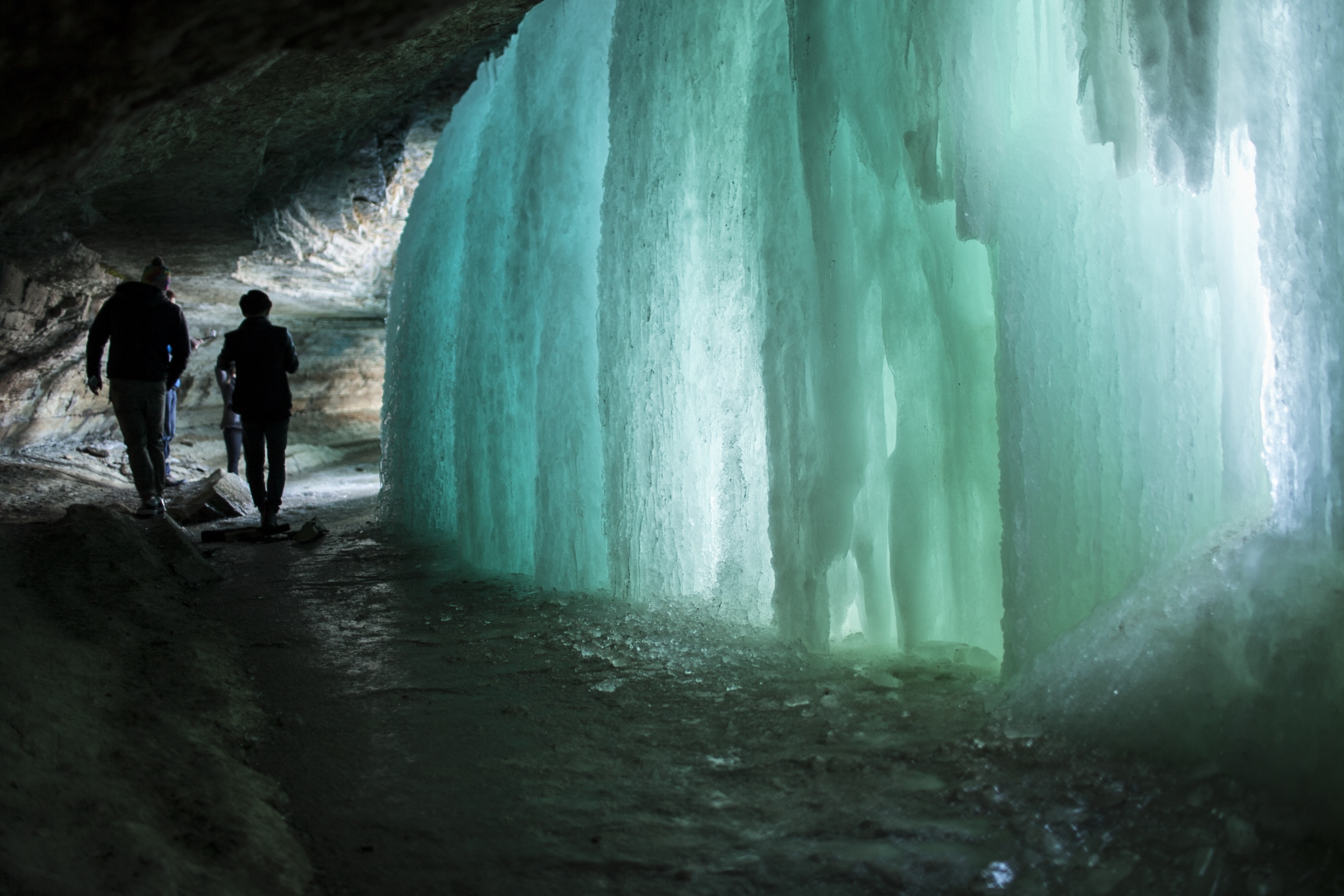

#### Монтана

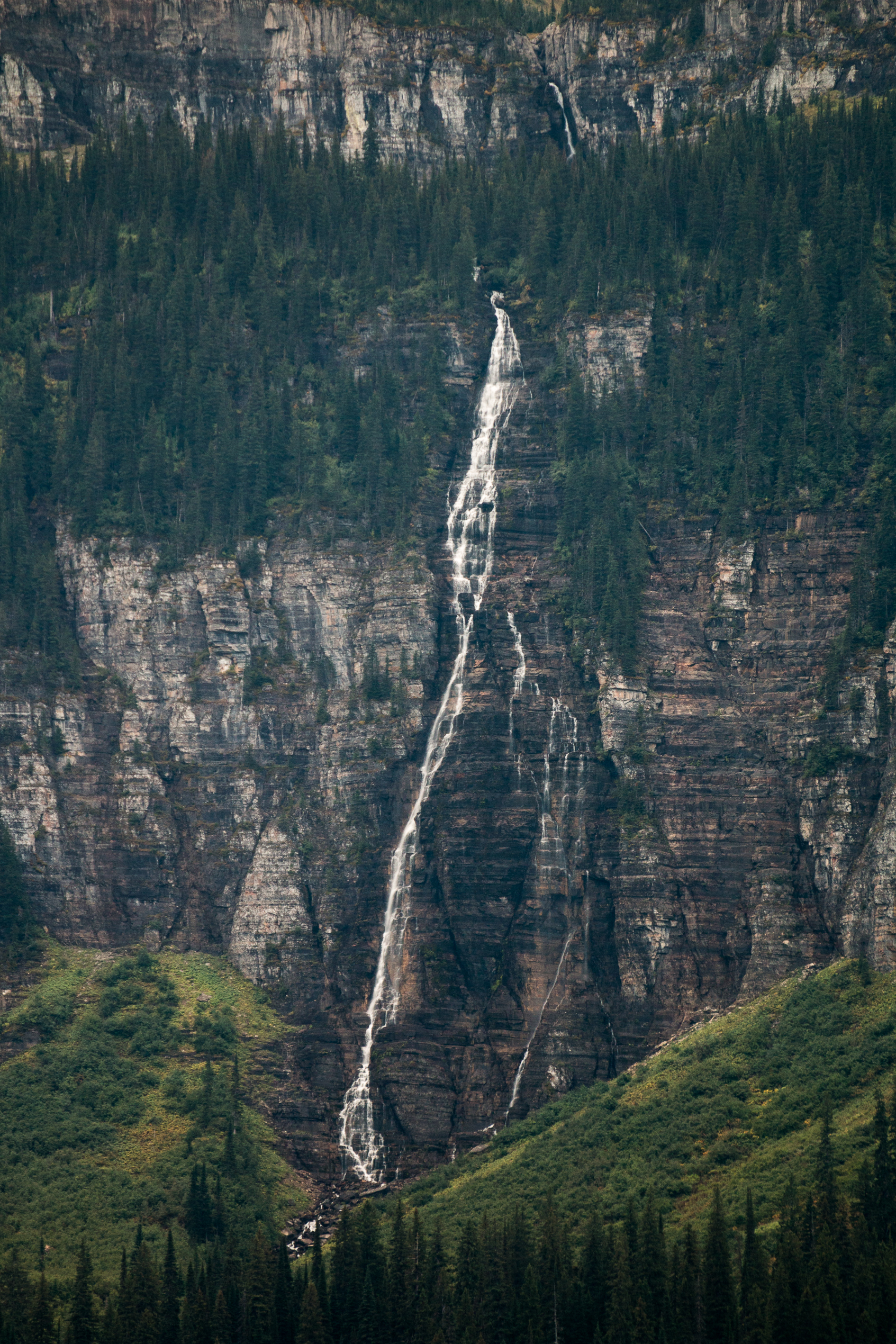

#### Нью-Йорк

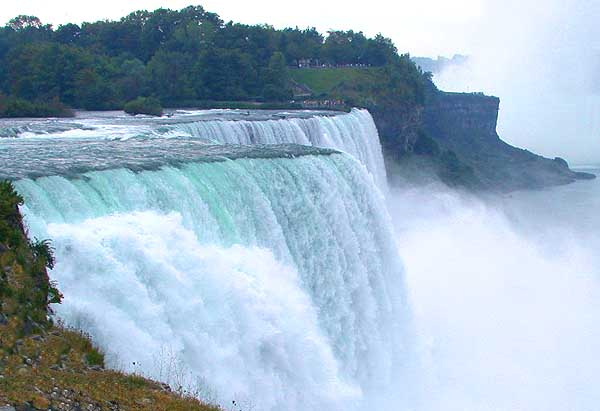

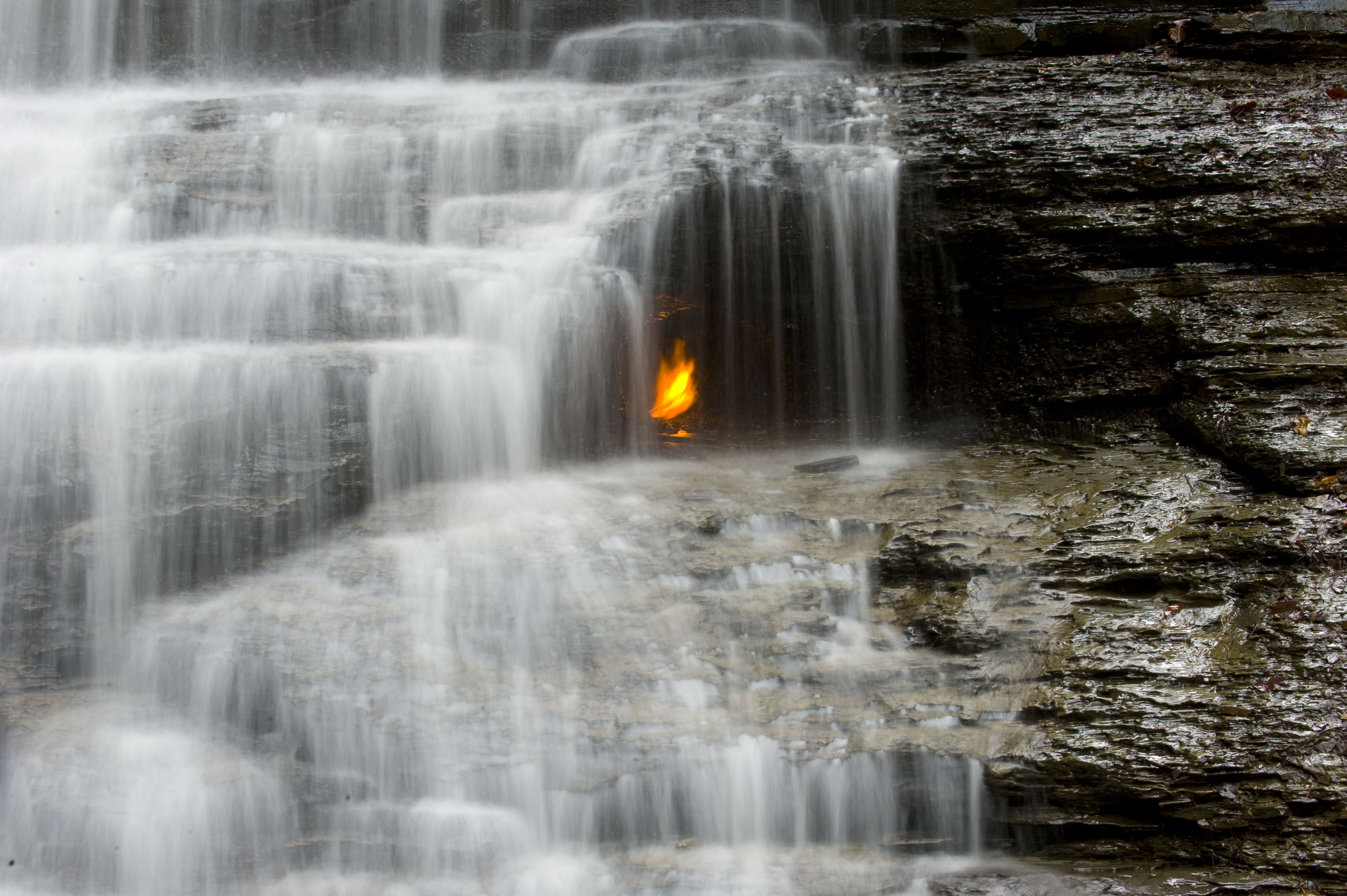

#### Північна Кароліна

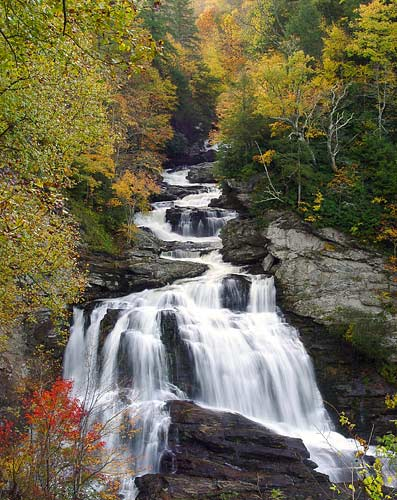

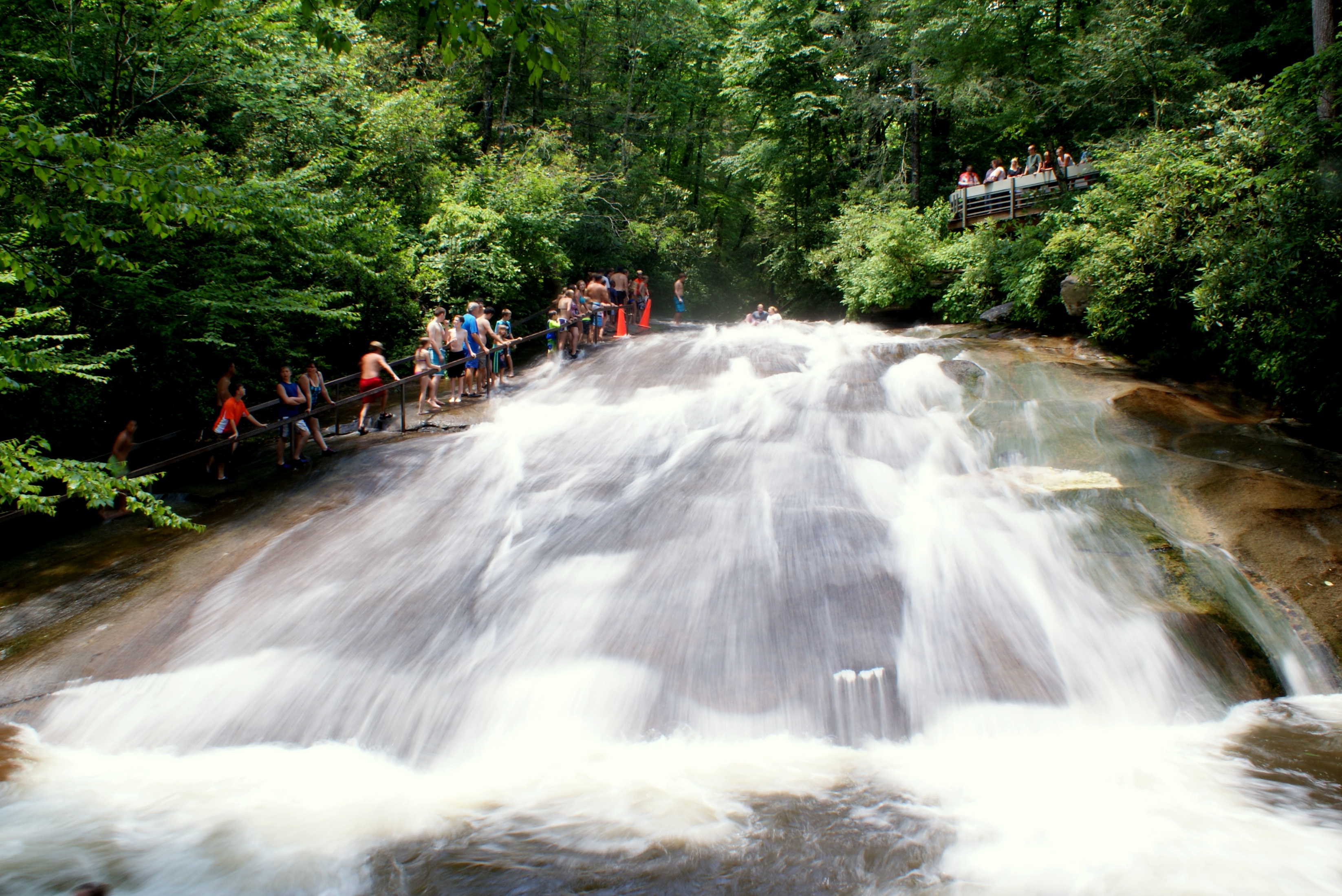

#### Орегон

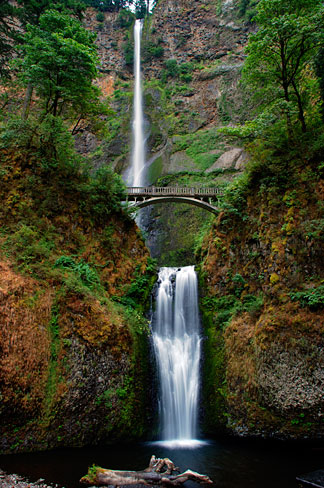

#### Індіана
- Катаракт
- Вільямспорт

#### Массачусетс
- Баш Біш — 61 м.

#### Міссурі
- Марвел Кейв — 15 м, підземний водоспад
- Міна Саук — 40 м, найвищий в Міссурі

#### Небраска
- Водоспад Сміт — 19 м, найвищий в Небрасці

#### Нью-Джерсі

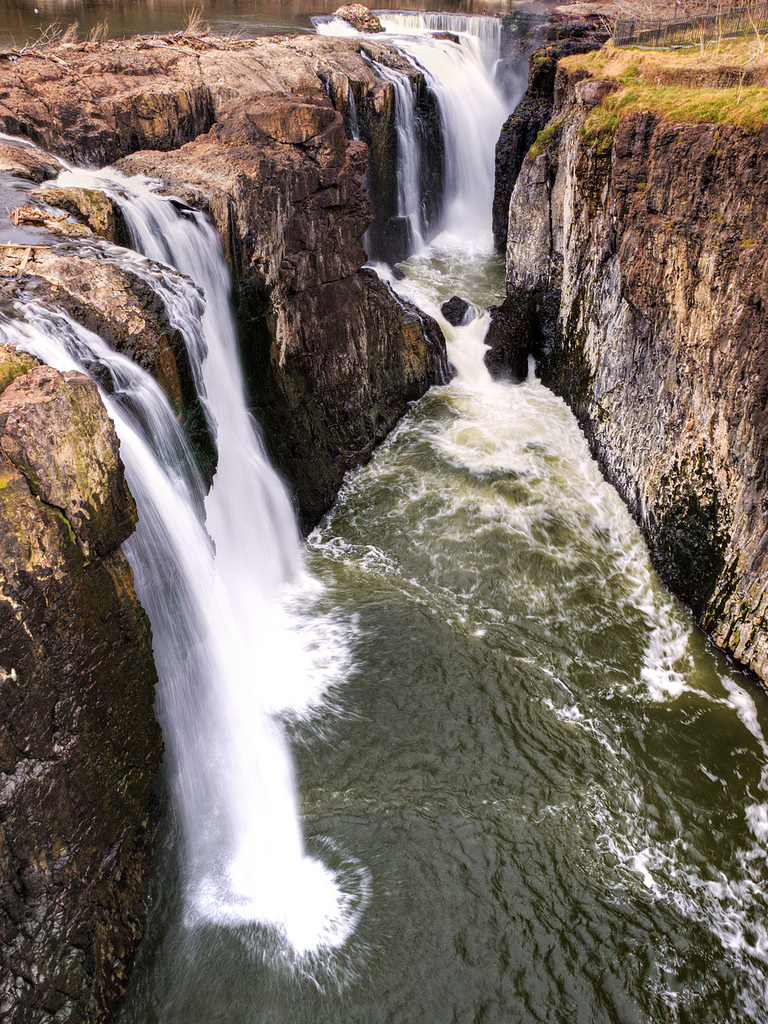
Водоспад Ґрейт Фолз, штат Нью-Джерсі

- Ґрейт Фолз — 23 м.

#### Нью-Мексико
- Хемез
- Сіттін Булл

#### Огайо
- Брендівайн — 26.2 м.
- Каяхоґа-Фолс

#### Оклахома
- Тернер — 23 м.

#### Род-Айленд
- Поутакет

#### Південна Дакота

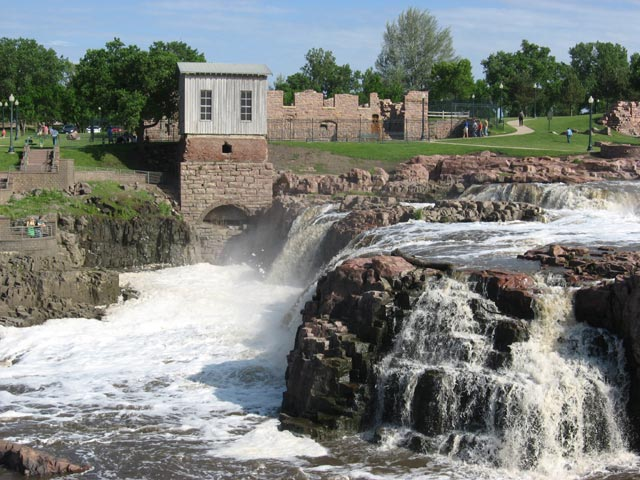
Водоспад Су-Фолс, Південна Дакота

- Су-Фолс

#### Техас
- Заповідник Гамільтон Пул — 15 м.
- Державний парк Педернейлс

#### Вашингтон

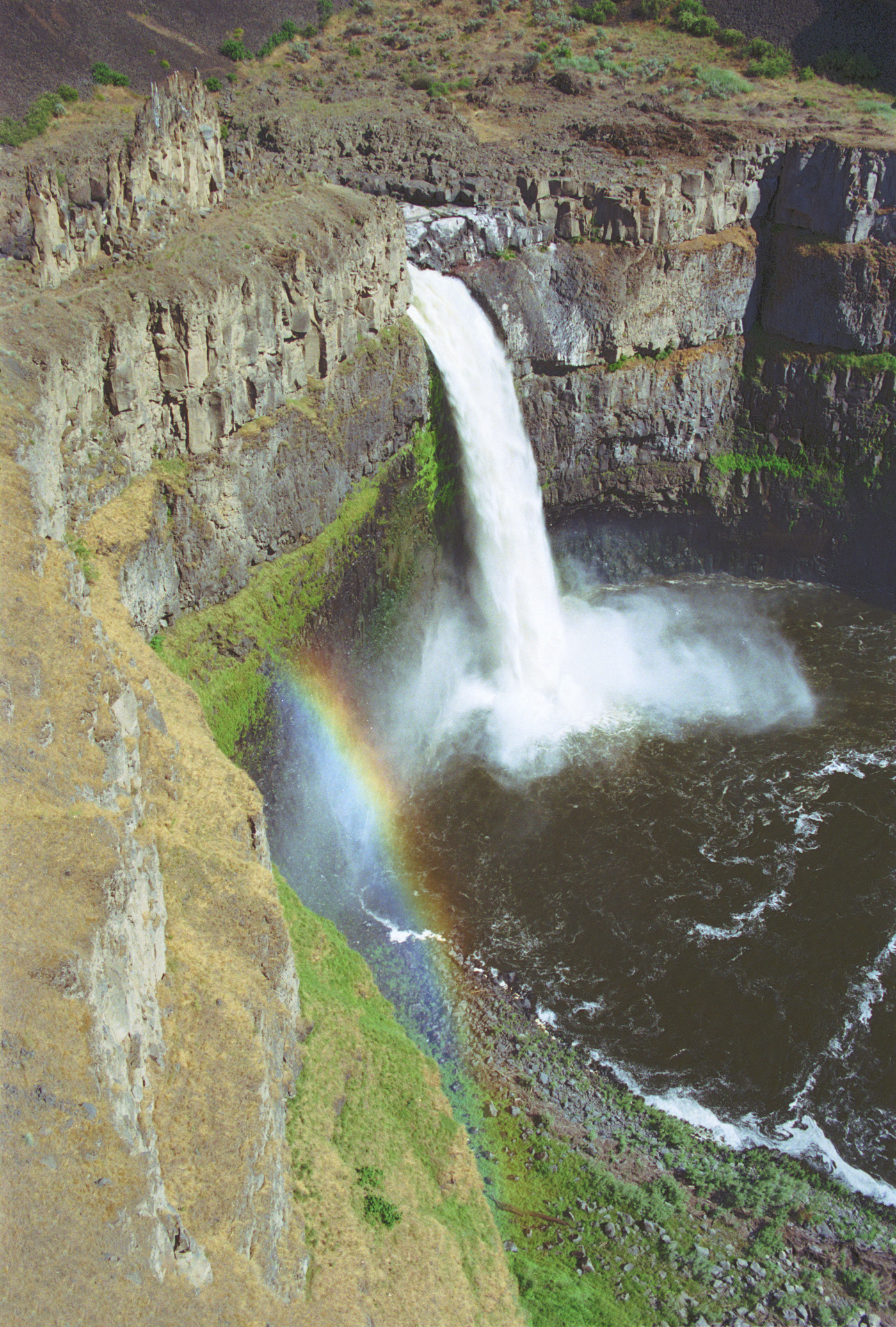

#### Вайомінг

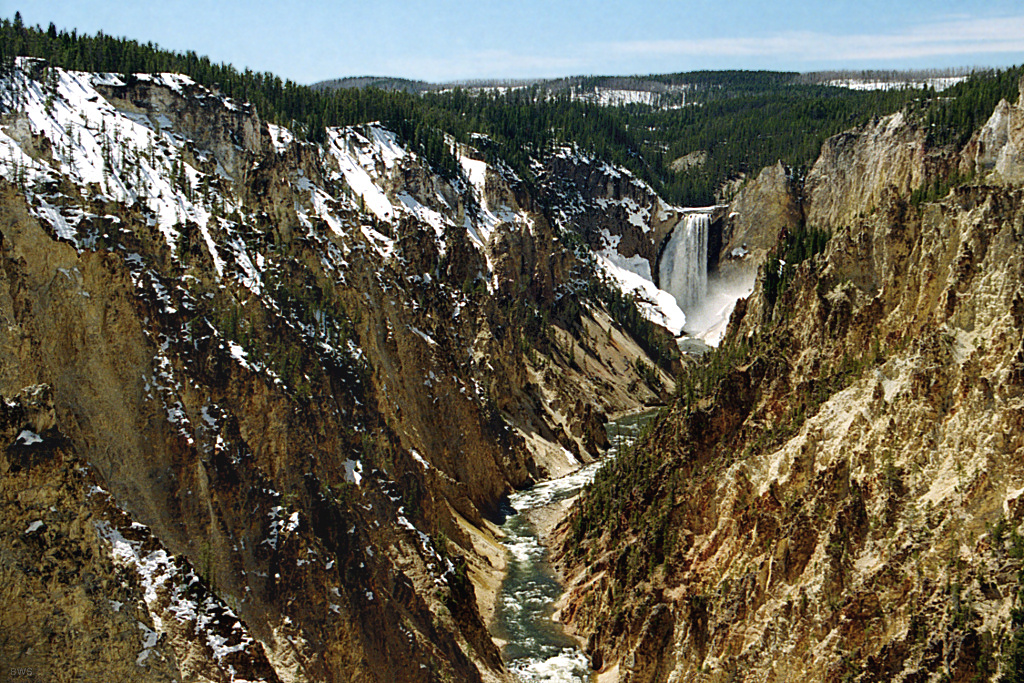

#### Новий Південний Уельс

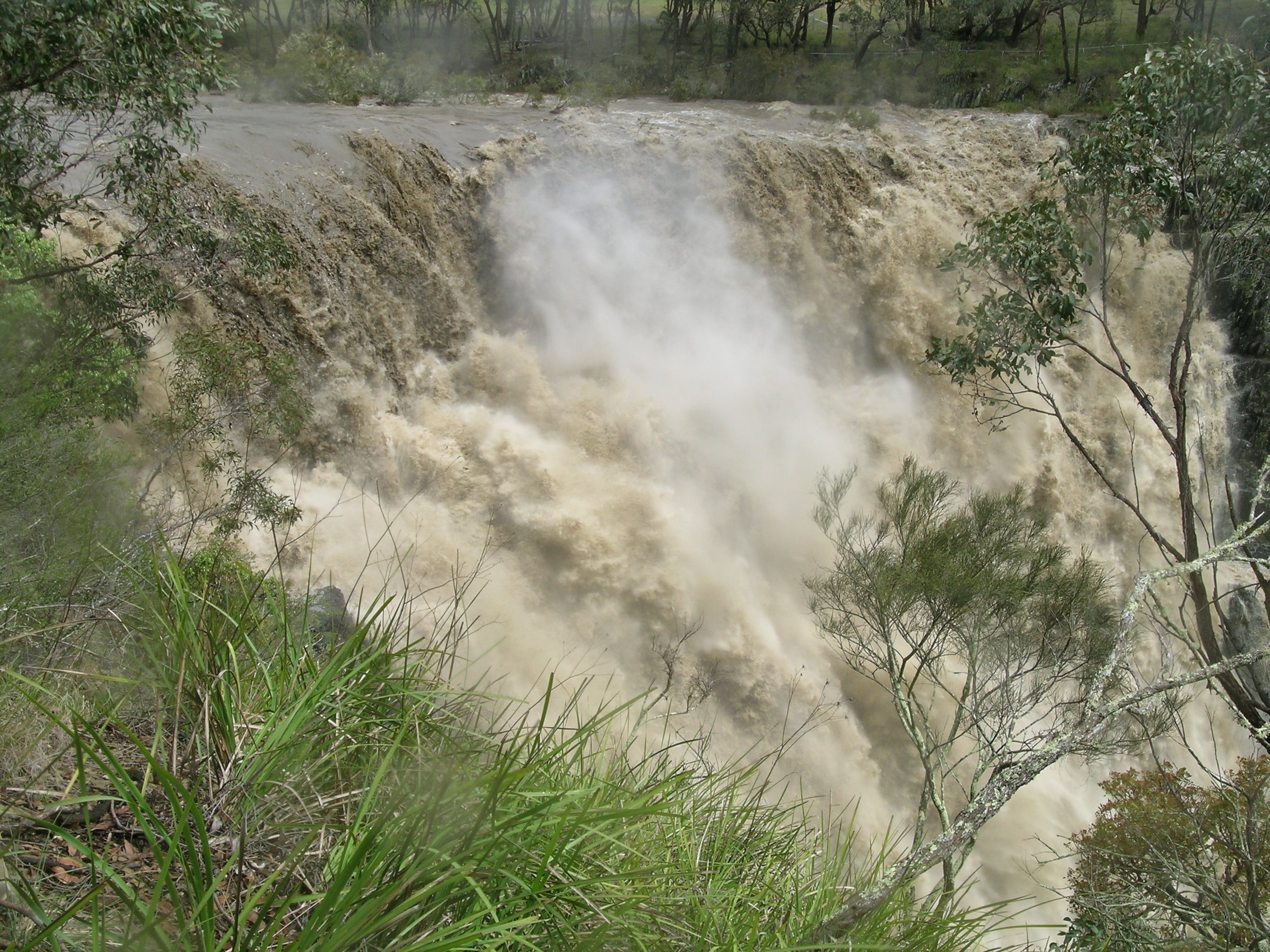

#### Північна територія

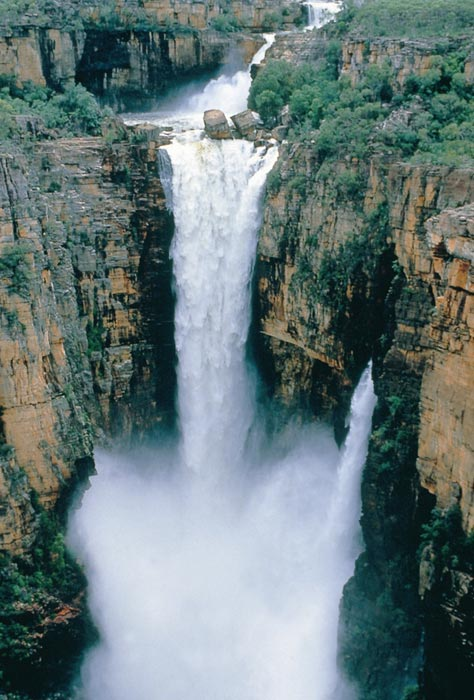

#### Квінсленд

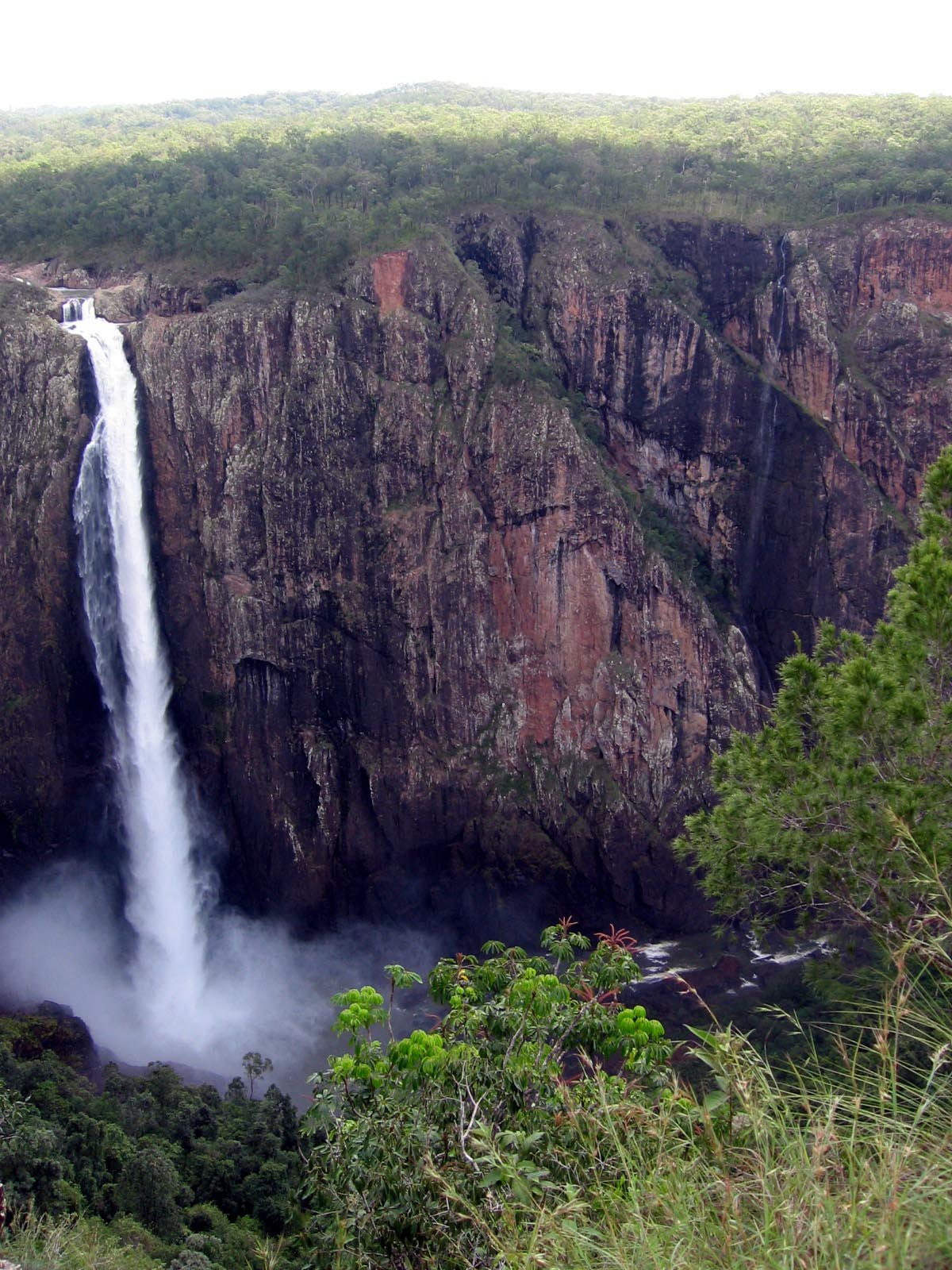

#### Юта

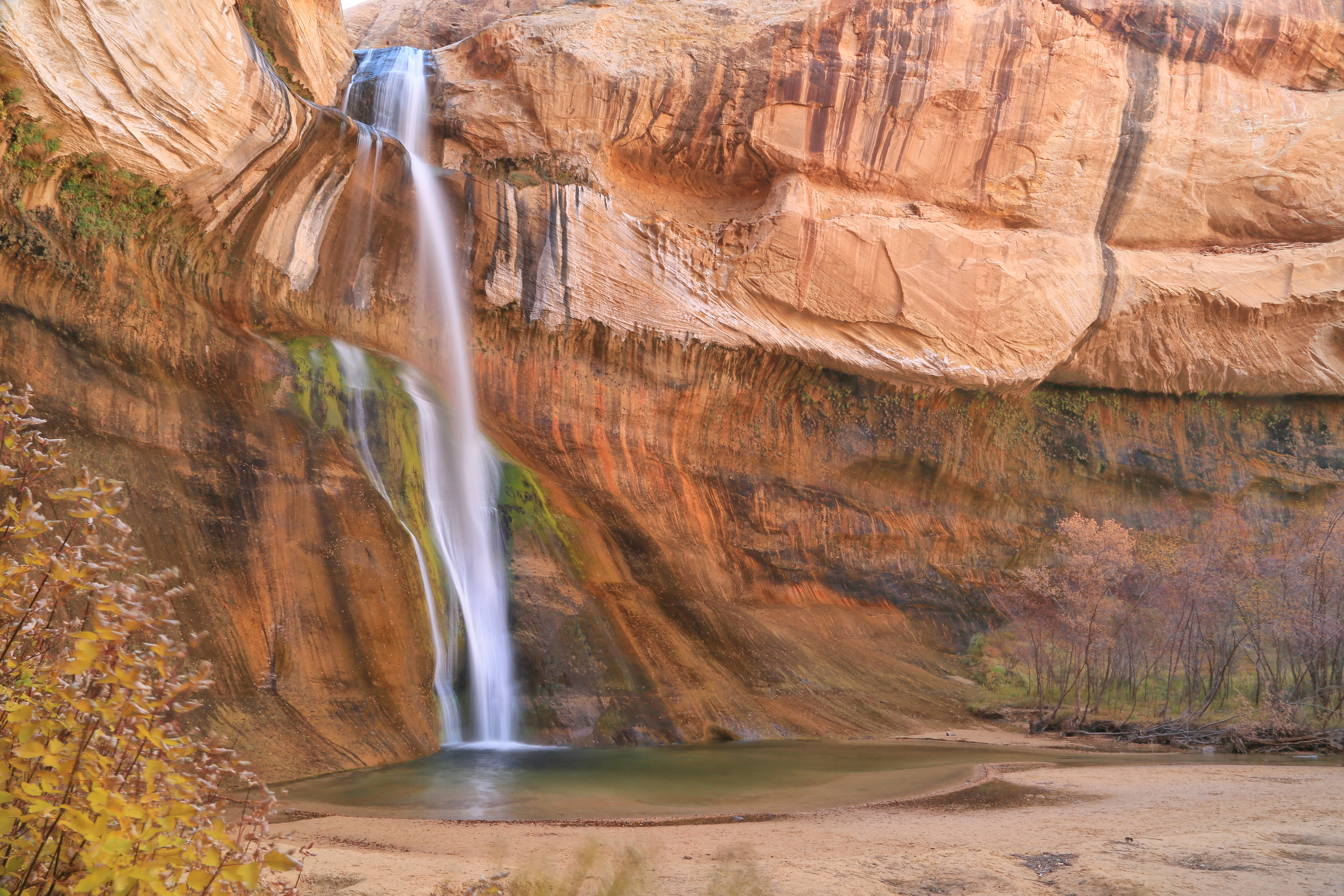
Водоспад Калф Крік, штат Юта

- Брайдал Вейл — 185 м.
- Калф Крік — 65 м.

#### Вірджинія
- Кребтрі — 365.7 м.
- Грейт Фолз

#### Західна Вірджинія

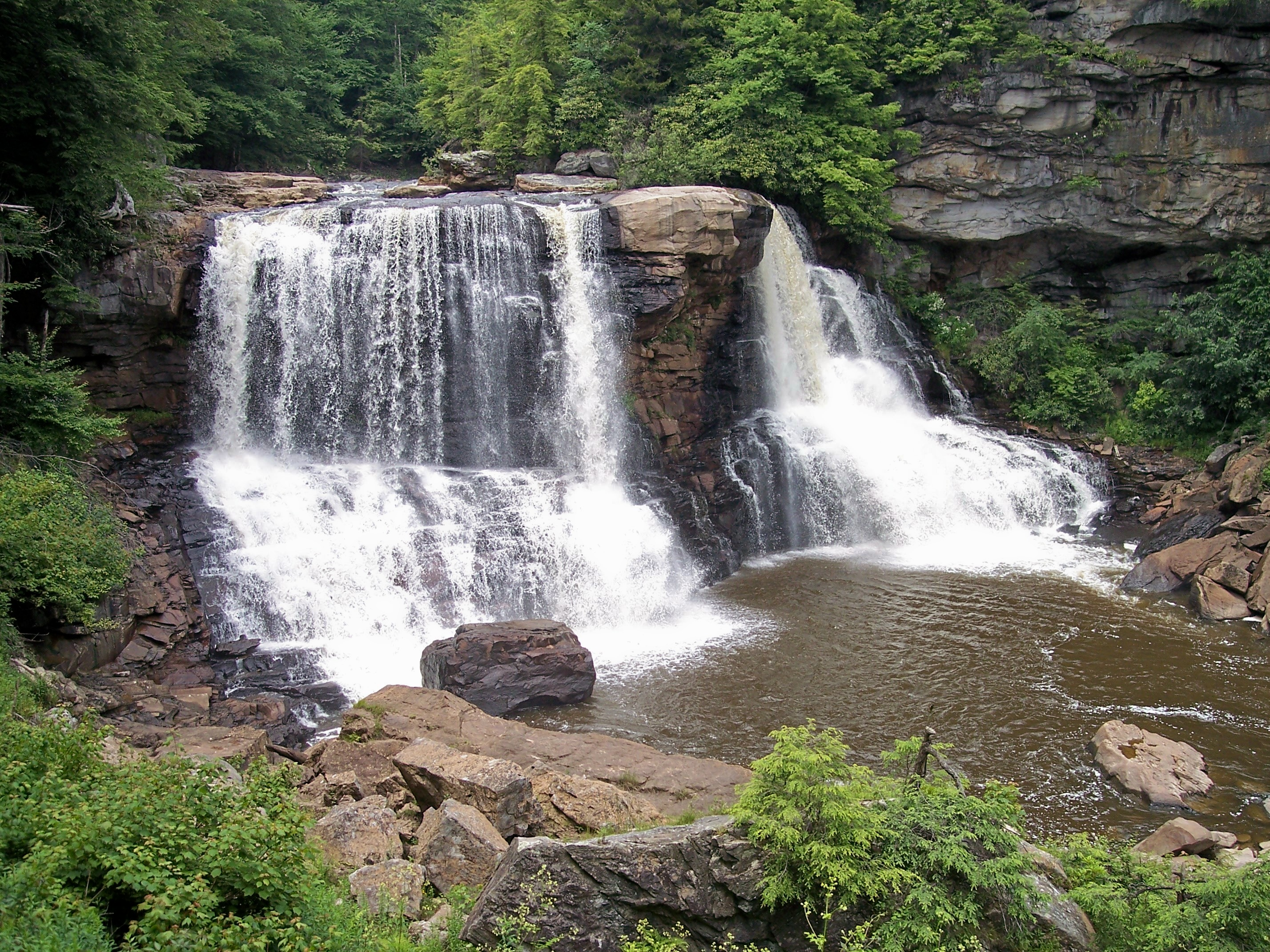

- Анхель — 979 м у висоту
- Кукенан
- Лловізна
- Ютаге

#### Вісконсин
- Біґ Маніту — 50 м.
- Суперіор — 27 м.

## Океанія

### Австралія

#### Південна Австралія
- Перший водоспад у Вотерфол Ґаллі — 25 м.

#### Тасманія

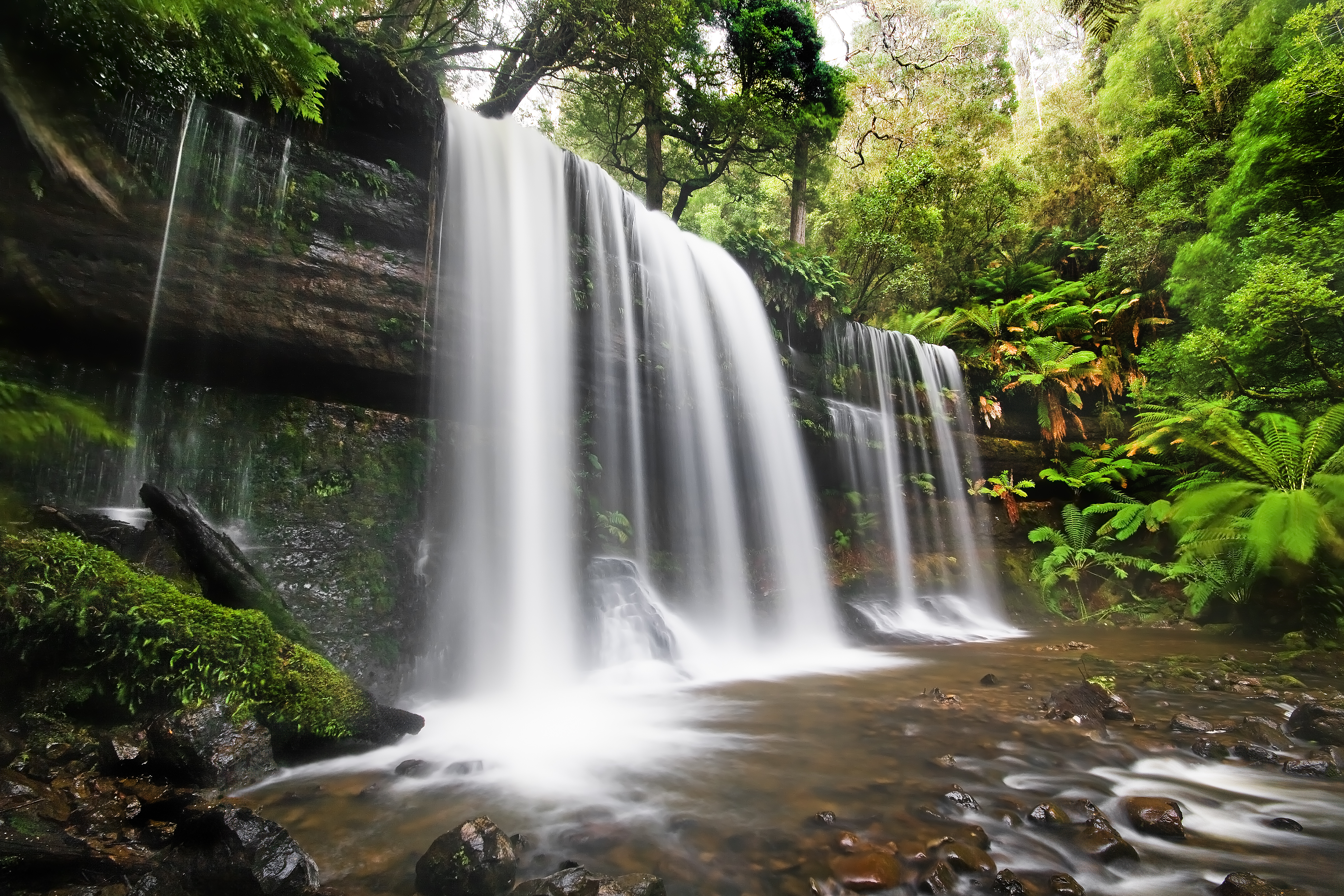

#### Вікторія

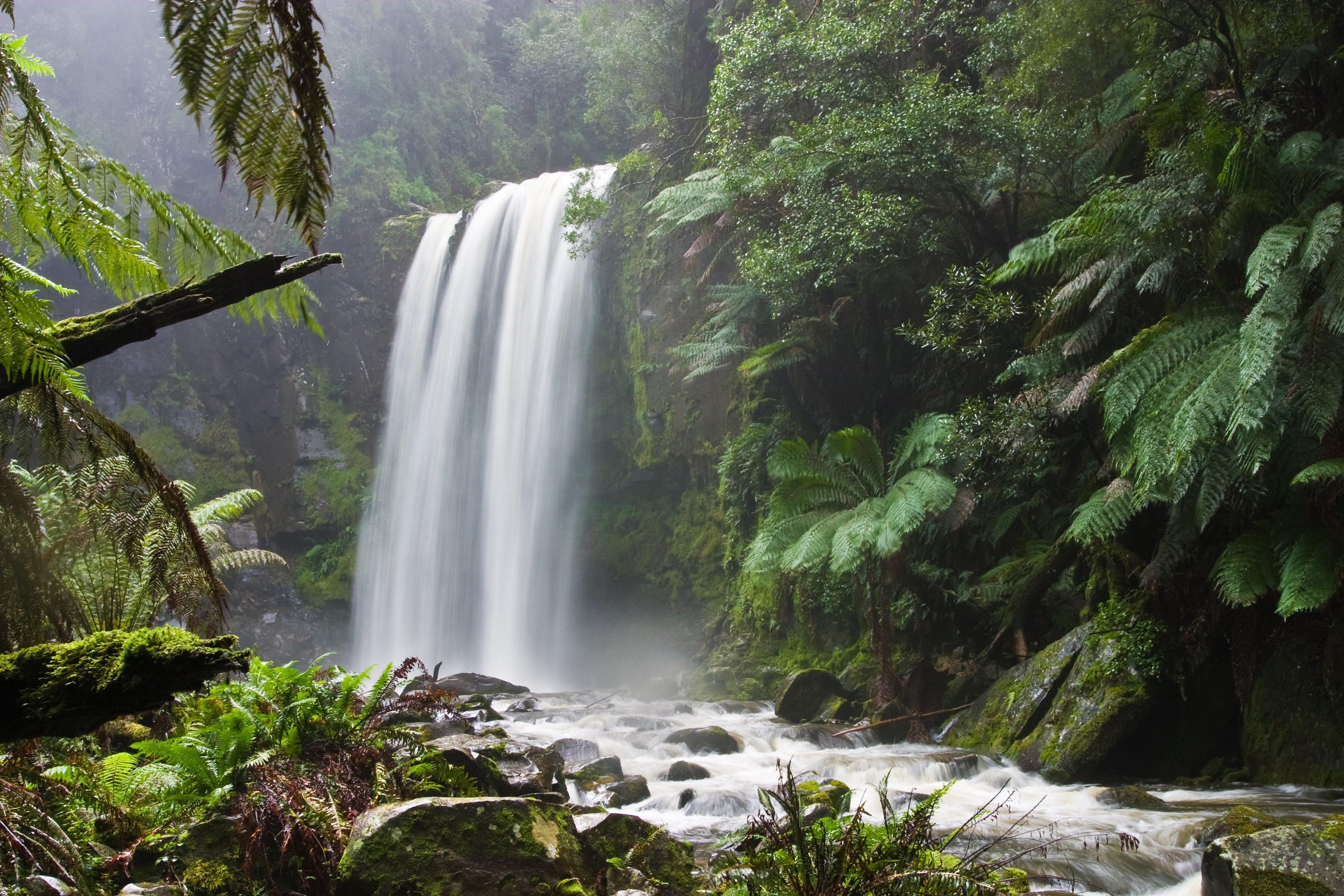

### Гавайські острови

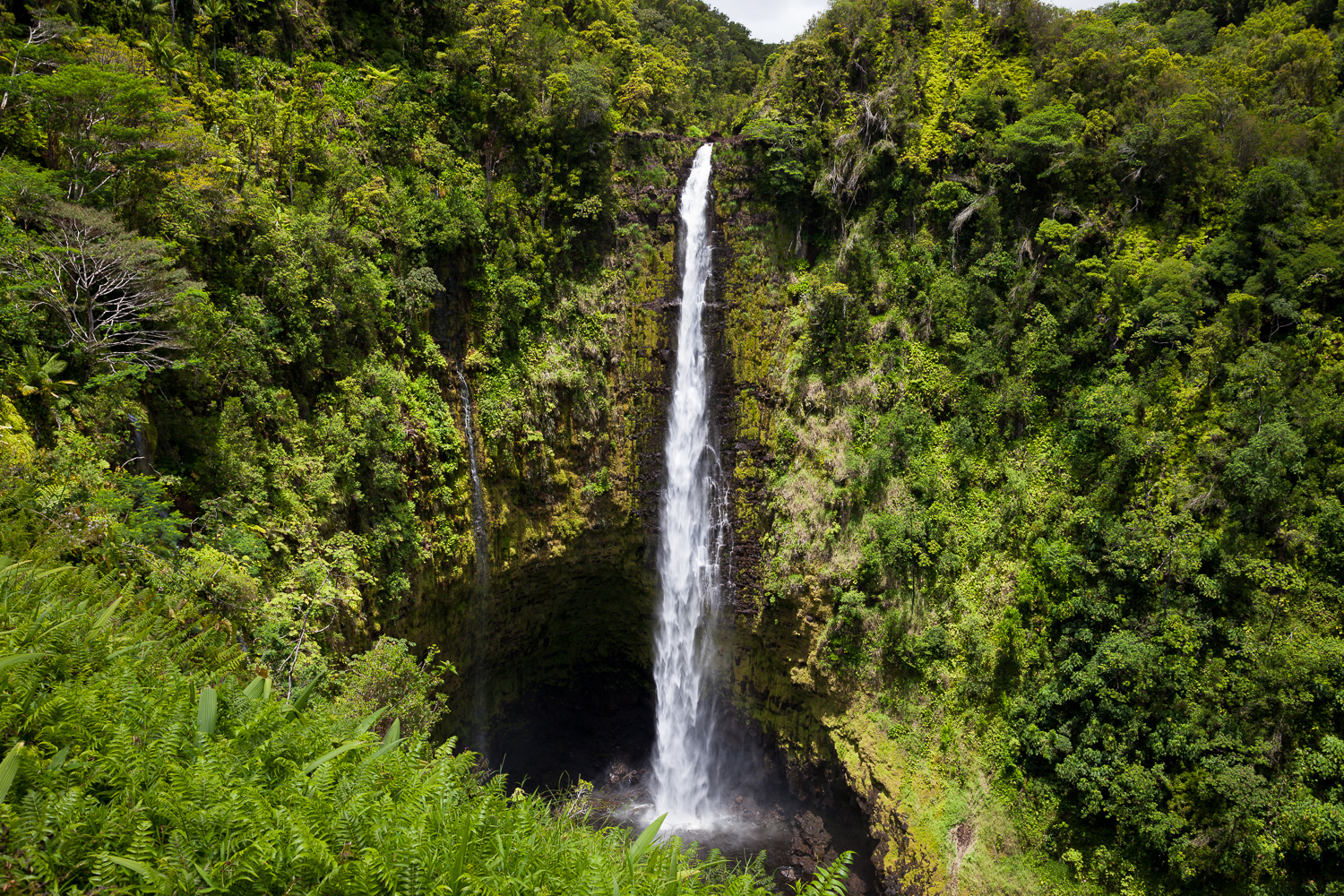

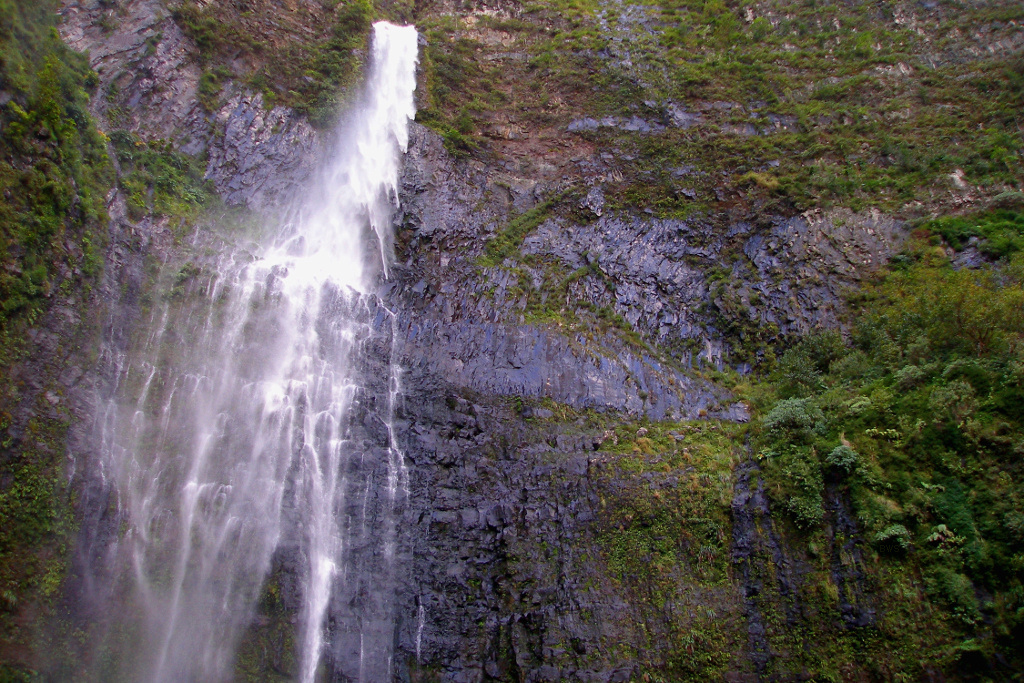

### Нова Зеландія

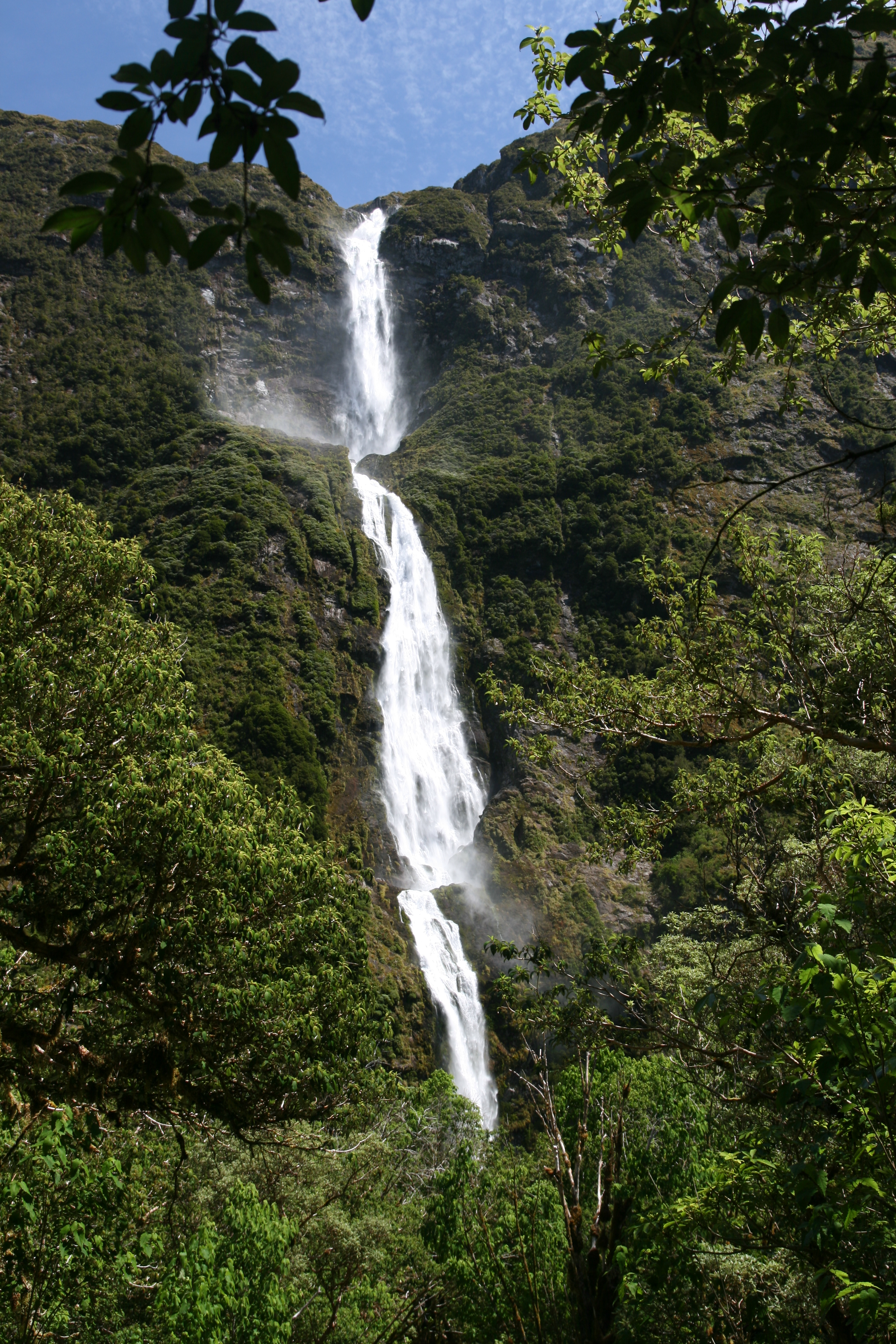

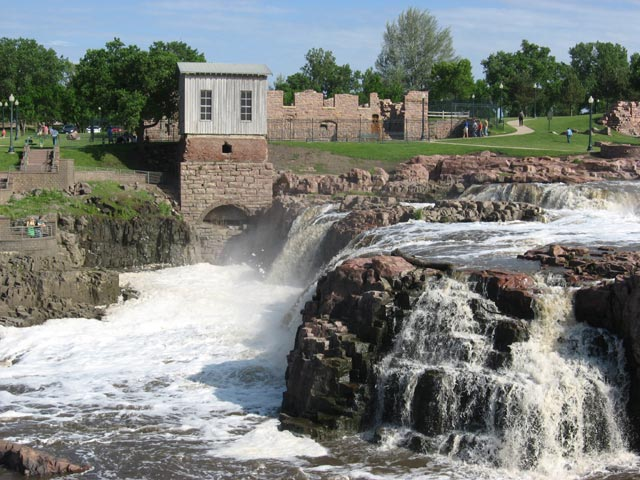

## Південна Америка

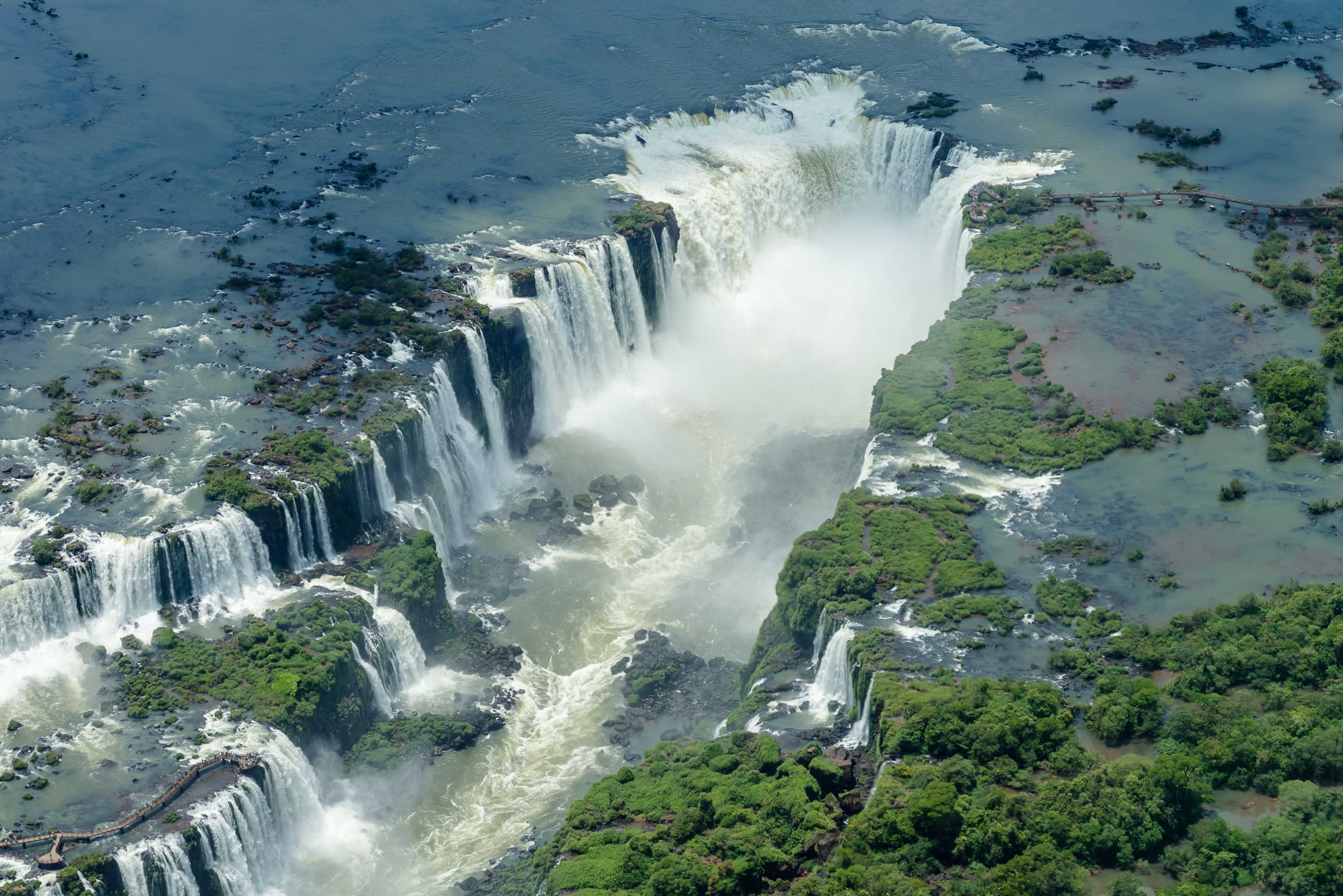
Водоспад Іґуасу, Бразилія / Аргентина

### Аргентина
- Іґуасу — водоспад з найвищою швидкістю потоку в Південній Америці

### Бразилія
- Водоспад Семи Каскадів
- Іґуасу
- Димний водоспад —340 м у висоту
- Парк Водоспадів

### Чилі

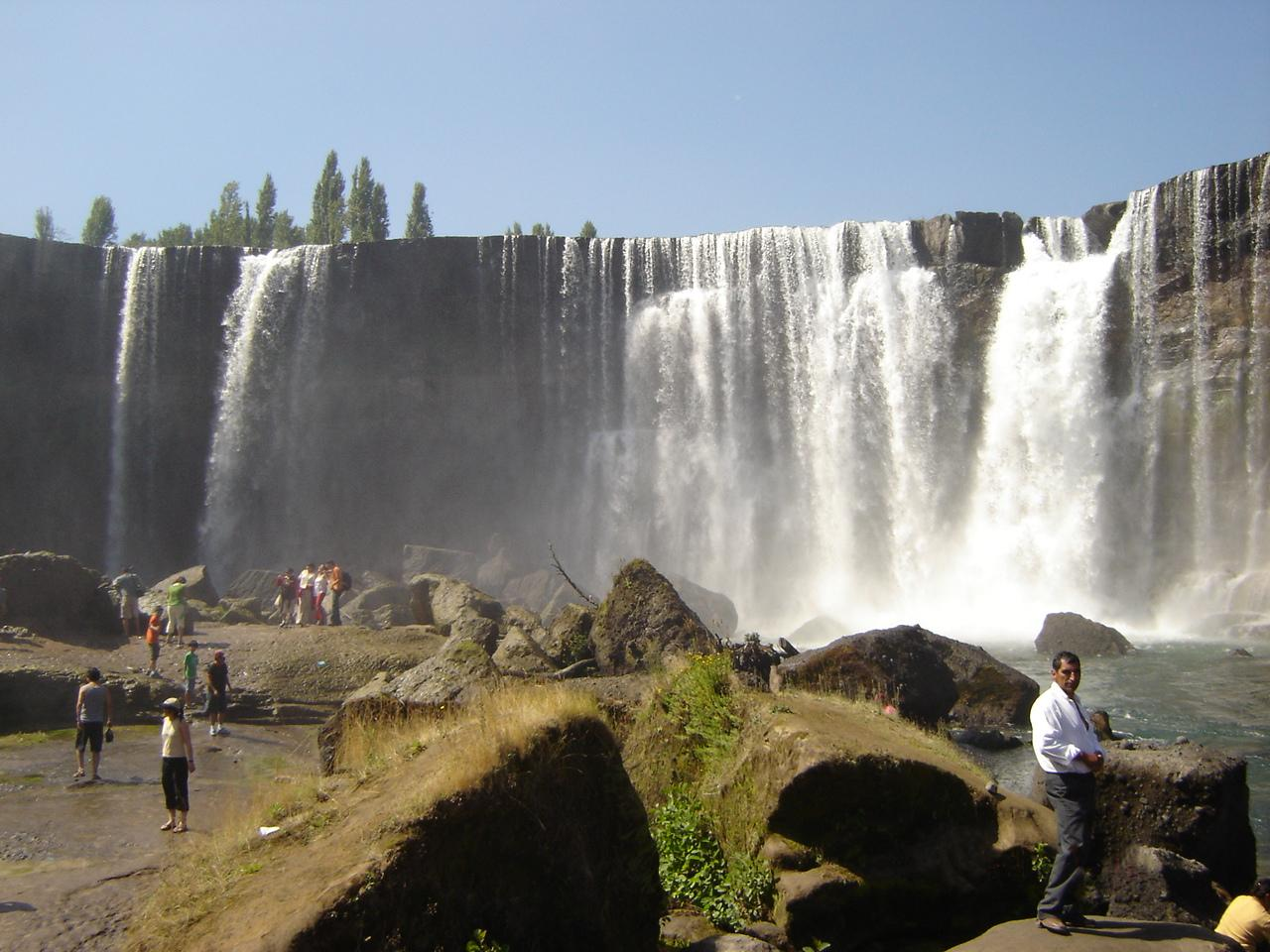
Водоспад Лаха в Чилі

- Уїло-Уїло
- Лаха
- Петроуе

### Колумбія
- Текендама — 132 м у висоту
- Текендаміта

### Гаяна
- Каєтур
- Король Едвард VIII

### Парагвай
- Водоспад Семи Каскадів
- Сальтос дель Мондей
- Накундай
- Агуарай
- Такуапі
- Водоспад Кристал

### Перу

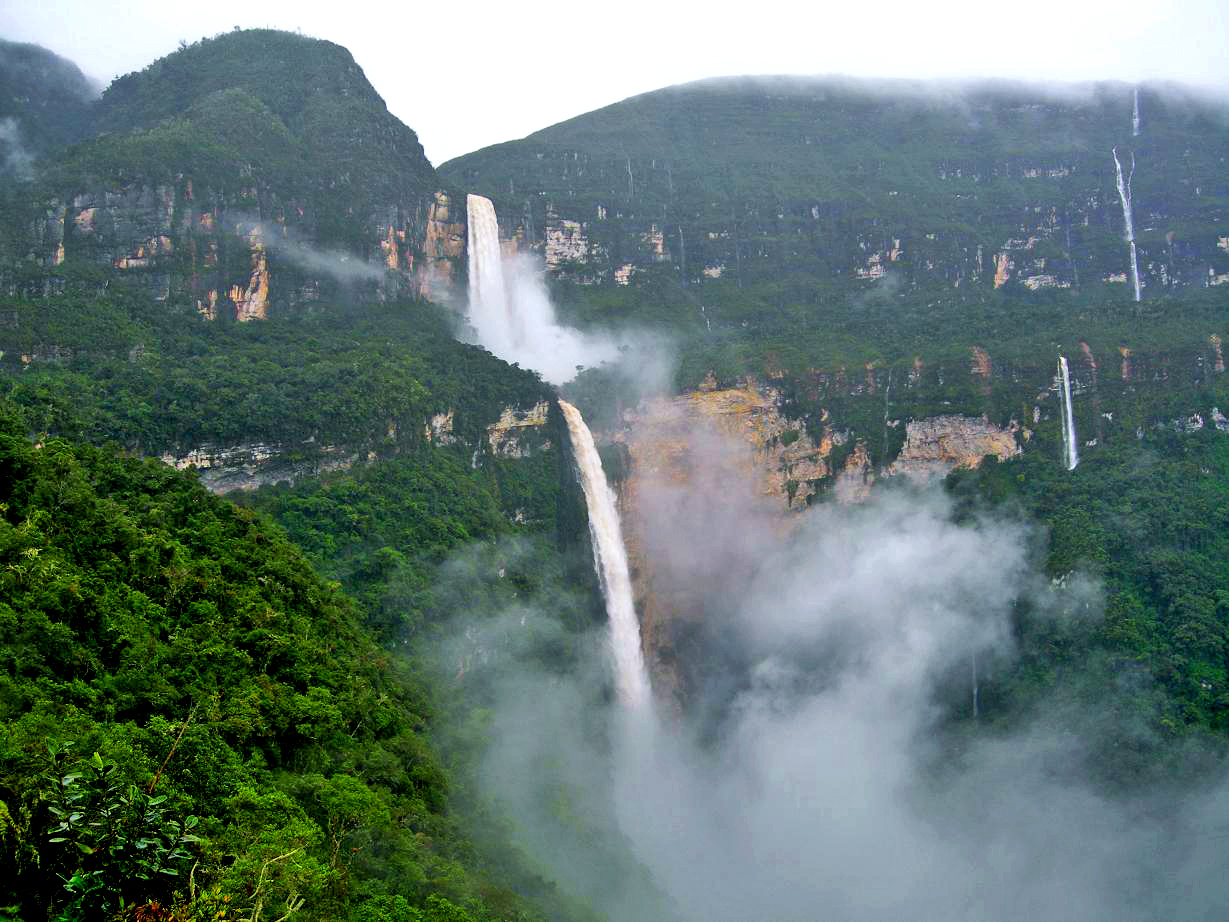
Водоспад Ґокта в Перу

- Ґокта
- Водоспад Три Сестри — 914 м у висоту
- Юмбілла

### Венесуела

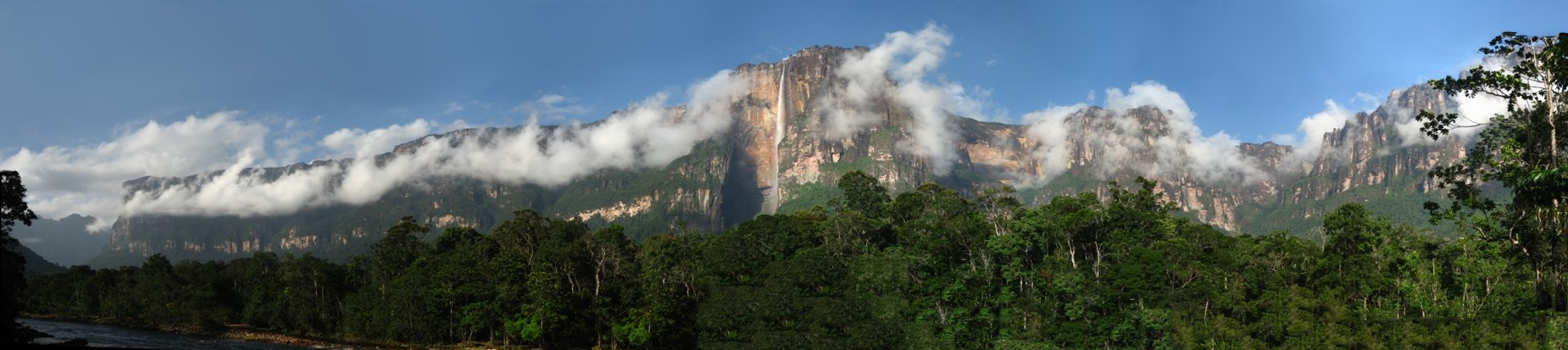
Водоспад Анхель у Венесуелі

- Анхель — 979 м у висоту
- Кукенан
- Лловізна
- Ютахе